# Liste der Kulturdenkmale in Schneeberg (Erzgebirge)

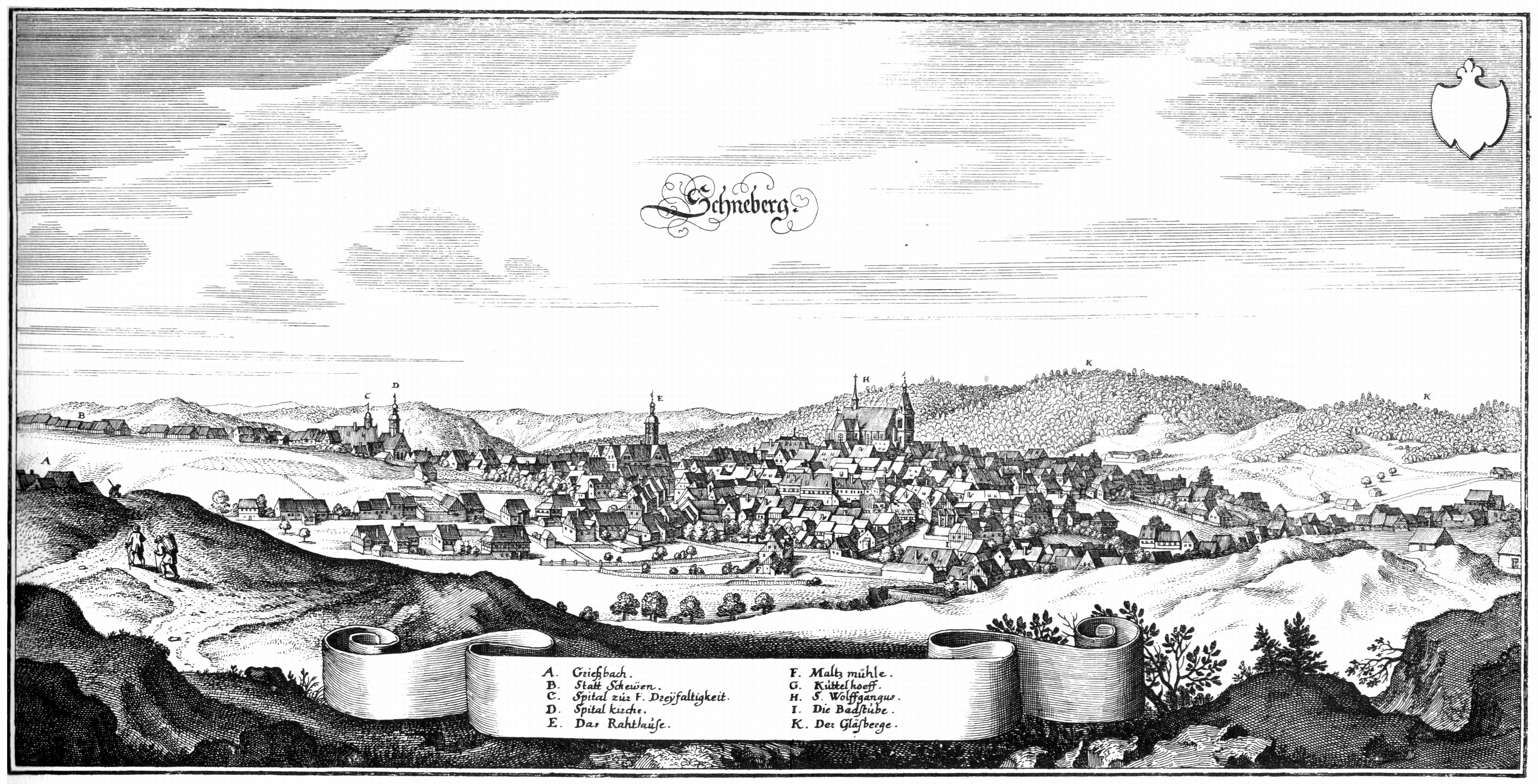
Merian: Schneeberg um 1650

Die Liste der Kulturdenkmale in Schneeberg enthält die Kulturdenkmale in Schneeberg und seines Ortsteils Lindenau.
Diese Tabelle ist eine Teilliste aller Kulturdenkmale in Sachsen.

## Legende
- Bild: Bild des Kulturdenkmals, ggf. zusätzlich mit einem Link zu weiteren Fotos des Kulturdenkmals im Medienarchiv Wikimedia Commons. Wenn man auf das Kamerasymbol klickt, können Fotos zu Kulturdenkmalen aus dieser Liste hochgeladen werden:
- Bezeichnung: Denkmalgeschützte Objekte und ggf. Bauwerksname des Kulturdenkmals
- Lage: Straßenname und Hausnummer oder Flurstücknummer des Kulturdenkmals. Die Grundsortierung der Liste erfolgt nach dieser Adresse. Der Link (Karte) führt zu verschiedenen Kartendiensten mit der Position des Kulturdenkmals. Fehlt dieser Link, wurden die Koordinaten noch nicht eingetragen. Sind diese bekannt, können sie über ein Tool mit einer Kartenansicht einfach nachgetragen werden. In dieser Kartenansicht sind Kulturdenkmale ohne Koordinaten mit einem roten bzw. orangen Marker dargestellt und können durch Verschieben auf die richtige Position in der Karte mit Koordinaten versehen werden. Kulturdenkmale ohne Bild sind an einem blauen bzw. roten Marker erkennbar.
- Datierung: Baubeginn, Fertigstellung, Datum der Erstnennung oder grobe zeitliche Einordnung entsprechend des Eintrags in der sächsischen Denkmaldatenbank
- Beschreibung: Kurzcharakteristik des Kulturdenkmals entsprechend des Eintrags in der sächsischen Denkmaldatenbank, ggf. ergänzt durch die dort nur selten veröffentlichten Erfassungstexte oder zusätzliche Informationen
- ID: Vom Landesamt für Denkmalpflege Sachsen vergebene, das Kulturdenkmal eindeutig identifizierende Objekt-Nummer. Der Link führt zum PDF-Denkmaldokument des Landesamtes für Denkmalpflege Sachsen. Bei ehemaligen Kulturdenkmalen können die Objektnummern unbekannt sein und deshalb fehlen bzw. die Links von aus der Datenbank entfernten Objektnummern ins Leere führen. Ein ggf. vorhandenes Icon  führt zu den Angaben des Kulturdenkmals bei Wikidata.

## Schneeberg
| Bild                                    | Bezeichnung | Lage                                      | Datierung                                              | Beschreibung | ID       |
| --------------------------------------- | --- | ----------------------------------------- | ------------------------------------------------------ | --- | -------- |
|                                         | Denkmalschutzgebiet Altstadt Schneeberg (Vorschlag) | (Karte)                                   |                                                        | Denkmalschutzgebiet Altstadt Schneeberg | 08959276 |
| Weitere Bilder                          | Grubengebäude des Altbergbaugebiets im Gößnitzgrund | (Karte)                                   | ab 15. Jahrhundert                                     | Überwiegend authentisch erhaltene und ab den 1990er-Jahren aufgewältigte Untertageanlagen mehrerer Gruben, darunter die in diesem Revierteil bedeutendste Silbergrube St. Anna am Freudenstein, Mundloch des St.-Anna-Stollns – einziges überwiegend unverfälscht überliefertes Stollnmundloch, zusammen mit den erhaltenen und zugänglichen Stolln, Schächten, Erzabbauen und einer Radstube von bergbaugeschichtlicher und technikgeschichtlicher Bedeutung. Das Objekt erstreckt sich über drei Gemeinden: Zschorlau (OT Zschorlau, Gemarkung Zschorlau: Objekt 08958536), Schneeberg (OT Schneeberg, Gemarkung Neustädtel: Objekt 09306183), Aue (OT Auerhammer, Gemarkung Auerhammer: Objekt 09306184). Die Gebäude umfassen das Altbergbaugebiet aus dem 15./16. Jahrhundert im Gössnitzgrund am Gleesberghang zwischen Aue und Zschorlau, zum Schneeberger Revier gehörig Bekannte Grubennamen waren: - Bernhardt-Fundgrube (St. Bernhard, 1918), - Gottes-Schickung-Fundgrube, - Totengrube, - Glück-Stern-Stolln, - Silberkammer-Fundgrube und -Stolln, - St. Anna am Freudenstein, Die Grube St. Anna am Freudenstein war die bekannteste des Grubenfeldes und wurde bis 1872 betrieben. Im Jahr 1526 soll hier „das Erz über den Haspel gewachsen“ sein (also gediegen bis an die Erdoberfläche gereicht haben). Sie gehörte zudem zu den ersten Schneeberger Gruben, die ihre Schächte ausmauerten. - Alter Freudenstein (1492 Ersterwähnung), - Neuer Freudenstein, - Maria-Magdalena-Stolln, - Troster-Stolln (1872), - Reich-Gottes-Fundgrube, - Renkert-Fundgrube, - St.-Brigitta-Fundgrube, - Vogelsang-Fundgrube, - Junge Rappolt-Fundgrube. Zur Ausprägung der Gruben- und Tagesgebäude: Die über Tage sichtbaren Tageschächte besaßen ehemals hölzerne Kauen, der Stollenvortrieb und der Erzabbau erfolgten mittels Feuersetzen, was an den erhaltenen Rußspuren an den Firsten und den typischen Ausweitungen erkennbar ist. Außerdem setzten die Knappen Schlägel und Eisen ein, es entstanden enge Stollen mit unregelmäßigen, ovalen und oftmals leicht geneigten Querschnitten; die Mundlöcher waren nicht in Gewölbeform ausgeführt. Zwischen den Abbauen verliefen Haspelschächte. Besonderheiten: eine ca. 12 m hohe Radstube mit geschlägelten Vertiefungen für das hölzerne Kunstrad (nicht erhalten) sowie ein ca. 55 m langer, 6 m breiter und 5 m hoher Quarzabbau der sog. „Quarzzeche“ oder „Quarzhöhle“. Hier wurde seit mindestens 1776 weißer Quarz für die Kobaltfarbenproduktion abgebaut; ursprünglich handelte es sich um ein Appart-Lehn der Bernhardt Fundgrube. Eine Überformung der Grubenbaue durch nachfolgende Bergbautätigkeiten fand in diesem Gebiet kaum statt. Zu den Übertageanlagen: Neben wenigen Halden fallen über Tage vor allem die relativ aufwändig gestalteten, mit Zementmauerwerk gefassten Mundlöcher auf, die – ebenso wie die Kauen – reine, in den 1990er-Jahren entstandene Nachempfindungen derartiger Anlagen in anderen Bergbaugebieten sind. Die Stolln im Gössnitzgrund wiesen anfangs schlichte, unregelmäßige Öffnungen im gewachsenen Fels analog zum Mundloch des St.-Anna-Stollns auf. Die übertägigen Anlagen sind dementsprechend aufgrund fehlender Authentizität keine Denkmale. | 09306183 |
|                                         | Sachgesamtheit Schneeberger Revier: Alle Zeugnisse des Schneeberg-Neustädteler Bergbaus aus Tage- und Grubengebäuden, Halden, wasserbaulichen Anlagen usw. aus mehreren Jahrhunderten im Stadtgebiet Schneebergs sowie in den Gemeinden Hartmannsdorf b. Kirchberg und Zschorlau (siehe auch die Sachgesamtheitslisten der Gemeinden Hartmannsdorf b. Kirchberg – Obj. 09306311, ohne Anschrift – sowie Zschorlau – Obj. 09301575, Neustädtler Straße 13) | (Karte)                                   | 15.–19. Jahrhundert                                    | Inhaltlich und optisch zusammenhängende Entität von landschaftsgestaltender und ortsbildprägender Relevanz, für die Geschichte des Erzbergbaus in Sachsen von herausragender, vielschichtiger und teils auch singulärer Bedeutung. Sachgesamtheit besteht aus folgenden Einzeldenkmalen: Stadt Schneeberg OT Lindenau: 1. Objekt 09306235 – Oberer Lindenauer Teich 2. Objekt 09306236 – Unterer Lindenauer Teich: Kunstteich mit Teichdamm einschließlich Grundablass mit Schützenhaus und Überlaufbauwerk (Dorfstraße, Gemarkungen Lindenau/Griesbach, Flurstücke 1203, 1215, 197, 416, 186/3, 178) OT Schneeberg: 1. Objekt 08958141 – Filzteich: Kunstteich mit Erddamm einschließlich Zapfengerinne und Striegelhaus (Am Filzteich 3 (bei), Gemarkung Neustädtel, Flurstück 777/6) 2. Objekt 08958051 – Fundgrube Kornzeche: Kaue und Halde (Auer Straße, Gemarkung Schneeberg, Flurstück 248) 3. Objekt 08958118 – Kapellendenkmal: Denkmal an Stelle der ehemaligen St.-Anna-Kapelle (Filzteichstraße, Gemarkung Neustädtel, Flurstück 881) 4. Objekt 08958134 – Fundgrube Rappold: Wohnhaus (Umgebinde, ehemals Huthaus und Bergschmiede) und Nebengebäude (Filzteichstraße 8b, Gemarkung Neustädtel, Flurstück 99) 5. Objekt 08958114 – Fundgrube Eiserner Landgraf: Kaue (Forststraße, Gemarkung Neustädtel, Flurstück 959/2) 6. Objekt 08958115 – St. Georgen Hütte: ehemalige Schmelzhütte (Forststraße 40, Gemarkung Neustädtel, Flurstück 988) 7. Objekt 08958089 – Fundgrube Junger Sebastian: ehemaliges Huthaus, Nebengebäude und Halde (Fundgrube Anna und Schindler 1, Gemarkung Neustädtel, Flurstück 860) 8. Objekt 08958088 – Fundgrube Schindler: ehemaliges Huthaus (ohne Anbau), ehemalige Bergschmiede, Halde mitsamt Haldenstützmauern sowie Fördermaschine (Fundgrube Anna und Schindler 2 und 3, Gemarkung Neustädtel, Flurstücke 859/1, 861/2, 862/2, 864, 866/4, 866/5, 866/7, 866/8, 866/9, 868/2) 9. Objekt 08957980 – Beustschacht: Halde und Schacht (Fundgrube Beust 1, Gemarkung Neustädtel, Flurstücke 924/2, 927, 929, 930/2, 931, 932) 10. Objekt 08958122 – Fundgrube Daniel, Fundgrube St. Anna: ehem. Bergschmiede (heute Wohnhaus) auf kleiner Halde (Fundgrube Daniel 4, Gemarkung Neustädtel, Flurstück 875/1) 11. Objekt 08958123 – Fundgrube Daniel: Huthaus, Vorratskammer, Aufschlagstein, Reste des Treibehauses mit Schacht sowie Halde (Fundgrube Daniel 6, Gemarkungen Neustädtel/Lindenau, Flurstücke 878/4, 878/5, 878/6, 1413) 12. Objekt 08958038 – Fundgrube Gesellschaft, Griefner Kunstgraben, Gesellschafter Abzugsrösche: Huthaus (Nummer 3), Bergschmiede (Nummer 1), Zimmerhaus (Nummer 2), Pulverturm auf kleiner Halde, Brunnenhaus, Kunstgraben, Turbinenschacht, Abzugsrösche einschließlich Mundloch, Gesellschafter Schachthalde einschließlich Haldenstützmauern sowie Meridianstein und Meridianzeichenstein (Fundgrube Gesellschaft 1, 2 und 3, Gemarkung Neustädtel, Flurstücke 978/2, 974/2, 974/3, 977, 973, 972, 934, 974/1, 965, 927, 932, 924/1, 923, 909, 908, 912, 886, 894, 892, 983/1, 978/4, 984/1, 971) 13. Objekt 08958042 – Fundgrube Gebhardt, Fundgrube Michaelis Maßen: Huthaus und Halde (Fundgrube Michaelismaßen 1, Gemarkungen Neustädtel/Lindenau, Flurstücke 981/1, 981/2, 1220, 1221) 14. Objekt 08958136 – Fundgrube Morgenstern, Griefner-Stolln: Bergarbeiterwohnhaus mit Nebengebäude, zwei Halden einschließlich Haldenstützmauern sowie Stollnmundloch (Fundgrube Morgenstern 2, Gemarkung Neustädtel, Flurstück 892) 15. Objekt 08958086 – Fundgrube Peter und Paul, Hauptkunstgraben: Rösche einschließlich zweier Mundlöcher sowie Halde (Fundgrube Peter und Paul 3, Gemarkung Neustädtel, Flurstücke 806/1, 829/19, 829/18) 16. Objekt 08958117 – Fundgrube Sauschwart: Huthaus (Nummer 1), Steiger- und Zimmerhaus (Nummer 2), Kaue einschließlich Förderhaspel sowie Halde einschließlich Ringbahndamm und Haldenstützmauern (Fundgrube Sauschwart 1 und 2, Gemarkung Neustädtel, Flurstücke 890/2, 890/4, 890/7) 17. Objekt 08958142 – Fundgrube Siebenschlehen: Halde und Schacht (Fundgrube Siebenschlehen, Gemarkung Neustädtel, Flurstücke 793/10, 793/5, 793/12, 793/13, 793/16, 793/18, 707/7, 797/9, 797/10) 18. Objekt 08958043 – Fundgrube Sonnenwirbel: Bergarbeiterwohnhaus und Halde (Fundgrube Sonnenwirbel , Gemarkung Neustädtel, Flurstücke 967/1, 966/1) 19. Objekt 08958096 – Fundgrube Wildschwein: Huthaus mit Nebengebäude und Halde (Fundgrube Wildschwein 1, Gemarkung Neustädtel, Flurstück 567/1) 20. Objekt 08958097 – Fundgrube Wolfgangmaßen: Pochwerksgebäude einschließlich Uhr, zwei Gestängeschächte, Radstube mit Aufschlags- und Abzugsrösche, Mundloch der Aufschlagrösche, Kunst- und Treibeschächte, Mauerreste des Treibe- und Kesselhauses sowie Halde einschließlich sämtlicher Haldenstützmauern (Fundgrube Wolfgangmaßen 1, Gemarkung Neustädtel, Flurstücke 727/7, 727/2, 727/5, 727/9, 727/11, 727/8, 701/2) 21. Objekt 08958093 – Fundgrube Wolfgangmaßen: Pochwerksteigerhaus (Fundgrube Wolfgangmaßen 2, Gemarkung Neustädtel, Flurstück 727/2) 22. Objekt 08958098 – Fundgrube Wolfgangmaßen: Steigerhaus (Fundgrube Wolfgangmaßen 3, Gemarkung Neustädtel, Flurstück 727/5) 23. Objekt 08958121 – Fundgrube Wolfgangmaßen: Huthaus (Fundgrube Wolfgangmaßen 4, Gemarkung Neustädtel, Flurstück 727/8) 24. Objekt 08958120 – Fundgrube Wolfgangmaßen: Bergschmiede und Keller (Fundgrube Wolfgangmaßen 5, Gemarkung Neustädtel, Flurstück 727/11) 25. Objekt 08957990 – Fundgrube Greif: Huthaus und angebaute Kaue sowie Halde (Greifberg 16, Gemarkung Schneeberg, Flurstücke 515, 516) 26. Objekt 08958014 – Hahnekräher-Stolln: Stolln einschließlich Mundloch (Katharinenweg 4 (ggü.), Gemarkung Neustädtel, Flurstück 269/3) 27. Objekt 08958028 – Fundgrube Weißer Hirsch: Huthaus und Ausschlagstube auf kleiner Halde (Kobaltstraße 37, Gemarkung Neustädtel, Flurstücke 454/1, 455/1) 28. Objekt 08958029 – Fundgrube Weißer Hirsch: Bergschmiede auf kleiner Halde (Kobaltstraße 39, Gemarkung Neustädtel, Flurstücke 275/2, 247/12) 29. Objekt 08958032 – Fundgrube Weißer Hirsch: Treibehaus mit Schacht einschließlich Kehrradstube und Halde einschließlich Haldenstützmauern (Kobaltstraße 42, Gemarkung Neustädtel, Flurstücke 269/7, 270/1) 30. Objekt 08958119 – Fundgrube Schafstall: Bergarbeiterwohnhaus der Fundgrube auf kleiner Halde (Lindenauer Straße 12, Gemarkung Neustädtel, Flurstück 212/1) (Lindenauer Straße 12, Gemarkung Neustädtel, Flurstück 212/1) 31. Objekt 08958116 – Siebenschlehener Pochwerk, bestehend aus Pochwerkskunstgraben, Knappschaftsteich, Pochwerksgebäude mit Anbauten und Nebengebäuden, Steigerhaus und weiteres (Lindenauer Straße 22) 32. Objekt 09306248 – Rotes Pochwerk: ehemalige Kobaltkammer (Pochwerkstraße 6, Gemarkung Neustädtel, Flurstück 962a) 33. Objekt 08958087 – Fundgrube Priester: Huthaus und Halde mitsamt Haldenstützmauer (Priesterstraße 5, Gemarkung Neustädtel, Flurstück 657) 34. Objekt 08958091 – Neujahrschacht: ehem. Huthaus (heute Wohnhaus), Schacht und Halde einschließlich Haldenstützmauern (Schachtstraße 8, Gemarkung Neustädtel, Flurstücke 895/5, 895/4, 897/1, 208, 203) 35. Objekt 08958090 – Fundgrube Rappold: Huthaus mit Anbau (Ausschlaggebäude) sowie Halde (Schachtstraße 10, Gemarkung Neustädtel, Flurstücke 95, 94, 93/2) 36. Objekt 08958135 – Markus-Semmler-Stolln Oberes Revier: Huthaus des Hauptstollns des Schneeberger Reviers, mit Pflasterung am Haus (Schachtstraße 14) 37. Objekt 08957981 – Grubenverwaltung (ehem.): ehem. Grubenverwaltung des Schneeberger Kobaltfeldes, heute Wohnhaus (Schlachthofplatz 4, Gemarkung Schneeberg, Flurstück 850) 38. Objekt 08957978 – Fundgrube Fürstenvertrag: ehem. Huthaus (Schlachthofplatz 9, Gemarkung Schneeberg, Flurstück 838/6) 39. Objekt 08958092 – Münzerzeche: Wohnhaus auf Halde mitsamt Haldenstützmauer (Stiftstraße 12, Gemarkung Neustädtel, Flurstücke 1016, 1015) 40. Objekt 08958137 – Bergstift (ehem.): ehem. Bergstift, später Bergamt, heute Wohnhaus (Stiftstraße 14, Gemarkung Neustädtel, Flurstück 1013) Gemeinde Zschorlau 1. Objekt 08958581 – Türkschacht: Fördergerüst, Schacht und Halde (Zschorlau, Neustädtler Straße 13, Gemarkung Zschorlau, Flurstücke 1109/5, 1109/4, 1108/3, 1108/2) Gemeinde Hartmannsdorf b. Kirchberg 1. Objekt 09306234 – Hauptkunstgraben (Hartmannsdorf b. Kirchberg, Flurstücke 984/28, 984/29) 2. Objekt 08956056 – Filzteich: Kunstteich mit Erddamm einschließlich Überlauf, Teildenkmal (Hartmannsdorf b. Kirchberg, Flurstücke 1035, 1036) und aus folgenden Sachgesamtheitsteilen: - Stadt Schneeberg, östlich der B169: - Haldenzug mit vier Halden der Fundgrube Weißer Hirsch (Kobaltstraße/Gleesbergstraße, Flurstücke 280/3, 279/3, 278/2, 277, 276), - Zwei Halden (Fabrikstraße 2a (bei), Flurstücke 404, 406/1, 407), Halde (Feldstraße 1, Flurstück 392) - Zwei Halden (südlich des Neudörfler Wegs, Flurstücke 533/1, 534, 539, 540) - Haldenzug aus drei Halden (Marienstraße, Flurstücke 561/4, 561/7, 560/1, 560/2, 561/5) - Haldenzug mit drei Halden nordwestlich der Fundgrube Wildschwein (Marienstraße 23 (hinter) sowie Am Sommerberg, Flurstücke 385/1, 576/9, 569) - Halde südwestlich der Fundgrube Wildschwein (Fundgrube Wildschwein, Flurstücke 631, 532) - 18 Halden bei der Fundgrube Wolfgang Maßen (Fundgrube Wolfgangmaßen, Flurstücke 701/2, 736/4), - Stadt Schneeberg, westlich der B169: - Neue Bergschmiede (langgestreckter Anbau am Treibehaus) der Fundgrube Weißer Hirsch (Kobaltstraße 42, Flurstück 269/7), zu Treibehaus mit Schacht einschließlich Kehrradstube und Halde einschließlich Haldenstützmauern vgl. Objekt 08958032, - Halde der Fundgrube Brigitte (Karlsbader Straße 42 (bei), Flurstücke 247, 248a), bis 2015 als Einzeldenkmal Objekt 08958140 erfasst, mit Abbruch der zugehörigen Kaue nur noch Sachgesamtheitsteil - Halde der Fundgrube Katharina Neufang (Katharinenweg 4 (neben), Flurstücke 299/1, 299/2, 299/3), bis 2015 als Einzeldenkmal Objekt 08958131 erfasst, seit 1482 Silbererzbergbau, im 17. Jahrhundert bedeutendste Kobalterzgrube im Schneeberger Revier, 300 m tiefer Schacht seit 1751 zur Grube Weißer Hirsch gehörig (vgl. Objekt 08958028, 08958029 und 08958032), - Gesellschafter Pochwerkhalde (Fundgrube Gesellschaft, Flurstück 990/2), - Haldenzug aus drei Halden südlich der Fundgrube Gesellschaft (Fundgrube Gesellschaft, Flurstück 972), - Vier Halden der Fundgrube Sonnenwirbel (Fundgrube Sonnenwirbel, Flurstücke 970, 933, 932, 966/1), - Haldenzug aus fünf Halden nördlich des Beustschachts (Fundgrube Beust 1 (bei), Flurstücke 973, 930/1, 971, 972, 932, 924/1), - Halde der Fundgrube Hüttengrund (Fundgrube Hüttengrund 1, Flurstück 906/1), - Halde (Kirchsteig 6 (hinter), Flurstücke 193/1, 193/2, 192/14), - Vier Halden westlich des Beustschachts (Fundgrube Beust 1 (bei), Flurstücke 924, 926, 928, 929), - Drei Halden südlich des Beustschachts (Fundgrube Beust 1 (bei), Flurstücke 924b, 917/1, 918/1, 915/2, 884/1), - Haldenzug aus drei Halden zwischen den Fundgruben Morgenstern und Hüttengrund (Fundgrube Hüttengrund 2 (bei), Flurstücke 984, 910/1, 911), - Halde westlich der Fundgrube Rappold (Schachtstraße 10 (bei), Flurstücke 888/2, 887/10), - Alte Schachthalde der Fundgrube Rappold sowie ehem. Bergschmiede (Schachtstraße 13, Flurstücke 98, 99, 101), ehem. Bergschmiede der Fundgrube mit verzierter Holzdecke im Inneren, - Drei Halden östlich der Fundgrube Rappold (Filzteichstraße 7 (bei) sowie Weißberg 2 (bei), Flurstücke 75/5, 102, 129/1, 128/1), - Ehem. Erzfuhrweg der Fundgrube Daniel (Fundgrube Daniel 6 (bei), Flurstück 923), zum Teil mit originaler Pflasterung erhaltener Fuhrweg für den Transport der ausgeschlagenen Erze der Fundgrube Daniel zum nördlich gelegenen Danieler Pochwerk, vgl. Objekt 08958123, - Haldenzug aus drei Halden zwischen den Fundgruben Daniel und Schindler (Fundgrube Daniel, Flurstücke 879, 872/3), - Halde südwestlich der Fundgrube Schindler (Fundgrube Anna und Schindler, Flurstück 868/5), - Halde der Fundgrube Wanderer (Ecke Schachtstraße/Priesterstraße, Flurstücke 852, 853), begrünte Schütthalde einer wenig ergiebigen Silbererzgrube, bis 2015 als Einzeldenkmal Objekt 08958106 erfasst, Denkmalgenehmigung zum Hochbehälter „Priester“ mit Antrag AZ 20030292 (UDB), - 8 Halden bei der Fundgrube Priester (Priesterstraße, Flurstücke 842/1, 844, 845, 48/2, 656, 48/1, 46, 45), - Ehem. Huthaus der Fundgrube Siebenschlehen (Fundgrube Siebenschlehen 2, Flurstück 793/5), stark verändertes ehem. Huthaus, Kern um 1800, zu Halde und Schacht der Fundgrube vgl. Objekt 08958142, - Zwei Halden südöstlich der Fundgrube Siebenschlehen (Fundgrube Siebenschlehen (bei), Flurstücke 788/19, 798/15, 799/4, 799/5), - Zwei Halden der Grube Schwalbener Flügel und Zug (Fundgrube Schwalbener Flügel, Flurstücke 770, 771, 772, 750/4), Huthaus selbst (Fundgrube Schwalbener Flügel 1) vmtl. 1825 erbaut, aber stark verändert und kein Teil der Sachgesamtheit, - Gemeinde Zschorlau: - Halde südlich des Türkschachts (Gemarkung Zschorlau, Flurstücke 1109/16, 1113/2), - Gemeinde Hartmannsdorf b. Kirchberg: - Halde nördlich des Hauptkunstgrabens (Gemarkung Hartmannsdorf, Flurstück 984/6), - Halde südlich des Hauptkunstgrabens (Gemarkung Hartmannsdorf, Flurstück 984/7) | 09301518 |
|                                         | Transformatorenturm | Am Acker (Karte)                          | um 1920                                                | Zeugnis der Elektrifizierung, technikgeschichtlich von Bedeutung. Turm mit eingehaustem kleinen Transformator auf unregelmäßigem Grundriss, verputzt, Mansardwalmdach mit Aufsatz. | 08958018 |
|                                         | Einzeldenkmale der Sachgesamtheit Schneeberger Revier: Filzteich | Am Filzteich 3 (bei) (Karte)              | 1483–1485                                              | alte Ortslage Neustädtel, als älteste Talsperre Sachsens bekannt, zweitältester Kunstteich im Erzgebirge und wichtigstes Aufschlagwasserreservoir des Schneeberger Reviers, später Strandbad, landschaftsbildprägendes wasserbauliches Zeugnis des Schneeberger Altbergbaus von großer lokalhistorischer, bergbaugeschichtlicher und technikgeschichtlicher Bedeutung. Kunstteich erstreckt sich über zwei Gemeinden: Stadt Schneeberg (Objekt 08958141) und Gemeinde Hartmannsdorf b. Kirchberg (Objekt 08956056). Erddamm mit wasserseitiger Tarrasmauer, mit Überlaufbauwerk (letzteres auf der Flur der Gemeinde Hartmannsdorf b. Kirchberg): Schützenhaus ursprünglich über ganze Länge des Überlaufs, später eingekürzt, neue und nicht dem ursprünglichen Zustand entsprechende Holzverschalung, Fachwerkkonstruktion original, Überlauf rechts des Mittelpfeilers (von der Wasserseite aus gesehen) zwischenzeitlich zugemauert, heute mit automatischem Sperrwerk versehen, Inschriftstein am Steingerinne zum Kunstgraben auf der Luftseite des Erddammes: Inschrift mit weißer Farbe teils verfälschend nachgezogen (Stand 2016), ursprünglich bezeichnet mit „DAMM BRUCH DEN 4ten Feb. Ao. 1783.“ | 08958141 |
|                                         | Wohnhaus in geschlossener Bebauung | Am Marienplatz 1 (Karte)                  | um 1900                                                | typischer Klinkerbau der Jahrhundertwende um 1900 in einfacher Form, mit bauhistorischem Wert; zweigeschossig über Granit-Bruchsteinsockel, mit Gliederung durch Gusssteinfenstergewände, Gurtgesimse und -bänder aus gelbem Klinker und Putz, segmentbogige Fensterstürze aus Klinker mit Keilstein, im 1. Obergeschoss mit geraden Verdachungen, bauzeitliche Haustür, Satteldach. | 08957900 |
|                                         | Mietshaus in geschlossener Bebauung | Am Marienplatz 2 (Karte)                  | um 1900                                                | charakteristischer dreigeschossiger Klinkerbau mit Laden; als Zeugnis gründerzeitlicher Stadtbebauung, mit bauhistorischem Wert. Mit reicher Gliederung durch gusssteinerne Fenstergewände und Verdachungen mit segment- bzw. rundbogigen Fensterstürzen, Konsolgesims, Zierbaluster im Brüstungsbereich, zweiachsiges Dachhaus unter Haube, Satteldach, intaktes Erdgeschoss mit Bossierung. | 08957901 |
|                                         | Wohnhaus in halboffener Bebauung | Am Marienplatz 3 (Karte)                  | um 1900                                                | zeittypischer zweigeschossiger Klinkerbau als Zeugnis gründerzeitlicher Stadtbebauung, von bauhistorischer Qualität. Gebäude mit flachem Mittelrisalit und gekoppeltem Rundbogenfenster unter Dreiecksgiebel, mit Okulus, Putzgliederung durch Ecklisenen und -quaderung, kunststeinerne Fenstergewände des Historismus mit Verdachungen oder segmentbogigen Klinkerstürzen. | 08957902 |
|                                         | Zwei Wohnhäuser in halboffener Bebauung | Am Marienplatz 5; 6 (Karte)               | um 1870                                                | Beispiel für gründerzeitliches Fassadendekor an zwei zeitgleich gestalteten Gebäuden, baugeschichtlich von Bedeutung, zweigeschossiger Putzbau, profilierte Granitgewände, im Obergeschoss Putznutung, bei Nummer 6 zusätzlich aufwendiges Stuckdekor an Fensterbrüstungen und -bedachung, florales Kranzgesims, Satteldach mit Schieferdeckung. | 08957905 |
|                                         | Wohnhaus in offener Bebauung | Am Marienplatz 9 (Karte)                  | um 1800                                                | Obergeschoss Fachwerk verputzt, charakteristisches Beispiel von Fachwerkbauweise im städtischen Kontext, baugeschichtlich von Bedeutung; Erdgeschoss massiv, verändert, Fenster leicht vergrößert, stark profiliertes Windbrett, Giebel ab Obergeschoss verbrettert, Satteldach. | 08957903 |
|                                         | Wohnhaus in offener Bebauung | Am Marienplatz 17 (Karte)                 | um 1800                                                | Obergeschoss Fachwerk verputzt, baugeschichtliche und ortsbildprägende Bedeutung; zweigeschossiger Putzbau, Erdgeschoss mit Granitgewänden, Giebeldreieck verkleidet, Krüppelwalmdach mit Schieferdeckung. | 08957895 |
|                                         | Stadtbad mit Schwimmhalle | Amtsgerichtsstraße 1 (Karte)              | bez. 1908                                              | anspruchsvoller Bau in Formen zwischen Jugendstil und Reformstil, mit baukünstlerischer und ortsgeschichtlicher Qualität; als Stiftung Curt Geitners 1908 entstandenes Bad: zweigeschossiger Putzbau über rechteckigem Grundriss, vorgewölbter Mittelrisalit mit Sandsteinportal, Türsturz mit reliefierter Bezeichnung ‚Dr.-Curt-Geitner-Bad‘, Putzlisenen-Gliederung, Schlitzfenster mit wieder eingesetzter Original-Jugendstilverglasung in Sandsteingewänden, mächtiges Mansarddach mit stehenden Dachgauben, Mittelrisalit über Dachschürze durch zweites Obergeschoss mit reliefiertem Schweifgiebel und geschmiedetem Metallknauf überhöht, im hinteren Bereich niedrigere Schwimmhalle mit apsidialem Abschluss, Treppenhaus und Vorhalle mit bauzeitlichem Metallgeländer und einfachem Terrazzoboden, in Nische Marmorsockel einer abgängigen Stifterbüste, Schwimmhalle mit Galerie und bauzeitlichem Metallgeländer, auf der Galerie originale Umkleidekabinen erhalten, Schwimmbecken mit gerundetem Abschluss und drei Wasserspeiern in Form von glasierten Keramik-Maskarons. | 08958008 |
| Weitere Bilder                          | Sachgesamtheit Königlich-Sächsische Meilensteine: Vermessungssystem, bestehend aus Stationssteinen (darunter auch der Schneeberger Stationsstein), Meilensteinen, Halbmeilensteinen, Abzweigsteinen und Grenzübergangssteinen, heute teilweise Kopien (alle Sachgesamtheitsteile) | Auer Straße (Karte)                       | nach 1858                                              | als gut erhaltene Zeugnisse der Straßenneuvermessung nach 1858 erlangte das System der Königlich-Sächsischen Meilensteine eine große verkehrsgeschichtliche sowie landesgeschichtliche Bedeutung; die königlich-sächsischen Meilensteine waren Nachfolger der kursächsischen Postmeilensäulen. Am 1. September 1858 begann der Straßenbau-Ingenieur Wilke mit der Neuvermessung der Sächsischen Straßen. Diese Neuvermessung bildete die Grundlage für die Einführung des neuen Vermessungssystems. Dieses umfasste Stationssteine, Meilensteine, Halbmeilensteine, Abzweigsteine und Grenzübergangssteine. Die Stationssteine fanden am Anfang und Ende von Poststrecken Aufstellung. Auf ihnen waren die Namen und die Entfernung der an der Strecke liegenden Städte verzeichnet. Die Meilensteine standen unmittelbar an der Straße. Auf der einen Seite des Steins stand Name und Entfernung des Ausgangsortes und auf der anderen Name und Entfernung des Ortes am Ende der Poststrecke. Die Halbmeilensteine sollten den Streckenverlauf kennzeichnen. Beiderseits war eine Krone angebracht. eine Beschriftung war nicht üblich. Abzweigsteine standen an Abzweigungen von der Hauptroute und trugen in der Regel nur den Namen der nächsten Poststation ohne Entfernungsangabe. Auf den Grenzübergangssteinen war die Bezeichnung Königreich Sachsen eingemeißelt. Auf der anderen Seite enthielten diese Ortsnamen und Entfernungen. Zwischen Stationssteinen und Ganzmeilensteinen betrug der Abstand eine Meile (das entspricht 7,5 km). Demnach bestand der Abstand zwischen Stationsstein und Halbmeilenstein und zwischen Halbmeilenstein und Ganzmeilenstein ½ Meile = 3,75 km. Seit 1875 galt im gesamten Deutschen Reich (also auch im Königreich Sachsen) das Meter als offizielles Längenmaß. Die Steine wurden aus diesem Grund vielfach auf das neue Maß umgeändert. Alle Steine wurden aus Sandstein hergestellt. auf scharriertem Sandsteinsockel, dreieckiger Grundriss, oben halbrund abgeschlossen, an zwei Seiten Krone erhalten, an den drei Seiten Entfernungsangaben in Stunden nach Eibenstock, Karlsbad, Zwickau, Hartenstein, Lichtenstein u. a. | 08958004 |
| Weitere Bilder                          | Einzeldenkmale der Sachgesamtheit Schneeberger Revier: Kaue und Halde (siehe auch Sachgesamtheit 09301518) | Auer Straße (Karte)                       | 19. Jahrhundert                                        | Zeugnis des Altbergbaus von bergbaugeschichtlicher sowie stadtbildprägender Bedeutung; Fundgrube bereits um 1500 in Betrieb, Schacht bis in das 20. Jahrhundert genutzt (gehörte zu den frühesten ausgemauerten Schächten des Reviers), dient gegenwärtig bei Sanierungsarbeiten im Markus-Semmler-Stolln als Fahr- und Förderschacht, Kaue als bergmännisches Schutzgebäude über dem Kornzechen Schacht, auf Haldenschüttung mit Haldenstützmauerung um die Schachtaufsattelung herum, auf hangigem Bruchsteinsockel eingeschossiger Massivbau aus Bruchstein mit Satteldach und verbretterten Giebeln. | 08958051 |
|                                         | Ehemaliges Wohnhaus eines Bauernhofes, mit Torbogen und Einfriedung des Vorgartens | August-Bebel-Straße 6 (Karte)             | 1. Hälfte 19. Jahrhundert                              | alte Ortslage Neustädtel, Zeugnis des vorindustriellen Bebauung in Fachwerkbauweise, mit bauhistorischer Qualität; Erdgeschoss massiv und verputzt, profilierte Steingewände der Fenster, im Giebel neuzeitlicher Schaufenstereinbau, Obergeschoss Fachwerk, mit Fenstern in historischer Größe, traufseitig verbrettert, Giebelseite verschiefert, hohes Krüppelwalmdach mit Schieferdeckung, Schleppgauben, korbbogiger Torbogen aus Bruchsteinmauerwerk, Einfriedung über Granitsockel als Holzlattenzaun, Torpfosten aus grobem Granitquadermauerwerk. | 08958085 |
|                                         | Wohnhaus und daran angebautes Seitengebäude eines Bauernhofes | August-Bebel-Straße 8 (Karte)             | um 1800                                                | alte Ortslage Neustädtel, als Fachwerkbau Bestandteil der ländlich geprägten Ortsstruktur, baugeschichtlich von Bedeutung; Wohnhaus: Erdgeschoss massiv, verändert, Obergeschoss rundum Fachwerk, im Giebel liegende Fenster, Satteldach und Giebel Schiefer, Schleppgaupe, Nebengebäude: Erdgeschoss massiv, verputzt, Obergeschoss Fachwerk, verschiefert, Satteldach, in den 1930er Jahren mit Granitsteinen verkleidet. | 08958124 |
|                                         | Wohnhaus in offener Bebauung | August-Bebel-Straße 11 (Karte)            | Ende 19. Jahrhundert                                   | alte Ortslage Neustädtel, zeit- und landschaftstypischer Klinkerbau, baugeschichtlich von Bedeutung. Wohnhaus im Schweizerstil, zweigeschossig, bossierter Granitsockel, sonst in gelbem Klinker, profilierte Steingussgewände, Doppelfenster mit aufwendig gestalteten Fensterpfosten, Dachüberstand mit Ziergespärre im Giebel, Satteldach Schiefer, stehende Dachgauben ebenfalls mit Zierhölzern. | 08958129 |
| Weitere Bilder                          | Wohnhaus (Umgebinde) in offener Bebauung, ohne Anbauten | August-Bebel-Straße 12 (Karte)            | nachträglich bez. 1683                                 | alte Ortslage Neustädtel, Obergeschoss Fachwerk, durch Umgebinde-Konstruktion Seltenheitswert, erbaut als Wohnhaus eines Bergzimmermanns, baugeschichtlich von Bedeutung. Umgebinde 3/2 Joche, Erdgeschoss massiv, Umgebinde mit gesägtem Kopfband, verblattet, Joche massiv ausgesetzt, dreifache Schwelle, profiliert mit Stirnhölzern, Schiffchenkehle am Giebel, Obergeschoss Fachwerk, mit freien Ziermotiven in den Gefachen, Giebel verbrettert, Satteldach Schiefer, bezeichnet 1683 (Wetterfahne). | 08958130 |
| Weitere Bilder                          | Schulgebäude mit ehemaligem Lehrerhaus und zwei Denkmalen vor der Schule | Dr.-Köhler-Platz 2 (Karte)                | 1874 (Schule)                                          | Putzbau in Formen der Neugotik, ortsgeschichtlicher und bauhistorische Bedeutung, siehe auch Schillerstraße 22. Schulgebäude: stattlicher dreigeschossiger Putzbau in Formen der Neugotik, auf Granitpolygonsockel und auf V-förmigem Grundriss, Mittelbau mit Aula im 2. Obergeschoss, Gliederung durch Wandvorlagen, Blendbögen und Zinnenfries unter der Traufe, Mansarddach, Schieferdeckung, im Innern große Eingangshalle über zwei Geschosse auf oktogonalen Granitpfeilern, profilierte Holzbalkendecke mit 3/4-Kreisstab, der lang gezogene Anbau sehr aufwendig gestaltet mit horizontaler Klinkergliederung, im 3. und 4. Obergeschoss mit Eckgliederung, Giebelaufsätze in Sandstein, mit sächsischem Wappen zur Stadtseite, hoher zweigeschossiger Granitpolygonsockel (zweifarbig), kubischer Annexbau (ehemaliges Lehrerhaus): durch Torbau angegliederter zweigeschossiger Putzbau mit hohen Fenstern, profilierte Gewände, Walmdach Schiefer, originale zweiflügelige Kassettentür mit Oberlicht, 1. Denkmal: Granitmonolith, grob behauen, bezeichnet 1878–1928, für „Dr. Köhler, Gründer u. Vorsitzender 1878–1899, der Erzgebirgsverein“, 2. Denkmal: hoher Granitpfeiler auf Postament (vermutlich ein Torpfeiler der ehemaligen Schuleinfriedung). | 08957875 |
|                                         | Wohnhaus in halboffener Bebauung | Drachenkopf 1 (Karte)                     | bez. 1778                                              | traufständiges Zeugnis der barocken Stadterneuerung, Putzbau mit Tordurchfahrt, von bauhistorischer und ortsbildprägender Qualität. breitgelagerter zweigeschossiger Putzbau mit verschiefertem Satteldach, schlichte Gliederung durch aufgeputzte Gewände, mittige Toreinfahrt mit Granit-Segmentbogengewänden und Prellsteinen, Keilstein mit Datierung und Ritzzeichen, im Hausflur Kreuzgratgewölbe mit Gurtbögen, bauzeitliche Torflügel mit Oberlicht. | 08957862 |
| Weitere Bilder                          | Fabrik (ehemals Getreidelager) in halboffener Bebauung | Drachenkopf 2a (Karte)                    | bez. 1905                                              | mehrfarbige Klinkerfassade, recht seltenes Zeugnis kaiserzeitlicher Produktionsarchitektur im Stadtbild, mit bauhistorischem Wert. dreischossiger Klinkerbau mit Gliederung ab 1. Obergeschoss durch Lisenen und Gurtbänder in alternierenden Klinkerfarben, segmentbogige Fensterstürze mit Stabung und Formsteinen aus Sandstein, Abschlussgesims durch Konsolen und Deutsches Band, hofseitig über der Tür ein Sandsteinrelief mit Datierung, gekreuztem Schlägel und Eisen und „Glück auf“. | 08957863 |
| Weitere Bilder                          | Wohnhaus in offener Bebauung | Drachenkopf 7 (Karte)                     | Ende 18. Jahrhundert                                   | charakteristisches Beispiel von Fachwerkarchitektur in städtischem Kontext, mit Korbbogenportal, baugeschichtlich von Bedeutung. über hohem Hangsockel Erdgeschoss teils Fachwerk im vorderen Bereich, teils massiv, mit segmentbogigem Türstock mit Rosetten und Keilstein, Obergeschoss Fachwerk, verputzt, Fenster leicht vergrößert, im hinteren Bereich originales Satteldach, verschiefert, mit profiliertem Wandbrett, historische Haustür. | 08957864 |
| Weitere Bilder                          | Wohnhaus in offener Bebauung, mit seitlicher Toreinfahrt und Einfriedung | Drachenkopf 11 (Karte)                    | bez. 1903                                              | historisierende Klinkerfassade in bildprägender Lage, Beispiel für kaiserzeitliche Bebauung, bauhistorischer Wert. kubischer zweigeschossiger Klinkerbau, Gussgewände, Gliederung durch Wechsel von rotem und gelbem Klinker, Formstein am Rundbogenportal, seitlich Treppenhaus als Risalit, der in das Dach übergeht, Mansarddach, Schieferdeckung, Einfriedung: aufwändiges schmiedeeisernes Gitter mit Klinkerpfeilern, diese mit Kugelbekrönung. | 08957868 |
|                                         | Wohnhaus in offener Bebauung | Drechslergasse 1 (Karte)                  | Mitte 19. Jahrhundert                                  | Obergeschoss Fachwerk verputzt, Segmentbogenportal zum Fenster umgebaut, Zeugnis ländlicher Bauweise im städtischen Kontext, baugeschichtlich von Bedeutung. Erdgeschoss massiv, Granitgewände, Korbbogenportal mit Schlussstein, Obergeschoss Fachwerk, verputzt, Satteldach mit stehenden Gauben, rückseitig im Erdgeschoss Garageneinbau, ein Giebel verschiefert. | 08957867 |
| Direkt Bild zu diesem Denkmal hochladen | Wohnstallhaus, Scheune und Seitengebäude eines Dreiseithofes | Eschenweg 7 (Karte)                       | bez. 1822                                              | alte Ortslage Griesbach, Wohnstallhaus und Seitengebäude Obergeschoss Fachwerk, stattlicher Bestandteil der dörflichen Siedlungsstruktur, baugeschichtlich und wirtschaftsgeschichtlich von Bedeutung. Wohnstallhaus: Erdgeschoss massiv, zum Teil verändert und liegende Fenster, Türstöcke aus Granit, am Stallteil mit Oberlicht, an der Haustür korbbogig, geohrt und mit bezeichnetem Keilstein, Obergeschoss starkes und zweiriegeliges Fachwerk mit leicht vergrößerten Fenstern, profilierte Traufe, Giebel und Krüppelwalmdach verschiefert, im Innern: Hausflur mit preußischen Kappen, Gewölbekeller und Schwarzer Küche, im Stallteil preußische Kappen, Durchfahrtsscheune/Seitengebäude: Erdgeschoss massiv und verputzt, Obergeschoss Fachwerk, mit historischen Fenstern in Sechsfachsprossung, Satteldach, Nebengebäude/Scheune: teilweise Fachwerk, sonst massiv, Satteldach. | 08958065 |
|                                         | Villa, mit Nebengebäude und Einfriedung mit Pforte | Feldstraße 6 (Karte)                      | bez. 1912                                              | alte Ortslage Neustädtel, Putzbau mit Fachwerk-Elementen, mit vielen Originalteilen, mächtiges Gebäude im Reformstil der Zeit um 1910, Zeugnis großbürgerlicher Wohnkultur, von bauhistorischer und baukünstlerischer Qualität. über aufgelockertem Grundriss und hohem Zyklopen-Granitmauerwerksockel zweistöckiger Putzbau mit vielgliedrigem und schwerem, zum Teil skulpturalem Bauschmuck. schwer granitquaderverkleideter Treppenturm, Gartenseite mit säulengeschmückter Vorhalle, Freitreppe und massigen Fenstergewänden aus Sandstein, Schweifgiebel, Runderker mit skulptierten Fensterpfosten, in den Giebelbereichen der mächtigen Mansarddachlandschaft mit zentraler Laterne Zierfachwerk, im Innern bauzeitliche Türen, Heizkörperverkleidungen, Bleiglasfenster, Stuckdecken, zentrale Treppenhalle mit geschnitztem Geländer, Farbfassung an der holzverkleideten Decke, Keramik-Wandbrunnen, Einfriedung aus groben Granitquaderpfosten und jugendstiligen Metallzaunsegmenten, kleiner Nebeneingang mit Granittorbogen, Voluten und Monogramm „D“. | 08958102 |
| Weitere Bilder                          | Einzeldenkmal der Sachgesamtheit Schneeberger Revier: Denkmal an Stelle der ehemaligen St.-Anna-Kapelle (siehe auch Sachgesamtheit 09301518) | Filzteichstraße (Karte)                   | bez. 1830                                              | alte Ortslage Neustädtel, bergbaugeschichtlicher Erinnerungsort von ortsgeschichtlicher Bedeutung. Am ehemaligen Standort der St.-Anna-Kapelle steht heute ein Granitwürfel auf Sockel, Inschrift: „KNAPPSCHAFTS CAPELLE ZUR ST. ANNA“ und „GLUECK AUF MDCCCXXX“, darauf in Metallguss Bibel, Kelch und Lorbeerkranz. Die Kapelle wurde 1502 erstmals erwähnt, St. Anna gehörte etwa neben St. Wolfgang v. a. im Erzgebirge zu den verehrten Schutzpatronen der Bergleute bzw. Bergwerke und war Name einer nahegelegenen Grube. 1830 Errichtung des Denkmals von der Schneeberger Knappschaft auf den Grundmauern der verfallenen Kapelle anlässlich des Jubiläums der Übergabe des „Augsburger Bekenntnisses“ der Evangelischen Kirche an Kaiser Karl V. im Juli 1530 in Augsburg. | 08958118 |
| Weitere Bilder                          | Einzeldenkmale der Sachgesamtheit Schneeberger Revier: Wohnhaus (Umgebinde, ehemals Huthaus und Bergschmiede) und Nebengebäude (siehe auch Sachgesamtheit 09301518) | Filzteichstraße 8b (Karte)                | um 1650                                                | alte Ortslage Neustädtel, Wohnhaus Obergeschoss Fachwerk, durch Umgebinde-Konstruktion von Singularität, zudem bergbaurelevantes Zeugnis, da zur ehemaligen Fundgrube Rappold gehörig, baugeschichtlich von Bedeutung. Wohnhaus (ehemals Huthaus und Bergschmiede der Fundgrube Rappold, diese war von 1480–1835 in Betrieb, hier erster Nachweis von Grubenmauerung im Schneeberger Revier in einer Radstube und im alten Tageschacht, ehem. Huthaus mit Bergschmiede 1642 von den Schweden zerstört, um 1650 wieder aufgebaut, Sanierung 1995–1999): auf Bruchsteinsockel zweigeschossiger Fachwerkbau, im Erdgeschoss Umgebinde links 2/3 Joche, mit Kopfbändern (verblattet), teils neue Hölzer, Obergeschoss Fachwerk auf vorkragender Schwelle, Giebel verbrettert, Anbau Erdgeschoss massiv, Obergeschoss verbrettert. | 08958134 |
| Direkt Bild zu diesem Denkmal hochladen | Toranlage | Fleischergasse 2 (Karte)                  | um 1900                                                | markantes Beispiel für die Schließung eines Grundstücks im städtischen Kontext, baugeschichtlich von Bedeutung. Torbogen mit geschwungener Bedachung (Biberschwanzdeckung), beide Türen mit spitzbogigem Oberlicht. | 08957958 |
|                                         | Mietshaus in Ecklage und in halboffener Bebauung | Fleischergasse 3 (Karte)                  | um 1908                                                | Putzbau mit Erker und Balkons, Eckbetonung, Einflüsse des Reformstils, baugeschichtlich und städtebaulich von Bedeutung. Dreigeschossiger massiver Bau, Erdgeschoss mit Ziegelfassade, die beiden Obergeschosse verputzt, vielfältiger Dachausbau. | 09301667 |
|                                         | Torbogen | Fleischergasse 4 (Karte)                  | um 1900                                                | markantes Beispiel für die Schließung einer Hofanlage im städtischen Kontext, baugeschichtlich von Bedeutung. Torbogen: große Wageneinfahrt, gebogene Bedachung (Biberschwanzdeckung). | 08957963 |
|                                         | Mietshaus in Ecklage und in geschlossener Bebauung | Fleischergasse 8 (Karte)                  | um 1910                                                | Putzbau mit Kastenerker, Eckbetonung, Einflüsse des Reformstils, baugeschichtlich und städtebaulich von Bedeutung. Dreigeschossiger massiver Putzbau, Gliederung durch Kolossalerker und dreiecksgegiebeltes Dachhaus, intaktes Wand-Öffnungs-Verhältnis. | 09301668 |
| Weitere Bilder                          | Einzeldenkmal der Sachgesamtheit Schneeberger Revier: Kaue (siehe auch Sachgesamtheit 09301518) | Forststraße (Karte)                       | um 1866                                                | alte Ortslage Neustädtel, bergbaugeschichtlich von Bedeutung. Kaue: eingeschossiger Bruchsteinbau mit Satteldach, um 1830 auf dem ausgemauerten Schacht errichtet, ursprünglich mit Handhaspel zur Erzförderung, Tagschacht erhalten, ca. 6 m offen, Mauerung in überspringenden Bögen. Fundgrube Eiserner Landgraf: Ersterwähnung 1581, bis ins 19. Jahrhundert hinein in Betrieb, überwiegend geringe Silberausbeuten, 1843 Übernahme durch die Fundgrube Rosenkranz, ab 1650 und ab der 2. Hälfte des 18. Jahrhunderts auch Kobaltabbau, zwischen 1872 und 1889 nochmals Abbau von Kobalt- und Wismuterzen. | 08958114 |
|                                         | Mietshaus in halboffener Bebauung | Forststraße 2 (Karte)                     | bez. 1896                                              | alte Ortslage Neustädtel, zeittypische Klinkerfassade, bildprägende Lage, Zeugnis städtischen Wachstums zur Jahrhundertwende um 1900, baugeschichtlich von Bedeutung. dreigeschossiger Klinkerbau auf Granitpolygonsockel, Fassadengestaltung durch Wechsel von rotem und gelbem Klinker, flacher Mittelrisalit, dort aufwendige Stuckgliederung im Dreiecksgiebel, Baluster unter den Fenstern, Formsteine an Fenstergewänden, reiche Gesimse, Dacherker mit Rundbogen-Drillingsfenstern, Satteldach. | 08957976 |
|                                         | Wohnhaus in offener Bebauung | Forststraße 20 (Karte)                    | Mitte 19. Jahrhundert                                  | alte Ortslage Neustädtel, Gebäude in ungewöhnlicher Gestalt, stattlicher Bestandteil der historischen Ortsstruktur, mit bauhistorischem Wert. langgestreckter, ursprünglich traufständiger Bau mit massivem Erdgeschoss, steinerne Fenstergewände, Obergeschoss verputzt, zum Teil vorkragend, mit Fenstern in historischer Größe, Dach im Traufbereich in ganzer Länge giebelartig aufgesattelt, verschiefert, Krüppelwalmdach. | 08958107 |
| Weitere Bilder                          | Einzeldenkmal der Sachgesamtheit Schneeberger Revier: ehemalige Silberschmelzhütte (siehe auch Sachgesamtheit 09301518) | Forststraße 40 (Karte)                    | 1665                                                   | alte Ortslage Neustädtel, baugeschichtlich bedeutendes Gebäude mit zwei Blockstuben, von Seltenheitswert, im Ensemble mit dem Siebenschlehener Pochwerk (siehe Lindenauer Straße 22), als eine der ältesten erhaltenen Schmelzhütten im Erzgebirge bergbaugeschichtlich von herausragender Bedeutung. St.-Georgen-Hütte: zeitweise eine der bedeutendsten Silberschmelzhütten des Schneeberger Reviers, um 1500 von der in dieser Zeit reichsten Schneeberger Fundgrube St. Georg errichtet, 1573 Zerstörung durch Hochwasser (wiederaufgebaut, im Dreißigjährigen Krieg verfallen), am gleichen Standort 1665 Neuerrichtung als kurfürstliche Silberschmelzhütte, bis 1717 als letzte der Schmelzhütten der Region in Betrieb, zweigeschossiger Fachwerkbau, Erdgeschoss und Obergeschoss jeweils mit Blockstube (Seltenheit), Fenster in historischer Größe, im Obergeschoss Fenster teils leicht vergrößert, Giebeldreieck verbrettert, Satteldach ehemals Holzschindeln, östlicher Gebäudeteil Erdgeschoss Probierstube mit Schornstein (massiver Teil der Gebäudeaußenwand), westlicher Teil Umbau um 1819 aus der Schmelzhütte (diese war ursprünglich größer), Obergeschoss Wohnstube des Hüttenwächters. Westlicher Gebäudeteil jünger. | 08958115 |
|                                         | Wohnhaus in geschlossener Bebauung, mit Stollenmundloch im Keller | Frauengasse 10 (Karte)                    | Kern 18. Jahrhundert, womöglich älter                  | trotz Veränderung an der Fassade seltenes Zeugnis von Bausubstanz vor dem Stadtbrand, weitgehend authentisch erhalten. zweigeschossiger Massivbau mit barockem Granittürstock mit Ohren, Fenster mit Holzläden verändert, im Erdgeschoss Holzeinschubtrennwand, tiefer Keller mit zwei Gewölben und Stollenmundloch, Obergeschoss Lehmdecken und Fachwerk-Innenwände, reich profilierte, verbrochene Traufe, steiles Schiefersatteldach, historische Haustür, korbbogige Fenster- und Türlaibungen, zum Teil auf Konsolsteinen. | 08957942 |
|                                         | Wohnhaus in offener Bebauung | Frauengasse 16 (Karte)                    | bez. 1795                                              | Putzbau mit Korbbogenportal, massiger Baukörper der barocken Stadterneuerung, mit bauhistorischer und stadtbildprägender Qualität. Zweigeschossiger Putzbau aus Bruchsteinmauerwerk, Erdgeschoss zum Teil verändert, korbbogiger Türstock mit bezeichnetem Schlussstein „V 1795“, Obergeschoss mit Granitfenstergewände, einfaches Kranzgesims, mächtiges verschiefertes Walmdach mit stehenden Dachgauben. | 08957934 |
| Weitere Bilder                          | Stützmauer mit zwei Treppen und Kelleranlage | Frauenmarkt (Karte)                       | 1. Hälfte 20. Jahrhundert                              | Stützmauer aus Gneis-Bruchstein, Zeugnisse von stadtbildprägender Qualität, baugeschichtlich von Bedeutung. Stützmauer aus Gneis-Bruchstein mit segmentbogigen Kellergewölben hinter Holztoren und mit geböschten Stützvorlagen, Aufgang zum Frauenmarkt als Granittreppe. | 08957854 |
|                                         | Wohnhaus in offener Bebauung | Frauenmarkt 1 (Karte)                     | 1. Hälfte 18. Jahrhundert                              | Putzbau mit Korbbogenportal und Mansarddach, typisches Beispiel des barocken Stadtwiederaufbaus, baugeschichtlich von Bedeutung. zweigeschossiger Putzbau mit genuteten Ecklisenen, stichbogiger Granittürstock mit Ohrung und Keilstein, Strebepfeiler im Erdgeschoss, Obergeschoss mit Granitfenstergewände, hohes Mansarddach mit stehenden Dachgauben, Eingangsflur mit Kreuzgratgewölbe und Gurtbögen, zum Frauenmarkt zweiachsiges Dachhaus unter Dreiecksgiebel, profiliertes Kranzgesims. | 08957930 |
|                                         | Wohnhaus in offener Bebauung und in Ecklage | Frauenmarkt 2 (Karte)                     | vermutlich 1. Hälfte 18. Jahrhundert, später überformt | platzbildender Putzbau am Frauenmarkt, baugeschichtlich von Bedeutung. breitgelagerter zweigeschossiger Putzbau mit profilierten Steingewänden, flacher Mittelrisalit zu drei Achsen, gegiebelt, im Giebel flachbogige Fenster, Satteldach mit modernem Ausbau. | 08957848 |
| Weitere Bilder                          | Einzeldenkmale der Sachgesamtheit Schneeberger Revier: ehemaliges Huthaus, Nebengebäude und Halde (siehe auch Sachgesamtheit 09301518) | Fundgrube Anna und Schindler 1 (Karte)    | 1. Hälfte 19. Jahrhundert, im Kern älter               | alte Ortslage Neustädtel, von bergbaugeschichtlicher und ortshistorischer Relevanz. Fundgrube Junger Sebastian: Silber- und Kobalterzgrube „an der Schindlern Marckscheid am hohen Gebürge“ (Meltzer, Christian: Historia Schneebergensis Renovata. Schneeberg 1716, S. 829), belegt für die 2. Hälfte 17. Jahrhundert (Meltzer, Christian: Historia Schneebergensis Renovata. Schneeberg 1716, S. 825ff.), zugehöriges Grubenfeld 1711 durch Marx-Semler-Stolln angeschlagen, 1773 vereinigt mit benachbarten Gruben (alle Gruben des Hauptganges: Junger und Alter Sebastian, Unruhe, Schindler, Fleischer, St. Anna und Daniel) zur Fundgrube Daniel (vgl. Objekt 08959278). ehem. Huthaus (siehe Bild): eingeschossiger Massivbau, z. T. aus Bruchstein und Ziegel (ehemaliges Fachwerk unterfahren?), segmentbogige Fenster, Drempel in preußischem Fachwerk, Giebel verbrettert, weites Satteldach, Nebengebäude: Fachwerk, verbrettert, steiles Satteldach, kleine Halde. | 08958089 |
| Weitere Bilder                          | Einzeldenkmale der Sachgesamtheit Schneeberger Revier: ehemaliges Huthaus (ohne Anbau), ehemalige Bergschmiede, Halde mitsamt Haldenstützmauern sowie Fördermaschine (siehe auch Sachgesamtheit 09301518) | Fundgrube Anna und Schindler 2; 3 (Karte) | um 1680, später überformt                              | alte Ortslage Neustädtel, von bergbaugeschichtlicher und ortshistorischer Bedeutung, große Halde zudem landschaftsbildprägend, Fördermaschine des Beustschachts singulär und technikgeschichtlich relevant. Fundgrube Schindler: Silbererzabbau seit 1489 belegt, Kobaltgewinnung ab ca. 1575, 1696 als Fundgrube Schindler und Fleischer belegt, zugehöriger Förderschacht befand sich zunächst gegenüber dem Huthaus (Förderung mittels Pferdegöpel, ab 1693 mittels Windgöpel, letzterer bewährte sich allerdings nicht) Grubengebäude 1713 durch Marx-Semler-Stolln angeschlagen, Schacht ab 1845 mit leistungsfähigen Kunstgezeugen, vor 1773 bereits mit Nachbargruben konsolidiert zu Fundgrube St. Anna samt Schindler und Unruhe, 1773 dann Vereinigung mit allen Gruben des Hauptganges (Junger und Alter Sebastian, Unruhe, Schindler, Fleischer, St. Anna und Daniel) zur Fundgrube Daniel (vgl. Objekt 08959278), 1846–1849 Abteufen des Schindler Richtschachtes als Hauptschacht der konsolidierten Grube, 1946–1949 Weiterteufen des Schachts (Schacht 72) durch die SAG Wismut, der im Niveau des Marx-Semler-Stollns auf den älteren tonnlägigen Schacht traf, 1951 Erhöhung der erhaltenen Schachtmauerung (als Richtschacht unter dem Marx-Semler-Stolln – bisher darunter der alte tonnenlägige), bis 1956 Tageschacht für den Uranerzbergbau, in dieser Zeit Errichtung von mehreren Verwaltungs- und Nebengebäuden im westlichen Teil der Schachthalde für die „Schachtverwaltung 10“ der SAG Wismut zur Unterbringung der Bereiche Duschkombinat, Normiererei, Geologie, Markscheiderei und Schachtleitung (keine Denkmale), seit 2001 Sitz der Bergsicherung Sachsen, im Zuge dessen 2003 Neubau von Treibehaus und Bergmannswohnhaus (wohl nach Originalzeichnungen, keine Denkmale). Huthaus (Nummer 3): um 1680 erbaut, mit typischer Form als kleiner, eingeschossiger Bruchsteinbau mit hohem Satteldach, verputzt, Fenster in historischer Größe, mit Holzfensterläden, Satteldach verschiefert, mit stehenden Dachgauben, Anbau um 1880 (kein Denkmal) zweigeschossig, niedriges Satteldach. Bergschmiede (Nummer 2): ursprüngliches Gebäude durch Brand zerstört, 1713 neu aufgebaut, zweigeschossiger Baukörper mit Anbau auf L-förmigem Grundriss, Obergeschoss Fachwerk, verbrettert, Satteldach, Anbau sowie zugehörige Scheune (letztere kein Denkmal) zeugen davon, dass Landwirtschaft bei dieser privat betriebenen Bergschmiede betrieben wurde. Halde: sehr großflächige, weithin sichtbare Tafelhaldenaufschüttung, z. T. mit Haldenstützmauern am Haldenfuß, zu Wismut-Zeiten erheblich vergrößert. elektrische Fördermaschine aus dem Treibehaus des Beustschachtes (vgl. Objekt 08957980): die letzte in Sachsen erhaltene Fördermaschine mit Elektrolyt-Steuerung, zurzeit auf der Halde des Schindlerschachts im Freien aufgestellt. | 08958088 |
| Weitere Bilder                          | Einzeldenkmale der Sachgesamtheit Schneeberger Revier: Halde und Schacht (siehe auch Sachgesamtheit 09301518) | Fundgrube Beust 1 (Karte)                 | 19. Jahrhundert (Halde)                                | alte Ortslage Neustädtel, wesentliche Zeugnisse des Altbergbaus sowie des Uranerzbergbaus der Wismut AG mit hoher ortsbildprägender, bergbaugeschichtlicher und ortshistorischer Relevanz, große Tafelhalde des Beust-Schachtes (Schacht 24 der Wismut AG) einzige in ihrer ursprünglichen Form weitestgehend erhalten gebliebene Halde aus der Wismut-Zeit. Beustschacht 1861–1867 als Sauschwarter Richtschacht von der Fundgrube Sauschwart (Ersterwähnung der Silbererz- und späteren Kobalterzgrube 1499, 1861 mit der benachbarten Grube Gesellschaft konsolidiert, 1880 Konsolidation mit anderen Kobaltgruben zum Schneeberger Kobaltfeld) abgeteuft, um neue Grubenfelder westlich des bisherigen Sauschwarter Kunst- und Treibeschachts besser zu erschließen Richtschacht im Gegenortbetrieb von verschiedenen Sohlen und Strecken aus abgeteuft (hierfür genaues Vermessen notwendig, hierfür erstmaliger Einsatz von Theodoliten im Schneeberger Revier), Endteufe 404 m, 1871 nach dem 1869 ausgeschiedenen sächsischen Oberberghauptmann Friedrich Constantin Freiherr von Beust in Beustschacht umbenannt, 1869–1870 Einbau einer Wassersäulenmaschine auf Höhe des Marx-Semler-Stollns (Beaufschlagung durch Griefner Kunstgraben mittels Rohrleitung von dem Gesellschafter Treibeschacht über die sog. Wasserlaufstrecke oberhalb des Marx-Semler-Stollns, Fallhöhe 126 m, 44 PS) für den Betrieb eines Kunstgezeugs mit 20 Saugsätzen zur Wasserhebung aus den unterhalb gelegenen Grubenbauen (Ablauf des Aufschlagwassers der Wassersäulenmaschine sowie des gehobenen Grubenwassers über Marx-Semler-Stolln), 1869–1871 im Schacht Einbau eines Turbinengöpels zur Erzförderung (ebenfalls Beaufschlagung mittels Rohrleitung vom Gesellschafter Treibeschacht), 1888/1889 Ersatz durch einen Dampfmaschinengöpel (mit liegender Zwillingsdampfmaschine, 34 PS), zwischenzeitlich stillgelegt und abgesoffen, wurde der Beustschacht 1942 gesümpft und erneut in Betrieb genommen, als neuer Zentralschacht des Grubenfeldes verfügte er zu dieser Zeit bereits über eine elektrische Fördermaschine der Sachsenerz Bergwerks AG, 1945 erste Erkundungsarbeiten zur Urangewinnung im Schneeberger Revier, Beustschacht als Schacht 24 Teil des ab 1947 für den Raum Schneeberg-Neustädtel eingerichteten Gewinnungs- und Erzerkundungsobjektes Objekt 03 der SAG Wismut, 1956 Einstellung der Urangewinnung im Schneeberger Revier, nachfolgend Abbruch der Tagegebäude (darunter ein prägnantes Treibehaus in Ziegelbauweise) und 1970 Neuerrichtung eines Wasserwerks auf der Halde, bis 1992 genutzt, nachfolgend ebenfalls abgebrochen. Halde des Beustschachts: höchste Abraumhalde des Neustädteler Montanreviers mit einer Fläche von ca. 20.000 m², einst typische Form aus der Wismut-Zeit als Tafelhalde mit steilen Böschungen im natürlichen Schüttwinkel, z. T. begrünt, ehemalige Tagegebäude sowie Wasserkraftwerk in den 1960er- bzw. 2000er-Jahren abgebrochen. Beustschacht: saigerer Richtschacht, aufgrund der Nachnutzung zwecks Wasserentnahme bisher unverwahrt, weist ein 1957 unkontrolliert verfülltes Nebentrum auf, die elektrische Fördermaschine aus dem Treibehaus – die letzte in Sachsen erhaltene Fördermaschine mit Elektrolyt-Steuerung – ist erhalten, aber zurzeit auf der Halde des Schindlerschachts (heute Standort der Bergsicherung) im Freien aufgestellt (vgl. Objekt 08958088). | 08957980 |
| Weitere Bilder                          | Einzeldenkmale der Sachgesamtheit Schneeberger Revier: ehem. Bergschmiede (heute Wohnhaus) auf kleiner Halde (siehe auch Sachgesamtheit 09301518) | Fundgrube Daniel 4 (Karte)                | 1839/40                                                | alte Ortslage Neustädtel, ehemalige Bergschmiede mit Steigerwohnung auf einer Halde der Fundgrube St. Anna, im Ensemble mit Fundgrube Daniel 6, bergbaugeschichtlich relevante Zeugnisse. Ersterwähnung der Grube 1497, zunächst in geringem Umfang Silbererzabbau, 1605 erneute Inbetriebnahme, bedeutende Kobalterzfunde ab 1640 (führten zur Einrichtung des Oberschlemaer Blaufarbenwerks durch den Grubenbesitzer Johann Burkhardt), Hauptbetriebszeit bis 1880, 1709 Besuch Augusts des Starken im Schneeberg-Neustädtler Bergbaurevier, 1773 Konsolidation mehrerer benachbarter Gruben (Junger und Alter Sebastian, Unruhe, Fleischer, Schindler und St. Anna) mit Daniel als Fundgrube Daniel, 1864 Vereinigung mit der Nachbargrube Siebenschlehen zu Daniel samt Siebenschlehen, 1880 Vereinigung mit anderen Schneeberger Kobaltgruben zum Schneeberger Kobaltfeld, 1787 Bau eines Pferdegöpels (die maschinelle Schachtförderung ersetzte eine manuelle Förderung über fünf untereinander angeordnete Handhaspelschächte und bewältigte eine Fördertiefe von 250 m), 1905 Abbruch des Pferdegöpels, 1947 nochmalige Inbetriebnahme des Schachts als Schacht 36 durch die SAG Wismut Bergschmiede (mit Steigerwohnung): 1839/1840 errichtet, Erdgeschoss massiv, Granitgewände, Obergeschoss Fachwerk, verbrettert, Satteldach Schiefer, stehende Gauben, im Inneren Flur mit Kreuzgratgewölbe und Granitfußboden, befindet sich auf einer kleinen Halde der 1773 mit Daniel vereinigten Fundgrube St. Anna | 08958122 |
| Weitere Bilder                          | Einzeldenkmale der Sachgesamtheit Schneeberger Revier: Huthaus, Vorratskammer, Aufschlagstein, Reste des Treibehauses mit Schacht sowie Halde (siehe auch Sachgesamtheit 09301518) | Fundgrube Daniel 6 (Karte)                | 1730, im Kern                                          | alte Ortslage Neustädtel, landschaftsbildprägendes Bergbauensemble aus Schacht, umgebender Halde und erhaltenen Tagegebäuden einer der bedeutendsten Kobaltgruben des Reviers (Bergschmiede siehe Fundgrube Daniel 4, gepflasterter Erzfuhrweg ebenfalls Teil der Sachgesamtheit), wichtige und weitgehend authentische Zeugnisse des Bergbaus, technikgeschichtlich und bergbauhistorisch von Bedeutung. Huthaus (mit Betstube): 1730 errichtet (ersetzte ein älteres Zechengebäude), wurde aufgrund der Konsolidation mit anderen Gruben um 1845 umgebaut/erweitert, zweigeschossiger Fachwerkbau, teils verbrettert, Satteldach Schiefer, originale Fenstersprossung, im Innern Steinplattenbelag im Flur (von diesem auch die baulich anschließende Vorratskammer erreichbar), Gezähekammer und Betstube (auch als Hutstube bezeichnet) mit Sandstein-Fußboden, Stuckring an der Decke sowie Ofen aus Gusseisen und Eisenblech mit zwei Schriftzügen „Daniel Fgr. 1827“ Vorratskammer: Erzvorratskammer und Materiallager, eingeschossiger Blockbau mit Eckverkämmung, Satteldach mit Holzschindeln, Gebäude älter als das später angebaute Huthaus, Reste des Treibehauses (Pferdegöpel) mit Schacht: eingeschossiger Bruchsteinbau mit Strebepfeilern und großen Entlastungsbögen, Mauerwerk teilweise in den 1990er-Jahren ergänzt und mit Pultdach versehen, auf dem Bruchsteinbau befand sich ursprünglich ein Fachwerkbau mit zugehöriger überdachter Rennbahn (Pferdegöpel, 1905 abgebrochen), darin Schachtöffnung des tonnlägigen Tageschachts: in einigen Metern Tiefe verplombt, bis dorthin offen, mit größerem Förder- und kleinerem Fahrtentrum (miteinander verbundene parallele Schachtröhren für Erzförderung bzw. Ein-/Ausfahren der Bergleute), mit der in Schneeberg üblichen abgestufter Gewölbeausmauerung. Halde: hohe und breitgelagerte Aufschüttung mit zwei Plateaus (das untere für die Tagegebäude, das obere ursprünglich mit Pferdegöpel), erstreckt sich über zwei Gemarkungen – Neustädtel (Flurstücke 878/4, 878/5, 878/6) und Lindenau (Flurstück 1413). Aufschlagstein: Granitmonolith mit Bearbeitungsspuren, zum Ausschlagen der Erze in der Aufschlagstube (nicht erhalten) genutzt, neben Huthaus aufgestellt, die geförderten Kobalterze wurden in Pferdefuhrwerken über den östlich des Huthauses beginnenden sog. Erzfuhrweg zum nördlich gelegenen Pochwerk der Grube Daniel (Rotes oder Danieler Pochwerk) transportiert (mit originaler Pflasterung erhaltenes Teilstück = Teil der Sachgesamtheit). | 08958123 |
| Weitere Bilder                          | Einzeldenkmale der Sachgesamtheit Schneeberger Revier: Huthaus (Nr. 3), Bergschmiede (Nr. 1), Zimmerhaus (Nr. 2), Pulverturm auf kleiner Halde, Brunnenhaus, Kunstgraben, Turbinenschacht, Abzugsrösche einschließlich Mundloch, Gesellschafter Schachthalde einschließlich Haldenstützmauern sowie Meridianstein und Meridianzeichenstein (siehe auch Sachgesamtheit 09301518) | Fundgrube Gesellschaft 1; 2; 3 (Karte)    | 18. Jahrhundert (Zimmerhaus)                           | alte Ortslage Neustädtel, umfangreich erhaltenes Bergbauensemble mit größtem und bedeutendstem Huthaus des Schneeberger Reviers, Pulverturm der letzte der Region, zusammen mit den erhaltenen bergbauwasserwirtschaftlichen Anlagen von besonderer bergbaugeschichtlicher, baugeschichtlicher, vermessungsgeschichtlicher sowie landschaftsbildprägender Relevanz. Im Gebiet der späteren Fundgrube Gesellschaft gab es um 1500 kleinere Silbererzgruben, ab 1540 wurden hier auch Kobalt- und Wismuterze abgebaut, Wiederaufnahme des Bergbaus unter der Bezeichnung Gesellschafter Zug 1602 (lt. Wagenbreth/Wächtler 1990, S. 223, Ersterwähnung im Jahr 1620), nachfolgend Entwicklung zu der bedeutendsten Schneeberger Grube mit den durchgehend größten Ausbeuten über einen Zeitraum von 150 Jahren (vgl. z. B. die in Meltzer 1716 notierten Ausbeuten), dementsprechend sukzessive Vereinigung mit benachbarten Gruben (1819 mit unmittelbar westlich gelegener Grube Gebhardt vereinigt – vgl. Objekt 08958042, 1834 mit Michaelis Maßen – vgl. ebd., 1861 Konsolidation zur Grube Gesellschaft samt Sauschwart – vgl. Objekt 08958117, 1880 dann zum Schneeberger Kobaltfeld), aufgrund der großen Fördermengen 1784 Bau eines Pferdegöpels (dieser wurde 1842 als erster im Revier mit Eisendrahtseilen zur Förderung ausgerüstet), ab 1844 – ebenfalls erstmals im Revier – Einsatz von Hunten auf Eisenschienen zur Förderung von taubem Gestein vom Göpel zur Halde, 1854–1856 Bau eines Turbinengöpels (mit Schwamkrug-Turbine), ab 1861 Ausbau des Beustschachts (vgl. Objekt 08957980) zum Hauptförderschacht, nach 1900 Stilllegung des Gesellschaftsschachts, bis auf das stattliche Wassergöpel-Treibehaus (und die Revierschneidemühle) haben sich die Tagegebäude der Fundgrube bis heute umfangreich und authentisch erhalten: Huthaus (mit Scheidebank, Nummer 3): um 1830 erbaut, das „größte und bedeutendste Huthaus der Schneeberger Gegend“ (Bleyl 1917, S. 117), im Huthaus befanden sich im Erdgeschoss Betstube, Gezähekammer, Ausschlagstube (Scheidebank), Kobaltkammer und Mannschaftsstube, im Obergeschoss Hutmann- und Steigerwohnung, seit 1947 Wohnhaus, 1995 saniert, stattlicher zweigeschossiger Fachwerkbau mit sehr hohen Geschossen, Giebeldreieck verbrettert (wetterseitiger Giebel gänzlich verbrettert), Krüppelwalmdach mit Dachhäuschen, verschiefert, zwei Bodengeschosse, ursprünglich Fachwerk schwarz, Putzflächen rosa, schwarze Verbretterung, weiße Fensterrahmen, Fenster im Erdgeschoss mit schwarzen Fensterläden (vgl. Bleyl 1917, S. 118), Bergschmiede (Nummer 1): bezeichnet 1839 (irrtümlich angenommen von Bleyl 1917, S. 143, im Jahr 1813 errichtet), kleine Bergschmiede mit zwei Schmiedefeuern, bis 2015 als Steigerwohnhaus erfasst, vmtl. Schmiede mit Steigerwohnung, seit 1947 ausschließlich Wohnhaus, eingeschossiger Massivbau, verputzt, teils noch 16-feldrig gesprosste Fenster, ursprünglich mit Holzfensterläden, Giebel verkleidet (ursprünglich verbrettert), Satteldach Schiefer, stehende Gauben, Zimmerhaus (Nummer 2): errichtet im 18. Jahrhundert, diente als Werkstatt zur Vorbereitung von Grubenhölzern für den Grubenausbau, heute Wohnhaus, eingeschossig, verbrettert, Satteldach mit Dachhäuschen, Fenster erneuert, Pulverturm auf kleiner Halde: 1844 aufgrund der Explosionsgefahr abseits der Tagegebäude und an höhergelegenem Standort errichtet, aus Bruchsteinmauerwerk (Gneispläner) über rundem Grundriss, korbbogige Türöffnung, Kegeldach aus Metallblech (rekonstruiert), kleine Haldenaufschüttung eines alten Tageschachtes des Gesellschafter Zugs, Brunnenhaus: nordöstlich des Huthauses in Haldenstützmauer der dahinter beginnenden Haldenaufschüttung integriert, vmtl. 19. Jahrhundert, zentrale Trinkwasserentnahmestelle für die umliegenden Tagegebäude (Zisterne), Wasserversorgung aus dem St.-Michael-Stolln, eingeschossiger Bau aus Gneispläner auf oktogonalem Grundriss, Korbbogentür, schiefergedecktes Pyramidenzeltdach, damit einem Pulverturm ähnelnd, Griefner Kunstgraben: 1851/1852 angelegter, ca. 900 m langer Kunstgraben, leitete aus dem Filzteich stammendes Aufschlagwasser vom Griefner Stollnmundloch (vgl. Objekt 08958136) zu den Gruben Rosenkranz und Gesellschaft, dort im Turbinenschacht der Fundgrube mündend, beaufschlagte eine Schwamkrug-Turbine im Schacht, verhältnismäßig schmaler Kunstgraben mit gemauerten Seitenwänden, fast auf ganzer Länge mit Steindeckern und mit Erdreich/Grasnarbe abgedeckt (Ausnahme: derzeit freigelegtes Teilstück bei der Fundgrube Gesellschaft), teils in 2 m Tiefe verlaufend, um die Ackerwirtschaft nicht zu behindern – genaue Lage derzeit unklar, kartierter Verlauf wurde anhand der Höhenlinien geschätzt, Turbinenschacht: 1853–1857 abgeteuft, saigerer Schacht neben dem inzwischen verfüllten tonnenlägigen Treibeschacht, ursprünglich mit Wassergöpel-Treibehaus (Fördermaschine: Schwamkrug-Turbine von 1854 im Schacht (nicht erhalten), Treibehaus zweigeschossig, Fachwerk, verbrettert, Krüppelwalmdach), inzwischen mit Kaue über Schachtöffnung (diese kein Denkmal, 1984 errichtet, auf Granitsockel, mit fast bis zum Erdboden reichendem Satteldach, Holzverbretterung), Gesellschafter Abzugsrösche einschließlich Mundloch: 1854/1855 im Gegenortbetrieb angelegt, Mundloch aus Gneisplänern elliptisch gemauert, mit seitlichen Flügelmauern, 204 m lange Abzugsrösche, elliptisch gemauert, führte das Betriebswasser des Turbinengöpels im Gesellschaftsschacht den Wasserversorgungsanstalten in dem Lindenauer Grunde und damit den dortigen Pochwerken (vgl. das Siebenschlehener Pochwerk – Objekt 08958116) zu, ermöglichte zugleich den Erztransport vom Schacht zu den Pochwerken (hierfür Rösche ähnlich wie ein Stolln ausgebaut), Gesellschafter Schachthalde einschließlich Haldenstützmauern: großflächige Haldenaufschüttung (Tafelhalde), z. T. mit Stützmauern am Haldenfuß aus Trockenmauerwerk, hierunter am westlichen Haldenfuß Reste des Mauerwerks der ehemaligen Revierschneidemühle (1874 erbaut zur Versorgung des Schneeberger Bergbaus mit Holz für den Grubenausbau, Antrieb zunächst über die Schwamkrug-Turbine im Turbinenschacht, 1918 Verstärkung durch eine Dampfmaschine, nach 1947 noch als Schachtschmiede genutzt), Meridianstein östlich der Bergschmiede (Flurstück 974/2), Meridianzeichenstein ca. 180 m südlich auf einer Halde (Flurstück 971), Meridianstein: Granitwürfel auf Bodenplatte, mit in Blei eingegossenen Messingmarkierungen, ursprünglich zwei Meridianzeichensteine, davon der südliche erhalten: kleinerer Granitstein, Steine markierten die astronomische Nord-Süd-Richtung als verbindlichen Bezugspunkt im Grubenfeld – waren damit Bezugspunkt für alle markscheiderischen Vermessungsarbeiten im Schneeberger Revier, wurden 1838 vom Freiberger Professor Julius Weißbach (1806–1871, lehrte u. a. Markscheidekunst an der Bergakademie) und dem letzten Freiberger Bergmechanikus Wilhelm Friedrich Lingke (1784–1867) als Bezugspunkt, gehören damit zu den ältesten Meridiansteinen des sächsischen Bergbaus. | 08958038 |
| Weitere Bilder                          | Einzeldenkmale der Sachgesamtheit Schneeberger Revier: Huthaus und Halde (siehe auch Sachgesamtheit 09301518) | Fundgrube Michaelismaßen 1 (Karte)        | 1. Hälfte 19. Jahrhundert                              | alte Ortslage Neustädtel, daneben auf Lindenauer Flur das Huthaus von Michalis Maßen, von bergbaugeschichtlicher Bedeutung. Ersterwähnung der benachbarten Fundgruben Michaelis Maßen und Gebhardt am Schimmelsberg 1618 bzw. 1701 (kurz vor 1700 wurde die Gebhardt-Fundgrube zum Rosenkränzer-Stolln verliehen), Hauptbetriebszeit der Grube Gebhardt und Rosenkränzer-Stolln zwischen 1664 und 1819, 1819; Konsolidation mit dem Gesellschafter Zug, Hauptbetriebszeit von Michaelis Maßen zwischen 1618 und um1835, dann ebenfalls Vereinigung zu Gesellschafter Zug samt Michaelis Maßen, 1880 dann Zusammenlegung mit anderen Schneeberger Kobaltgruben zum Schneeberger Kobaltfeld, durch die enge Nachbarschaft gemeinsame Nutzung von Schächten und z. B. dem darin eingebauten Kunstgezeug, führte das Aufschlagwasser auf dem Rosenkranz-Stolln (dieser mündete wiederum im Marx-Semler-Stolln, Auffahrung und Wartung daher über den Michaelis Maßener Tageschacht). Huthaus der Fundgrube Rosenkränzer-Stolln (und Gebhardt): laut Wagenbreth/Wächtler im 18. Jahrhundert erbaut, kleiner eingeschossiger Putzbau mit Putzfaschen, Hakengrundriss, Fenster neu, Giebel verkleidet, Satteldach, stehende Gauben, davor hölzerner Stängelzaun. Halde: gemeinschaftliche Halde der unmittelbar benachbart liegenden Gruben Gebhardt und Michaelis Maßen, erstreckt sich auch auf Lindenauer Flur (Gemarkung Lindenau, Flurstücke 1220, 1221). Huthaus der Fundgrube Michaelis Maßen (Fundgrube Michaelismaßen 2) ist stark verändert (erbaut möglicherweise um 1770, vgl. Wagenbreth/Wächtler 1990, S. 219), kein Denkmal. | 08958042 |
| Weitere Bilder                          | Einzeldenkmale der Sachgesamtheit Schneeberger Revier: Bergarbeiterwohnhaus mit Nebengebäude, zwei Halden einschließlich Haldenstützmauern sowie Stollnmundloch (siehe auch Sachgesamtheit 09301518) | Fundgrube Morgenstern 2 (Karte)           | um 1820 (Bergarbeiterwohnhaus)                         | alte Ortslage Neustädtel, bergbaugeschichtliche Zeugnisse, von technikhistorischer, sozialhistorischer und baugeschichtlicher Bedeutung. Fundgrube Morgenstern: kleine, um 1500 erschlossene Silbergrube mit geringen Ausbeuten, bedeutenderer Abbau von Kobalterzen von 1650 bis 1675, 1751 Konsolidierung mit der benachbarten Grube Sauschwart und 1843 mit den Gruben Rosenkranz und Eiserner Landgraf, 1880 Zusammenlegung mit anderen Schneeberger Kobaltgruben zum Schneeberger Kobaltfeld. Griefner-Stolln: Vortrieb des Stollns 1487 begonnen, Länge heute über 10 km, ursprünglich Wasserlösestolln, später zur Herbeiführung von Aufschlagwasser für den Betrieb von Kunstgezeugen aus dem Filzteich genutzt (über den Anschluss an den Treibeschacht der Fundgrube Wolfgang Maßen – vgl. Objekt 08958120), 1851/52 Wiederherrichtung des Stollns sowie Anlage eines ca. 900 m langen, mit Steinplatten und mit Erdreich bedeckten Kunstgrabens vom Mundloch zu den Gruben Rosenkranz und Gesellschaft (ebenfalls zur Aufschlagwasserversorgung – Griefner Kunstgraben, vgl. Objekt 08958038), der Schwalbener Flügel des Stollns wurde noch bis um 1900 vorgetrieben, hauptsächlich um weiteres Grundwasser als Aufschlagwasser nutzbar zu machen. Bergmannswohnhaus: annähernd quadratischer Putzbau mit bauzeitlichen Fenstern mit Holzläden, bauzeitlicher Tür und verschiefertem Satteldach mit kleinen Standgauben. Nebengebäude: Fachwerkbau, verbrettert, Satteldach, Schieferdeckung. Stollnmundloch (bezeichnet 1852) des Griefner-Stollns: elliptisches Mundloch mit Schlussstein (bezeichnet Gr. St. 1852), Flügelmauerwerk als Trockenmauerwerk, Stolln selbst mit elliptisch gemauertem Tonnengewölbe aus Plänermauerwerk. zwei Halden einschließlich Haldenstützmauern: Halde der Grube Morgenstern sowie kleinere Stollnhalde nordöstlich des Stollnmundlochs, Haldenfuß der größeren Schütthalde teils mit Trockenmauerwerk gesichert. | 08958136 |
| Weitere Bilder                          | Einzeldenkmale der Sachgesamtheit Schneeberger Revier: Rösche einschließlich zweier Mundlöcher sowie Halde (siehe auch Sachgesamtheit 09301518) | Fundgrube Peter und Paul 3 (Karte)        | vmtl. 1485, später erneuert                            | alte Ortslage Neustädtel, bergbaugeschichtliche Zeugnisse, von technikhistorischer und ortsgeschichtlicher Bedeutung. Rösche mit Tonnengewölbe aus Bruchsteinmauerwerk, ca. 25 m lange unterirdische Weiterleitung des Hauptkunstgrabens (vgl. Objekt 09306234) durch eine ältere Halde, der 1485 angelegte Hauptkunstgraben diente der Wasserversorgung der Gruben und Aufbereitungsanlagen im Schneeberger/Neustädtler Bergbaugebiet (u. a. Wolfgang Maßen und Siebenschlehen), erhielt sein Wasser aus dem 1485 fertiggestellten Filzteich (vgl. Objekt 08956056 bzw. 08958141), endete ursprünglich an der Rösche der Fundgrube Peter und Paul, hier Nutzung des Tageschachts als Wassereinfallschacht, untertägige Weiterleitung des Aufschlagwassers zu weiteren Grubenanlagen zwecks Beaufschlagung von Kunst- und Kehrrädern, Verlängerung des Hauptkunstgrabens 1818 über den Tageschacht hinaus bis zur Grube Wolfgang Maßen (Wolfgang Maßener Kunstgraben), dieser Teil inzwischen durch NVA- (bzw. späteres Bundeswehr-)Gelände unterbrochen, östliches Röschenmundloch derzeit zugeschüttet, soll aber wieder aufgewältigt werden. Fundgrube Peter und Paul: Hauptbetriebszeit im 16. Jahrhundert mit guten Silberanbrüchen, Kobaltabbau im 18. und 19. Jahrhundert, zugehöriges Zechenhaus im 18. Jahrhundert als Wohnhaus für den Kunstgrabenwärter errichtet (Geburtshaus von C. F. Brendel), in den 1980er-Jahren durch ähnlich gestalteten Neubau ersetzt (kein Denkmal). | 08958086 |
| Weitere Bilder                          | Einzeldenkmale der Sachgesamtheit Schneeberger Revier: Huthaus (Nr. 1), Steiger- und Zimmerhaus (Nr. 2), Kaue einschließlich Förderhaspel sowie Halde einschließlich Ringbahndamm und Haldenstützmauern (siehe auch Sachgesamtheit 09301518) | Fundgrube Sauschwart 1; 2 (Karte)         | 1835                                                   | alte Ortslage Neustädtel, wichtige landschaftsbildprägende Zeugnisse des Schneeberger Bergbaus, von bergbaugeschichtlicher, ortshistorischer und baugeschichtlicher Bedeutung. Ersterwähnung der Fundgrube Sauschwart 1499, zunächst Silbererzbergbau mit geringen Ausbeuten, im 17. Jahrhundert auch Kobalterzbergbau (gehörte mit großen Kobaltanbrüchen zwischen 1604 und 1673 zu den bedeutenden Kobaltgrube des Reviers), aufgrund von ungenügender Wasserhaltung unter Tage zwischenzeitlich Betriebseinstellung, mit Anschluss des Grubenfeldes an den Marx-Semler-Stolln um 1750 (Wasserlösung zuvor nur über den Fürsten-Stolln – vgl. Objekt 08958136) Wiederaufnahme des Abbaus von Silber-, Kobalt- und Wismuterzen, 1776 Schachtausmauerung, 1839–1842 Einbau eines neuen Kunstgezeugs im Kunst- und Förderschacht, 1861 Konsolidation mit der benachbarten Grube Gesellschaft, 1880 Zusammenlegung der Grube Gesellschaft samt Sauschwart mit anderen Schneeberger Kobaltgruben zum Schneeberger Kobaltfeld, bereits ab 1860 Vortrieb von Strecken in westlicher Richtung zu einem neu geplanten Schacht, der ab 1861 bis 1867 von der konsolidierten Grube Gesellschaft samt Sauschwart im Gegenortbetrieb von verschiedenen Sohlen aus abgeteuft wurde (Beustschacht, vgl. Objekt 08957980), der Kunst- und Förderschacht der Grube Sauschwart diente bis 1929 zur Förderung von Wismuterzen (1927 Ausrüstung der originalen Hängebank mit elektrischer Förderhaspel), nachfolgend nochmals zwischen 1935 und 1938 in Betrieb und um 1948 im Zuge des Wismut-Uranerzbergbaus. Huthaus: 1835 erbaut, eingeschossiger Fachwerkbau, eine Achse massiv in Bruchstein, Fachwerk teils neu gesetzt, Gefache ausgemauert, überwiegend verbrettert, Granitgewände, hohes Krüppelwalmdach, stehende Dachgauben, (Schwarzküche z. T. erhalten). Steiger- und Zimmerhaus: Obersteigerwohnhaus 1837 an das aus dem 18. Jahrhundert stammende Zimmerhaus angebaut, bilden ein langgestrecktes eingeschossiges Gebäude, Fachwerk, eine Achse massiv, Vorderseite und Giebel verbrettert, hohes Satteldach mit Dachausbau (Zwerchgiebel), stehende Dachgauben. Kaue mit elektrischer Förderhaspel: um 1800 errichtet, ursprünglich mit Maschinenhausanbau aus der Zeit um 1938, nach der Wismutzeit abgebrochen und 1987 von der IG Schneeberg-Neustädteler Bergbaulandschaft wiederhergestellt, eingeschossiger Holzbau, verbrettert, kleiner Glockenturm mit Schachtglocke (Lorenbahn und Versturzbühne auf der Halde Rekonstruktion von Situationen über Tage anderer Gruben – keine Denkmale), elektrische Fördermaschine von 1949 – Typ OK 1 Halde einschließlich Ringbahndamm und Haldenstützmauer: Haldenfuß der Schütthalde teils mit Trockenmauerwerk gesichert, taubes Gestein ursprünglich mittels einer an der Haldenabbruchkante entlangführenden Lorenbahn mit Seitenkippern seitlich abgekippt (Seitenkipper ursprünglich aus einem Steinbruch – im Erzbergbau eher unübliche Art des Verstürzens), hiervon zeugt noch der Ringbahndamm an der Haldenkante. | 08958117 |
| Weitere Bilder                          | Einzeldenkmale der Sachgesamtheit Schneeberger Revier: Halde und Schacht (siehe auch Sachgesamtheit 09301518) | Fundgrube Siebenschlehen (Karte)          | ab Ende 15. Jahrhundert                                | alte Ortslage Neustädtel, großflächige Tafelhalde als landschaftsbildprägendes Zeugnis der einst bedeutenden Fundgrube Siebenschlehen, bergbaugeschichtlich von Relevanz. Fundgrube Sieben Schlehen: Ersterwähnung 1492, Silber-, vor allem aber Kobalterzbergbau, Hauptbetriebszeit nach 1600 bis ins 19. Jahrhundert mit teils sehr guten Ausbeuten (vgl. etwa die in Meltzer 1716 verzeichneten), Aufbereitung der geförderten Erze im eigenen Pochwerk (vgl. Siebenschlehener Pochwerk – Objekt 08958116), 1836 Einbau eines neuen Kunstgezeugs für die Grubenbaue unter dem Marx-Semler-Stolln, zugleich Beginn des Abteufens eines neuen Hauptschachts, darauf 1840 Errichtung eines Pferdegöpels zur Erzförderung (anfängliche Fördertiefe 88 m, 1841 bereits 306 m), 1863 Einbau einer Wassersäulenmaschine anstelle des bisherigen Kunstrades durch den Freiberger Kunstmeister F. W. Schwamkrug, 1893 ersetzte schließlich eine Dampfförderanlage den Pferdegöpel (Schachttiefe nun 400 m), 1843 Konsolidierung von Sieben Schlehen und Adam Heber, 1864 Vereinigung zu Daniel samt Siebenschlehen, 1880 Vereinigung mit anderen Schneeberger Kobaltgruben zum Schneeberger Kobaltfeld, Hauptschacht als „Schacht 10“ noch 1947–1954 unter der SAG Wismut in Betrieb, heute noch erhalten, wird derzeit von der Schneeberger Bergsicherung aufgewältigt (Stand 2015). Halde: große Haldenaufschüttung (Tafelhalde), durch Abschrägung und Begrünung z. T. verändert, darauf ehem. Huthaus der Fundgrube (Nummer 2, eingeschossig, aufgrund der baulichen Veränderungen lediglich Sachgesamtheitsteil, als Huthaus bis etwa zum Ersten Weltkrieg in Benutzung) sowie ehem. Schmiede und Materiallager aus der Wismut-Zeit (Nummer 3 bzw. 1, keine Denkmale), Schacht: tonnenlägig, mit Kellerhalsmauerung, d. h. mit einer Gewölbeausmauerung des Hangenden und flacher Sohle (ähnlich einem Kellereingang). | 08958142 |
| Weitere Bilder                          | Einzeldenkmale der Sachgesamtheit Schneeberger Revier: Bergarbeiterwohnhaus und Halde (siehe auch Sachgesamtheit 09301518) | Fundgrube Sonnenwirbel 2 (Karte)          | Ende 15. bis Mitte 18. Jahrhundert                     | alte Ortslage Neustädtel, bergbaugeschichtlich und sozialhistorisch von Relevanz. Ersterwähnung 1499, Hauptbetriebszeit von 1613 bis um 1750, Abbau von reichen Silber-, Kobalt- und Wismuterzen, Förderung mittels Pferdegöpel, um 1800 mit der südlich gelegenen Grube Sauschwart vereinigt, damit um 1860 zu Sauschwart und Rosenkranz konsolidiert, 1833 zu Gesellschaft und Sauschwart (vgl. nordwestlich gelegene Fundgrube Gesellschaft – Objekt 08958038) und 1880 mit anderen Kobalterzgruben zum Schneeberger Kobaltfeld, Huthaus der Fundgrube 1846 abgebrochen, jetziges Gebäude als Bergarbeiterwohnhaus auf der Halde des Sonnenwirbler Förderschachts erbaut. Bergarbeiter-/Bergmannswohnhaus: Erdgeschoss massiv, stark verändert, Obergeschoss Fachwerk, mit Fenstern in historischer Größe, traufseitig verbrettert, Giebel verkleidet, Satteldach. Halde des Sonnenwirbler Förderschachts: mittelgroße Haldenaufschüttung, daneben weitere Schütthalden der Fundgrube (diese nur Sachgesamtheitsteile). | 08958043 |
| Weitere Bilder                          | Einzeldenkmale der Sachgesamtheit Schneeberger Revier: Huthaus und Halde (siehe auch Sachgesamtheit 09301518) | Fundgrube Wildschwein 1 (Karte)           | 1. Hälfte 19. Jahrhundert                              | alte Ortslage Neustädtel, bergbaugeschichtliche Bedeutung Fundgrube Wildschwein: Ersterwähnung 1616, später auch als Jung Wildschwein bezeichnet. Hauptbetriebszeit 1733–1820, dann mit der Grube Bergkappe vereinigt und damit 1880 mit anderen Kobaltgruben zum Schneeberger Kobaltfeld konsolidiert. Huthaus: eingeschossiger Fachwerkbau mit aufgebrettertem Fachwerk und verputzt, Fenster mit Schlagläden, Giebel verbrettert, Satteldach mit stehenden Dachgauben, Nebengebäude: Fachwerk, verputzt, Satteldach, Huthaus und Nebengebäude stehen auf langgestreckter, schmaler Halde. Das Nebengebäude wurde 2016 aus der Denkmalliste gestrichen. | 08958096 |
| Weitere Bilder                          | Einzeldenkmale der Sachgesamtheit Schneeberger Revier: Pochwerksgebäude einschließlich Uhr, zwei Gestängeschächte, Radstube mit Aufschlags- und Abzugsrösche, Mundloch der Aufschlagrösche, Kunst- und Treibeschacht, Turbinenschacht, Mauerreste des Treibe- und Kesselhauses sowie Halde einschließlich sämtlicher Haldenstützmauern (siehe auch Sachgesamtheit 09301518) | Fundgrube Wolfgangmaßen 1 (Karte)         | 1816–1818                                              | alte Ortslage Neustädtel, umfangreich erhaltenes Ensemble aus Aufbereitungsanlagen, Resten des Treibehauses, Bergschmiede (siehe Nummer 5), Huthaus (siehe Nummer 4) und Wohnhäusern (siehe Nummer 2 und 3) sowie diversen untertägigen Anlagen der Fundgrube, zusammen mit der großen Tafelhalde ein für die Bergbaugeschichte Schneebergs sehr wichtiges und orts- bzw. landschaftsbildprägendes Ensemble bildend, von besonderer bergbaugeschichtlicher, ortshistorischer, technikgeschichtlicher und baugeschichtlicher Relevanz. Südlichste Grube des Schneeberger Reviers, im 19. Jahrhundert eine der bedeutendsten Kobaltgruben Sachsens, einzige von Christian Friedrich Brendel (1776–1861, Freiberger Kunstmeister und Maschinenkonstrukteur, seit 1817 als Maschinendirektor verantwortlich für die gesamte Maschinentechnik des sächsischen Berg- und Hüttenwesens) in Schneeberg ausgeführte Anlage, galt offenbar als Vorzeigeanlage (Besuche von Prinz Johann von Sachsen 1826, Prinz Friedrich August II. 1829, weiterhin Besichtigungen durch den sächsischen Oberberghauptmann Sigismund August Wolfgang Freiherr von Herder, den Königlich Sächsischen Oberhofmeister Friedrich August von Minckwitz sowie den sächsischen Generalleutnant Clemens Franciscus Xaver Freiherr von Cerrini di Monte Varchi), erhalten blieben neben der großflächigen Tafelhalde und dem stattlichen Pochwerksgebäude mehrere typische bergmännische Tagegebäude (Bergschmiede, Huthaus, Steigerhaus und Pochwerksteigerhaus) sowie Fundamente bzw. Mauerreste der Förderanlagen (Treibehaus samt Kesselhaus) und untertägige Anlagen (Schächte, Röschen und eine beeindruckende Radstube), weiterhin erhalten blieben in unmittelbarer Nachbarschaft etliche kleinere Halden, die von der Bergbautätigkeit auf den anliegenden Erzgängen bis zum 16. Jahrhundert zeugen (allesamt Teile der Sachgesamtheit), bergbauliches Ensemble von großer landschaftsbildprägender Wirkung sowie von besonderer bergbaugeschichtlicher, ortshistorischer, technikgeschichtlicher und baugeschichtlicher Relevanz. Pochwerksgebäude (mit Erzwäsche): 1816–1818 erbaut, 1831 Anbau zur Unterbringung von sechs neuen Einkehrherden (war Nebengebäude – um 1950 abgebrannt), Antrieb der Pochsätze und Stoßherde durch das untertägige Wasserrad mittels vier zur Pochwelle gehender Gestänge, 1883 Anbau eines Dampfpochwerks, nun Antrieb von zwei Nasspochsätzen mit je drei Pochstempeln durch eine 12-PS-Dampfmaschine und von drei Rittinger-Stoßherden (die die veralteten Langstoßherde ersetzten) durch eine kleinere 2-PS-Dampfmaschine, Dampfkraft ab 1899 auch zur Stromversorgung nutzbar gemacht (elektrische Beleuchtung mit anfänglich zwölf Glühbirnen anstelle der ursprünglichen Gasölbeleuchtung), (1926 Dampfpochwerk und) um 1927 wassergetriebenes Pochwerk stillgelegt, 1927 von technischer Ausstattung (u. a. Stoßherde) beräumt zweistöckiger Baukörper mit starkem Fachwerkteil im Erdgeschoss, sonst Bruchsteinmauerwerk (Fundament), verputzt, Obergeschoss kräftiges Fachwerk mit Lehmgefachen, rechter Funktionsbereich des Pochwerks massiv und verputzt (Rest eines ehemaligen Dampfpochwerks), hohes Satteldach mit stehenden Dachgauben, Dachreiter rekonstruiert (originaler Dachreiter wegen Baufälligkeit 1910 abgebrochen, Glocke Neuguss – ursprüngliche Glocke diente nicht, wie sonst im einmalig für das Schneeberger Revier üblich, als Wächterglocke zum Anzeigen des ordnungsgemäßen Wasserradbetriebs unter Tage, sondern war mit dem Stundenschlagwerk der weiter unten genannten Uhr verbunden), Giebel verkleidet bzw. verbrettert, im Inneren: Raumaufteilung überwiegend original, originale Türen, originales Treppengeländer (Treppe erneuert), Uhrwerk: um 1700 gebaut, bereits gebraucht ins neuerrichtete Pochwerk gekommen, Herkunft unbekannt, in der Pochstube im Erdgeschoss 2005 (zuvor Holzsäulen)eingebrachte Gusseisensäulen (mit dem Ausbau der in die tragende Konstruktion des Gebäudes eingebundenen Stoßherde war die Statik des Gebäudes gefährdet), in der Balkenlage der Pochstube noch Spuren der alten Nutzung (z. B. Ausschabungen von den Erzschütten), aus der Pochstube zwei Gestängeschächte zur untertägigen Radstube (zwecks Durchführung der kraftübertragenden Gestänge zwischen Kunstrad und zweiter Welle im Pochwerk), 1. Obergeschoss: Nutzung der Räumlichkeiten durch Bergamt, für Bergarbeitersozialräume, Küche mit Küchenofen (Hinterladerofen mit Ofenplatte – auf der Seite der Bergamtsstube originale Feuerstelle aber vom Ofen nur die Vorderplatte erhalten), Expedition, vier Kobaltkammern, ggf. auch Betstube, Dachtragewerk: doppelt stehender Stuhl. Radstube: großer untertägiger, ausgemauerter Hohlraum zur Aufnahme eines Kunstrades zum Antrieb der Aufbereitungsanlagen im Pochwerk, Welle des Kunstrades erhalten, mit beiderseitigem doppeltem Krummzapfen, Beaufschlagung mit Wasser aus dem Filzteich (vgl. Objekt 08958141) über Hauptkunstgraben (vgl. Objekt 09306234) und Aufschlagrösche aus nordwestlicher Richtung, Abzug des Aufschlagwassers über Abzugsrösche zum Turbinenschacht, Wasserlösung über den Griefner-Stolln (vgl. Objekt 08958136). Mundloch der Aufschlagrösche: elliptisch gemauertes Mundloch zur Aufschlagrösche des Kunstrades, vor kurzem wieder freigelegt, zuvor verschüttet, erhielt Wasser aus dem Filzteich (vgl. Objekt 08958141) über den sog. Hauptkunstgraben (vgl. Objekt 09306234) sowie die Rösche bei der Fundgrube Peter und Paul (vgl. Objekt 08958086). Kunst- und Treibeschächte: saigerer Turbinenschacht (ein Kunsttrum), tonnenlägiger Treibe- und späterer Kunstschacht (Wolfgang Maaßen Treibeschacht, später Wolfgang Maaßen Kunst- und Treibeschacht, mit Fördertrum und Fahrtentrum, zuletzt eine Tiefe von 378 m erreichend), ehem. Hauptschacht der Grube, bis in eine Tiefe von 50 m mit der für das Schneeberger Revier typischen, elliptischen Schachtausmauerung mit überspringenden Bögen (1786–88) (auf Wolfgang Maßen 1786 erstmaliger Einsatz dieser elliptischen Ausmauerung im Schneeberger Revier bei den Streckenabgängen vom Treibeschacht). Turbinenschacht: 1855–57 geteufter säugerer Schacht mit Turbinenraum auf dem Griefnerstolln zur Aufnahme der Wasserfallrohre und Förderseile für eine Schwammkrugturbine für die Förderung, mit Bruchstein ausgemauert. Mauerreste des Treibe- und Kesselhauses: um die Schachtöffnung herum Reste der Seitenmauern des Treibehauses, westlich davon Fundamente bzw. Reste des Erdgeschoss-Mauerwerks des Dampfkesselhauses samt Schornstein (Pfeiler mit Granitquaderung) (1875–76 erbaut), z. T. durch Bergbauverein gesichert bzw. rekonstruiert. Halde: großflächige Tafelhalde, teils mit Haldenstützmauern befestigt (vor allem im Norden/Nordosten zu den Tagegebäuden der Fundgrube), nordwestlich des Pochwerkgebäudes Reste der mit Trockenmauerwerk befestigten Schlammsümpfe zur Reinigung der auf den Herden im Pochwerk „verbrauchten“ Wäschwasser (nach Absetzen der noch erzhaltigen Schlammmassen im Wäschwasser Rückführen dieser in den Aufbereitungsprozess), Ableitung des restlichen Wassers in den südwestlich des Haldenfußes gelegenen Schlammteich zur weiteren Reinigung. Zur Geschichte der Fundgrube: Ersterwähnung 1555 als St. Wolfgang Hagemüllers Lehn (Benennung nach dem Bergbauheiligen St. Wolfgang), daneben noch Erwähnung von drei unteren und sieben oberen Maaßen (an das Grubenfeld der Fundgrube angrenzende Felder), ab 1563 überwiegend ohne Unterbrechung in Betrieb, ab 1572 große Silberausbeuten, bedeutender Kobalterzabbau zwischen 1652 und 1673 sowie vor allem ab 1780, daneben auch im 19. Jahrhundert noch zeitweilig sehr hohe Ausbeuten an Silber, über die Betriebszeit hinweg stete Vergrößerung des Grubenfeldes durch Vereinigung mit benachbarten Gruben: 1780 Konsolidierung der Gruben Wolfgang Obere 4. bis 12. Maaßen, 1818 von St. Wolfgang Fundgrube mit Wolfgang Maaßen, 1843 Konsolidation zu Wolfgang Maaßen und Neuer Kurfürst zu Sachsen Ankunft, 1864 zu Wolfgang Maaßen samt Priester Fundgrube, zuletzt 1880 Vereinigung der Schneeberger Kobaltgruben zum Schneeberger Kobaltfeld, durch die ergiebigen Kobalterzanbrüche Ende des 18. Jahrhunderts Aufstieg zur ertragreichsten Grube des Reviers, Ausbeuten ermöglichten in den folgenden Jahrzehnten den Bau fortschrittlicher Aufbereitungs- und Fördertechnik: - 1789/1790 Errichtung eines Pferdegöpels zur Erzförderung - um den kostenintensiven Transport der geförderten Erze in das Siebenschlehener Pochwerk (vgl. Objekt 08958116 mit Kobaltkammer der Fundgrube Wolfgang Maßen) zu umgehen, 1816–1818 Errichtung eines großen Pochwerkgebäudes mit angeschlossener Wäsche zur eigenständigen Erzaufbereitung, für den Betrieb der Aufbereitungsanlagen Bau einer untertägigen Radstube mit Wasserrad, das über Gestänge die Pochwelle im Pochwerk in Bewegung versetzte, zur Heranführung von Aufschlagwasser aus dem Filzteich für das Wasserrad Verlängerung des Hauptkunstgrabens (vgl. Objekt 09306234), Ableitung des Aufschlagwassers über den Griefner-Stolln (vgl. Objekt 08958136), ab 1883 auch Betrieb mit Hilfe zweier Dampfmaschinen, hierzu Anbau eines Dampfpochwerks (nicht erhalten), (Rest vom Dampfpochwerkgebäude und Fundament der Dampfmaschine erhalten) - ab 1831 Abteufen eines neuen, saigeren Förderschachtes (Alexander Schacht), wodurch der bisherige tonnenlägige Hauptförderschacht (Wolfgang Maaßen Treibeschacht) auch als Kunstschacht für die Wasserhebung genutzt werden konnte (diente der Erschließung der alten Pucher Fundgrube), (1852/1853 Einbau eines Wassersäulenkunstgezeugs mit fünf Drucksätzen zur Hebung von Grubenwasser um 200 m auf das Niveau des Marx-Semler-Stollns (vgl. Objekt 08958135), Wassersäulenmaschine von Kunstmeister K. R. Bornemann, war eine der ersten beiden im Schneeberger Revier eingesetzten, von der Wassersäulenmaschine genutzte Fallhöhe: 130,7 m, erhielt 1862/1863 zwecks Leistungssteigerung einen zweiten Zylinder), - 1855–1857 Errichtung eines Turbinengöpels anstelle des bisherigen Pferdegöpels zur Erzförderung (Bau eines neuen Treibehauses [Umbau des Treibehauses vom Pferdegöpel] sowie untertägige Installation einer Schwamkrug-Turbine auf dem Niveau des Griefner-Stollns – vgl. Objekt 08958136 – mit einem Durchmesser von 2,24 m, wurde durch einen neu angelegten saigeren Turbinenschacht von Filzteichwasser aus dem Hauptkunstgraben – vgl. Objekt 09306234 – und mit einer Fallhöhe von 26 m beaufschlagt) (Wassernutzung: Pochwerksrad – Schwammkrugturbine – Wassersäulenmaschine), - 1875/1876 Errichtung einer Dampfförderanlage mit dominantem Treibehaus (vmtl. wieder Neubau), Kesselhaus und 17 m hohem Schornstein, 1920 Einstellung der Förderung, um 1927 dann auch der Aufbereitung, darauffolgend (vmtl. 1939) Abbruch des Dampfpochwerks und der Schachtgebäude (Dampfgöpel mit Kesselhaus und Schornstein, Grundmauern erhalten), im Grubenfeld nach 1945 nochmals Erkundungsarbeiten im Zuge des Uranerzbergbaus im Schneeberger Revier, 1973 Aufwältigung des Wolfgang-Maaßen-Kunst-und-Treibe-Schachtes durch Bergsicherung Schneeberg, Rekonstruktion bis zur Sohle der Abzugsrösche, seit 2003 weitere Aufwältigung und Sanierung/Rekonstruktion von Gruben- und Tagegebäuden durch den Schneeberger Bergbauverein. | 08958097 |
| Weitere Bilder                          | Einzeldenkmal der Sachgesamtheit Schneeberger Revier: Pochwerksteigerhaus (siehe auch Sachgesamtheit 09301518) | Fundgrube Wolfgangmaßen 2 (Karte)         | bez. 1820 (Bergarbeiterwohnhaus)                       | alte Ortslage Neustädtel, umfangreich erhaltenes Ensemble aus Aufbereitungsanlagen (siehe Nummer 1), Resten des Treibehauses (siehe Nummer 1), Bergschmiede (siehe Nummer 5), Huthaus (siehe Nummer 4) und Wohnhäusern (siehe auch Nummer 3) sowie diversen untertägigen Anlagen der Fundgrube (siehe Nummer 1), zusammen mit der großen Tafelhalde (siehe Nummer 1) ein für die Bergbaugeschichte Schneebergs sehr wichtiges und orts- bzw. landschaftsbildprägendes Ensemble bildend, von besonderer bergbaugeschichtlicher, ortshistorischer und baugeschichtlicher Relevanz. Südlichste Grube des Schneeberger Reviers, im 19. Jahrhundert eine der bedeutendsten Kobaltgruben Sachsens, einzige von Christian Friedrich Brendel (1776–1861, Freiberger Kunstmeister und Maschinenkonstrukteur, seit 1817 als Maschinendirektor verantwortlich für die gesamte Maschinentechnik des sächsischen Berg- und Hüttenwesens) in Schneeberg ausgeführte Anlage, galt offenbar als Vorzeigeanlage (Besuche von Prinz Johann von Sachsen 1826, Prinz Friedrich August II. 1829, weiterhin Besichtigungen durch den sächsischen Oberberghauptmann Sigismund August Wolfgang Freiherr von Herder, den Königlich-Sächsischen Oberhofmeister Friedrich August von Minckwitz sowie den sächsischen Generalleutnant Clemens Franciscus Xaver Freiherr von Cerrini di Monte Varchi), erhalten blieben neben der großflächigen Tafelhalde und dem stattlichen Pochwerksgebäude mehrere typische bergmännische Tagegebäude (Bergschmiede, Huthaus, Steigerhaus und Pochwerksteigerhaus) sowie Fundamente bzw. Mauerreste der Förderanlagen (Treibehaus samt Kesselhaus) und untertägige Anlagen (Schächte, Röschen und eine beeindruckende Radstube), weiterhin erhalten blieben in unmittelbarer Nachbarschaft etliche kleinere Halden, die von der Bergbautätigkeit auf den anliegenden Erzgängen bis zum 16. Jahrhundert zeugen (allesamt Teile der Sachgesamtheit), bergbauliches Ensemble von großer landschaftsbildprägender Wirkung sowie von besonderer bergbaugeschichtlicher, ortshistorischer, technikgeschichtlicher und baugeschichtlicher Relevanz. Pochwerksteigerhaus, auch Kunstwärterwohnhaus genannt: bezeichnet1820, zunächst Wohnhaus des Pochwerksteigers, später Wohnung des Kunstwärters bzw. Kunststeigers (für das Kunstrad und die Wasserkünste unter Tage verantwortlicher Bergmann), kleiner eingeschossiger Putzbau, ursprünglich wohl aus Fachwerk, Faschen an Fenstern und Tür, Mansardgiebeldach mit Dacherker, Giebeldreieck verkleidet, im Giebel (Obergeschoss) Fachwerk, zwei kleine Dachgauben, das Haus ist im Zusammenhang mit dem Pochwerksbau errichtet worden, die Zahl 1820 stammt aus einer alten Versicherungsliste. zur Geschichte der Fundgrube vgl. Objekt 08958097. | 08958093 |
| Weitere Bilder                          | Einzeldenkmal der Sachgesamtheit Schneeberger Revier: Steigerhaus (siehe auch Sachgesamtheit 09301518) | Fundgrube Wolfgangmaßen 3 (Karte)         | 1825                                                   | alte Ortslage Neustädtel, umfangreich erhaltenes Ensemble aus Aufbereitungsanlagen (siehe Nummer 1), Resten des Treibehauses (siehe Nummer 1), Bergschmiede (siehe Nummer 5), Huthaus (siehe Nummer 4) und Wohnhäusern (siehe auch Nummer 2) sowie diversen untertägigen Anlagen der Fundgrube (siehe Nummer 1), zusammen mit der großen Tafelhalde (siehe Nummer 1) ein für die Bergbaugeschichte Schneebergs sehr wichtiges und orts- bzw. landschaftsbildprägendes Ensemble bildend, von besonderer bergbaugeschichtlicher, ortshistorischer und baugeschichtlicher Relevanz. Steigerhaus: 1825 errichtet (1826 laut Wagenbreth/Wächtler 1990, S. 221), bis 1905 mit Wohnung für den Obersteiger der Fundgrube, zweigeschossig, ursprünglich vollständig in Fachwerk und gänzlich verbrettert ausgeführt, Erdgeschoss überwiegend massiv und verputzt, südwestliche Giebelwand und straßenabgewandte Traufseite auch im Erdgeschoss noch Fachwerk, Obergeschoss Fachwerk mit Lehmgefachen, traufseitig verbrettert, Haustür mit Oberlicht, z. T. vierflügelige Kreuzstockfenster, mit Originalfenstern (inzwischen teilweise ersetzt, Stand 2015), verschiefertes Satteldach. zur Geschichte der Fundgrube vgl. Objekt 08958097 | 08958098 |
| Weitere Bilder                          | Einzeldenkmal der Sachgesamtheit Schneeberger Revier: Huthaus (siehe auch Sachgesamtheit 09301518) | Fundgrube Wolfgangmaßen 4 (Karte)         | um 1790                                                | alte Ortslage Neustädtel, umfangreich erhaltenes Ensemble aus Aufbereitungsanlagen (siehe Nummer 1), Resten des Treibehauses (siehe Nummer 1), Bergschmiede (siehe Nummer 5), Huthaus und Wohnhäusern (siehe Nummer 2 und 3) sowie diversen untertägigen Anlagen der Fundgrube (siehe Nummer 1), zusammen mit der großen Tafelhalde (siehe Nummer 1) ein für die Bergbaugeschichte Schneebergs sehr wichtiges und orts- bzw. landschaftsbildprägendes Ensemble bildend, von besonderer bergbaugeschichtlicher, ortshistorischer und baugeschichtlicher Relevanz. Huthaus: aus zwei aneinander anschließenden Gebäuden (Huthäusern) auf leicht abgewinkeltem Grundriss bestehend, erbaut um 1780 (östlicher Teil) bzw. um 1816 erweitert, südöstlicher Gebäudeteil Erdgeschoss massiv, nordwestlicher Gebäudeteil Erdgeschoss Fachwerk (ursprünglich wohl gänzlich Fachwerk), Fenster ursprünglich mit Fensterläden, hohes, leicht abgewalmtes Mansardwalmdach und Giebel Schiefer (Wetterseite ursprünglich komplett verbrettert, am gegenseitigen Giebel lediglich Giebeldreieck verbrettert, vgl. Bleyl 1917, S. 117), zwei Reihen Dachgauben. zur Geschichte der Fundgrube vgl. Objekt 08958097. | 08958121 |
| Weitere Bilder                          | Einzeldenkmale der Sachgesamtheit Schneeberger Revier: Bergschmiede und Keller (siehe auch Sachgesamtheit 09301518) | Fundgrube Wolfgangmaßen 5 (Karte)         | um 1855                                                | alte Ortslage Neustädtel, umfangreich erhaltenes Ensemble aus Aufbereitungsanlagen (siehe Nummer 1), Resten des Treibehauses (siehe Nummer 1), Bergschmiede, Huthaus (siehe Nummer 4) und Wohnhäusern (siehe Nummer 2 und 3) sowie diversen untertägigen Anlagen der Fundgrube (siehe Nummer 1), zusammen mit der großen Tafelhalde (siehe Nummer 1) ein für die Bergbaugeschichte Schneebergs sehr wichtiges und orts- bzw. landschaftsbildprägendes Ensemble bildend, von besonderer bergbaugeschichtlicher, ortshistorischer, technikgeschichtlicher und baugeschichtlicher Relevanz. Bergschmiede: um 1855 erbaut, 1872 erweitert auf die heutige Größe, Nutzung als Schmiede bis um 1910, 1914 Umbau zum Wohnhaus, eingeschossiger Putzbau mit Segmentbogenfenstern, Putzfaschen an Tür und Fenstern, Fensterläden, profiliertes Kranzgesims, Winterfenster, Satteldach. Hangkeller: Keller im Haldenkörper hinter der Bergschmiede, aus Backstein gemauerter Eingang, rundbogig, zweiflügelige beschlagene Eisentür. zur Geschichte der Fundgrube vgl. Objekt 08958097 | 08958120 |
| Weitere Bilder                          | Wohnhaus in geschlossener Bebauung und in Ecklage | Fürstenplatz 1 (Karte)                    | 1737                                                   | reich dekorierte Putzfassade, bedeutendstes Rokoko-Haus der Stadt, baugeschichtlich, ortshistorisch und kunstgeschichtlich von Bedeutung. zweigeschossiger Putzbau, mit Rundbogenarkaden im Innenhof, die sichtbaren Fassaden mit plastischem Stuck überzogen, der den Régencestil aufnimmt: Bandel- und Rollwerk, von Blüten und Blättern durchsetzt, über den Mittelfenstern im Obergeschoss Tuchgehänge mit Büsten, darüber je ein dreiachsiger Dacherker mit Muschelkartusche um ein liegendes Ochsenauge im Dreiecksgiebel, Stichbogenportal, darüber Kartusche mit Monogramm und großen Voluten, hinter denen seitlich je ein heraldischer Löwe hervorschaut, im Innern im Erdgeschoss noch ein Raum mit Stuckdecke mit ausgezeichnetem Bandelwerk, im Obergeschoss barocke Stuckdecken, sonst wie im Treppenhaus Kreuzgratgewölbe. Das renovierte Gebäude dient im 21. Jahrhundert einer Bank. | 08957858 |
| Weitere Bilder                          | Wohnhaus in geschlossener Bebauung, mit Hofgebäude und Hinterhaus an der Straße Drachenkopf | Fürstenplatz 2 (Karte)                    | bez. 1722                                              | mit Ladeneinbau, mittenbetonte Putzfassade mit Kolossalpilastern, reicher Barockbau nach dem Vorbild Leipziger Bürgerhäuser, mit bauhistorischer, baukünstlerischer und ortsgeschichtlicher Bedeutung. | 08957889 |
| Weitere Bilder                          | Wohnhaus in halboffener Bebauung und in Ecklage, inzwischen Eigentum der Sparkasse | Fürstenplatz 4 (Karte)                    | 1721                                                   | prächtige Putzfassade mit Kolossalpilastern, wesentlicher Bestandteil der barocken Stadterneuerung, mit baukünstlerischem und bauhistorischem Wert; trotz Teilrekonstruktion wesentlicher Bestandteil der barocken Stadt. | 08957888 |
| Weitere Bilder                          | Gasthof in halboffener Bebauung und in Ecklage | Fürstenplatz 5 (Karte)                    | 1708, später überformt                                 | ortsbildprägender Barockbau, von baugeschichtlicher und ortshistorischer Bedeutung. breitgelagerter zweigeschossiger Putzbau (ehemals zwei Häuser) mit neun Achsen, profilierte Granitgewände, Eckquaderung, flacher Mittelrisalit mit Korbbogenportal, darüber Sandsteinrahmung mit Hermespilastern, Inschrift „Goldne Sonne“ in Kartusche, im Dreiecksgiebel Sonnenmotiv mit Strahlenkranz, Mansardwalmdach, Schieferdeckung, Dachhäuschen. | 08957884 |
| Weitere Bilder                          | Ehemalige Stadtwache und angebautes Spritzenhaus | Fürstenplatz 6 (Karte)                    | Ende 18. Jahrhundert                                   | eingeschossiger Putzbau, Gebäude aus zwei Bau- und Nutzungsphasen, Zeugnis der historischen Infrastruktur, von ortshistorischer Bedeutung. Stadtwache (letzte Wache eines Polizisten 1873, ab 1938 Gauschnitzschule): eingeschossiger Putzbau mit traufseitigem Dachüberstand und korbbogigem Eingang mit vorgelagerter Granittreppe, Krüppelwalmdach, Schieferdeckung, rückwärtig aus der Zeit der Feuerwehrnutzung eingeschossiger Anbau als verputzter Massivbau mit Gliederung durch Klinker-Rahmung um segmentbogige Fenster und Tore, Krüppelwalmdach, Schieferdeckung, stehende geschweifte Dachgauben, bauzeitliche Türen. | 08957882 |
| Weitere Bilder                          | Wohnhaus in geschlossener Bebauung | Fürstenplatz 8 (Karte)                    | im Kern 1. Hälfte 18. Jahrhundert                      | mit Ladeneinbau, hübsch dekorierte Putzfassade, baugeschichtliche und städtebauliche Bedeutung. zweigeschossiger Putzbau mit Ladeneinbau, großes Tor, Granitgewände, reicher Kunststeindekor um Fenster und Türen mit Konsolen, Fruchtgehängen, gerade profilierte Fensterbedachungen, profiliertes Kranzgesims, Eckquaderung, Satteldach mit stehenden Dachgauben, die Eingangshalle mit dreijochigem Kreuzgratgewölbe mit Gurtbögen, eisenbeschlagene Tür mit Bändern, zum Hof drei Strebepfeiler. | 08957886 |
| Weitere Bilder                          | Wohnhaus in geschlossener Bebauung | Fürstenplatz 9 (Karte)                    | bez. 1740, später überformt                            | im Kern stattlicher Barockbau, Fassade im 19. Jahrhundert historisierend verändert, in zentraler ortsbildprägender Lage, baugeschichtliche und städtebauliche Bedeutung. dreigeschossiger Putzbau mit Mittelrisalit, großes Granitportal mit Ohrungen und Schlussstein, bezeichnet „GR 1740“, Zahnschnittgesims, neogotische Fassadendekoration des 19. Jahrhunderts, in den Risalit-Obergeschoss ebenfalls Granitgewände mit Ohrungen und Schlussstein, auf dem Giebel zwei sitzende weibliche Figuren (Spinnerinnen) in Galvanoplastik, seitlich des Hermes, im Innern Eingangshalle mit sechsjochigem Kreuzgratgewölbe, Treppenhausgewölbe, mit Bändern verzierte Eisentüren, im 1. Obergeschoss barocke Stuckdecken, tiefe Kellergewölbe unter dreiläufiger Treppe, Tonnengewölbe aus Bruchstein, großer, langgestreckter „Saal“ unter der Eingangshalle, der geschlossene Hof dreiseitig umbaut durch zweigeschossige Putzbauten mit Granitgewänden, einfaches Kranzgesims. | 08957885 |
| Weitere Bilder                          | Wohnhaus in Ecklage und in geschlossener Bebauung | Fürstenplatz 10 (Karte)                   | 18. Jahrhundert                                        | langgestreckter barocker Putzbau mit Segmentbogenportal, Tordurchfahrt zum Hof an der Fleischergasse, prägender Bestandteil der Bebauung um den Fürstenplatz, baugeschichtliche und städtebauliche Bedeutung. Erdgeschoss massiv, segmentbogiger Türstock aus Granit mit Keilstein, aufgeputzte Fenstergewände, Obergeschoss Fachwerk, verputzt, mit profilierten Windbrettern, Schieferwalmdach mit zwei Reihen weichgedeckter, stehender Dachgauben, Seitenflügel mit rundbogiger Tordurchfahrt. | 08957890 |
|                                         | Aussichtsturm (Köhlerturm) und Teil eines Gasthauses auf dem Gleesberg | Gleesbergstraße 42 (Karte)                | bez. 1898 (Aussichtsturm)                              | alte Ortslage Neustädtel, benannt nach dem Schneeberger Lehrer Ernst Köhler, Gründer des Erzgebirgsvereins, Zeugnisse mit landschaftsbildprägender und ortshistorischer Bedeutung. Aussichtsturm: dreigeschossig, geböschtes Erdgeschoss aus Granitquadern, 2. Obergeschoss aus gelbem Klinker, rundbogige Tür- und Fensteröffnungen mit Sandsteingewänden und historischen Fenstern, Gurt- bzw. Kranzgesims auf Konsolen aus Sandstein, Aussichtsplattform modern verglast, über der Tür rundes Metallrelief von Johann August Ernst Köhler, Gründer des Erzgebirgsvereins, Gaststätte: zweigeschossiger Klinkerbau mit erhöhtem Eckbauteil, Rundbogenfenster, Gliederung durch Gurtbänder in gelbem Klinker, flachgeneigte Satteldächer bzw. Zeltdach mit weitem Dachüberstand und gesägtem Traufkonsolbalken nach Kriegsbeschädigungen Turm etwas vereinfacht wieder hergestellt. | 08958067 |
| Weitere Bilder                          | Denkmal für die Gefallenen des Ersten Weltkrieges | Goethestraße (Karte)                      | 1929                                                   | expressionistisches Zeugnis mit ortshistorischer und künstlerischer Qualität. über flachem, rundem Stufensockel dreiseitige, prismatisch eingefärbte Muschelkalkstele, ergänzte Schrifttafel mit Goldlettern: „Zum Gedenken an die Opfer der beiden Weltkriege 1914–1918/1939–1945“ | 08958009 |
| Weitere Bilder                          | Ehemaliges Amtsgericht (Anschrift: Goethestraße 1) und sogenannter Hungerturm (Anschrift: Joseph-Haydn-Straße 1) | Goethestraße 1 (Karte)                    | bez. 1909–1910                                         | heute Fachhochschule für Angewandte Kunst, Reformstil-Architektur, Zeugnis der infrastrukturellen Stadterweiterung, ortsgeschichtlich und baugeschichtlich bedeutend. stattlicher dreigeschossiger Putzbau auf etwa V-förmigem Grundriss in neobarocken Formen, die Fassade mit flachen Eckrisaliten, der Haupteingang nochmals als Risalit mit Dreiecksgiebel betont, der Sockel mit Granitplatten verkleidet, das Erdgeschoss im Rauputz, Sandsteingewände, das Portal rundbogig mit Agraffe, die Voluten abgerundet, seitlich in erhaltenem Relief die Inschrift „Erbaut in den Jahren 1909/1910“, die beiden Obergeschoss glatt verputzt, mit Lisenengliederung, Sandsteingewände, im Giebel sächsisches Wappen, Walm- bzw. Krüppelwalmdach, bewegte Dachlandschaft, im Hof der sogenannte Hungerturm: rechteckiger Bau mit Eckquaderung, viergeschossig, mit Walmdach, der dreigeschossige Annexbau geputzt mit Fensterfaschen, Krüppelwalmdach. | 08958012 |
| Weitere Bilder                          | Krankenhaus mit Einfriedung und vorgelagertem Park (Gartendenkmal) | Goethestraße 3 (Karte)                    | um 1920 (Krankenhaus)                                  | gut erhaltene, in traditionellen heimatverbundenen Stilformen errichtete Anlage, von ortsgeschichtlicher und bauhistorischer Bedeutung. Einfriedung: Schiefermauer mit Zaunpfeilern, dazwischen Holzlattenzaun, die Mauer und Pfeiler jeweils mit Abdeckplatten, Hauptbau: Sockel Schiefer, zwei Geschosse verputzt, zum Hof eine Reihe von hohen Rundbogenfenstern, die Hauptfassade mit vorgelagertem Eingang, kleine Treppe, originale Tür, darauf Terrasse, darüber halbrunder Vorbau, schieferverkleidet und durchfenstert, Kegeldach, die Eingangshalle mit originaler Eichenholztreppe und -pfeiler, das 3. Obergeschoss und der lange Dachhecht verschiefert, ebenso das Satteldach, bewegte Dachlandschaft, die Seitengebäude: eines zweigeschossig, verputzt, Satteldach mit Dachhecht, Schiefer, Wohnhaus und Garagen: zweigeschossiger Putzbau, im hohen Erdgeschoss für Krankenwagen korbbogige Toreinfahrt mit Holzflügeln und halbrunde Fenster, Obergeschoss mit flachem Kastenerker auf Konsolen, bauzeitliche Fenster, Giebel verschiefert, Satteldächer mit Schieferdeckung, ab 1947 Bergarbeiter-Krankenhaus der Wismut, vorher Heilstätte. | 08958016 |
| Weitere Bilder                          | Einzeldenkmale der Sachgesamtheit Schneeberger Revier: Huthaus und angebaute Kaue sowie Halde (siehe auch Sachgesamtheit 09301518) | Greifberg 16 (Karte)                      | um 1780                                                | ortsbildprägende Zeugnisse des einzigen erhaltenen Tageschachts in der Innenstadt Schneebergs, bergbaugeschichtlich von Bedeutung. Silbererzabbau ab 1504, Hauptbetriebszeit der Fundgrube von 1722 bis um 1825. Huthaus: erbaut um 1780, zweigeschossiger Ausbau nach Wagenbreth/Wächtler 1990, S. 218, um 1830, Erdgeschoss massiv und verputzt, Fenstergröße verändert, Obergeschoss Fachwerk, verbrettert, Fenstergröße verändert, Giebelflächen verkleidet, Satteldach mit Dachhäuschen. Kaue: erbaut um 1780, eingeschossiger Massivbau aus Bruchsteinmauerwerk/Ziegel, am südwestlichen Giebel des Huthauses anschließend, Satteldach. Halde: Haldenaufschüttung des einzigen Tageschachts im Innenstadtgebiet Schneebergs, am Talhang von der Straße nach Osten hin abfallend. | 08957990 |
|                                         | Wohnhaus in geschlossener Bebauung | Große Badergasse 1 (Karte)                | 2. Hälfte 19. Jahrhundert                              | zeittypische Putzfassade, charakteristisches Dekor des 19. Jahrhunderts, baugeschichtliche Relevanz. zweigeschossiger Putzbau mit gründerzeitlicher Fassadendekoration: im Erdgeschoss um Fenster und Tür; Arkadengliederung mit profilierten Flachbögen und Pilastern, profiliertes Gurtgesims, im Obergeschoss profilierte Granitgewände mit geraden Bedachungen, Fenstersohlbänke auf Konsolen, Satteldach mit neuem Dachausbau. | 08957968 |
|                                         | Wohnhaus in geschlossener Bebauung | Große Badergasse 2 (Karte)                | 1. Hälfte 18. Jahrhundert, Kern älter                  | Putzbau mit Tordurchfahrt, stattlicher Bestandteil der barocken Stadtbebauung, mit bauhistorischem Wert. zweigeschossiger Bruchsteinbau, verputzt, Fenster mit Granitgewände und korbbogiger Laibung, segmentbogiger Türstock mit Ohrung und geschweiftem Schlussstein, Einfahrt und rechter Raum kreuzgratgewölbt mit Gurtbögen, profiliertes Traufgesims, Mansardgiebeldach mit stehenden Dachgauben. | 08957972 |
|                                         | Wohnhaus in halboffener Bebauung | Große Badergasse 3 (Karte)                | 2. Hälfte 18. Jahrhundert                              | charakteristisches Beispiel barocker Stadtbebauung, mit bauhistorischer Bedeutung. zweigeschossiger Putzbau mit leicht vortretendem Mittelrisalit, in Zwerchhaus übergehend, einfache Putzgewände um Fenster und Tür, Haustür mit Oberlicht, Fenster und Türen erneuert, Mansardgiebeldach, verschiefert, stehende Dachgauben. | 08958138 |
|                                         | Wohnhaus in offener Bebauung | Große Badergasse 12 (Karte)               | bez. 1830                                              | Obergeschoss Fachwerk verschiefert, Korbbogenportal, zeit- und landschaftstypisches Gebäude, baugeschichtlich von Bedeutung. Erdgeschoss massiv, verputzt, Granitgewände, Korbbogentürportal mit Schlussstein, Obergeschoss Fachwerk, verschiefert, originale Fenstergrößen, Giebel Schiefer, Krüppelwalmdach mit stehenden Dachhäuschen. | 08957969 |
| Weitere Bilder                          | Kirche St. Georg und St. Martin mit Ausstattung, Kirchhof mit Einfriedung | Grüner Platz (Karte)                      | 1. Hälfte 13. Jahrhundert                              | alte Ortslage Griesbach, maßgebliche Zeugnisse der historischen Dorfstruktur Griesbachs, mit baukünstlerischer sowie bauhistorischer und ortsgeschichtlicher Qualität. Einfriedung aus Bruchsteinmauer mit Holzschindeldeckung. | 08958071 |
| Direkt Bild zu diesem Denkmal hochladen | Kriegerdenkmal für die Gefallenen des Ersten Weltkrieges | Grüner Platz (Karte)                      | Nach 1918                                              | Ortsgeschichtliche Bedeutung, grob behauener Granitmonolith mit Flachrelief eines Eisernen Kreuzes und eines Stahlhelms, polierte Namenstafel aus Granit | 09307447 |
|                                         | Wohnstallhaus eines Dreiseithofes | Grüner Platz 3 (Karte)                    | Anfang 18. Jahrhundert                                 | alte Ortslage Griesbach, Obergeschoss Fachwerk, hofseitig Fachwerkkonstruktion mit Kopfstreben und profilierter Schwelle, mit bauhistorischer Relevanz. Erdgeschoss massiv, verändert, Obergeschoss zweiriegeliges Fachwerk, verblattet, Fenster leicht vergrößert, mit verblatteten Kopfbändern, profilierte Schwelle mit konsolenartigen Stirnhölzern, Giebel durch liegende Fenster verändert und verbrettert, Satteldach, Schieferdeckung. | 08958063 |
|                                         | Ehemalige Schule, heute Wohnhaus | Grüner Platz 6 (Karte)                    | bez. 1826                                              | alte Ortslage Griesbach, Obergeschoss Fachwerk, wesentlicher Bestandteil des Dorfzentrums, baugeschichtliche und ortsgeschichtliche Bedeutung. Erdgeschoss aus Bruchsteinmauerwerk, verputzt, Granitfenstergewände, korbbogiger Türstock mit bezeichnet Keilstein aus Granit, Obergeschoss Fachwerk, verkleidet, mit Aborterker, Fenster leicht vergrößert, Krüppelwalmdach mit stehenden Dachgauben. | 08958070 |
| Weitere Bilder                          | Methodistische Kirche | Gymnasialstraße 4 (Karte)                 | 1951–1952, im Kern älter                               | Saalbau mit Dachreiter, Beispiel für Kirchenbau zur DDR-Zeit in Anlehnung an traditionelle Stilelemente, im Kern ein neogotischer Kirchenbau des späten 19. Jahrhunderts, baugeschichtlich und ortsgeschichtlich von Bedeutung. kleine Saalkirche mit Rauputz, Flachbogenfenster mit Faschen, Sprossenfenster, teils mit Farbglas, die Fassade mit eisernen Zierankern und großem Kreuz geschmückt, tief eingeschnittenes Portal mit hölzerner Kassettentür, traditionelles Satteldach (Schieferdeckung) mit oktogonalem Dachreiter und geschweifter Dachhaube, stehende Dachgauben, im Chor Farbglasfenster, erbaut 1896 als Kapelle, 1945 ausgebrannt, Wiederaufbau und Umbau 1951/52, Einweihung 1953. | 08957992 |
|                                         | Wohnhaus in offener Bebauung | Gymnasialstraße 6 (Karte)                 | um 1900                                                | zeittypische Klinkerfassade, baugeschichtliche Bedeutung. zweigeschossiger Kubus in rotem Klinker, Fenstergewände in gelbem Klinker mit Formsteinen, jeweils zwei Fenster gekoppelt, Zahnschnitt-Kranzgesims, Mansardwalmdach mit Dacherker, stehende Dachgauben. | 08957994 |
|                                         | Wohnhaus in offener Bebauung | Gymnasialstraße 7 (Karte)                 | um 1900                                                | zeittypische Klinkerfassade, von baugeschichtlicher Bedeutung. zweigeschossiger Kubus auf Granitpolygonsockel, abwechslungsreiche Gliederung der Fassade in gelbem und rotem Klinker, Ecklisenen, Zahnschnitt, unter den Fenstern vorgeblendete Balustrade, Fassadenstaffelung, Zahnschnitt-Kranzgesims, Mansarddach, Schieferdeckung, mit Dachgauben. | 08957993 |
| Weitere Bilder                          | Schule mit Turnhalle, Einfriedung und Vorgarten | Gymnasialstraße 11 (Karte)                | bez. 1889–1891                                         | zeittypische Klinkerfassade, reich gegliederter Repräsentationsbau des Historismus, erbaut als Gymnasium, heute Berufliches Schulzentrum, mit ortsgeschichtlicher und bauhistorischer sowie baukünstlerischer Qualität. über granitverkleidetem Souterraingeschoss zweigeschossiger Klinkerbau mit weit vortretendem Mittelbau, Betonung durch reiche historistische Sandsteingliederung wie Ecknutung, genutete Lisenen, Fenstergewände und Gesimse, zentraler Aufsatz mit Schuluhr, hohe Mansarddachhaube, Seitenflügel einfacher gestaltet durch Sandstein-Gurtbänder, dekorative Metall-Zuganker und segmentbogige Fensterstürze aus zweifarbigem Klinker, Konsolkranzgesims, Walmdächer mit stehenden Dachgauben, von Säulen getragenes Kreuzgratgewölbe im Vestibül und Granitsäulen mit Terrazzoboden in der Halle mit historistischem Treppenhaus mit Balustergeländer, bauzeitlicher Eingangstür, Turnhalle als eingeschossiger Klinkerbau mit Lisenengliederung und flach geneigtem Walmdach, Einfriedung aus bauzeitlichem Metallzaun mit Granitpfosten, großes Gartengrundstück mit altem Baumbestand. | 08957999 |
|                                         | Villa | Gymnasialstraße 12 (Karte)                | um 1895                                                | Klinkerbau in gutem Originalzustand, Beispiel bürgerlicher Wohnformen, mit bauhistorischer Relevanz. über Hangsockel zweigeschossiger Klinkerbau mit Gliederung durch geputzte Ecklisenen, gusssteinerne Fenstergewände und auskragendes Konsolgesims, Gurtbänder aus glasiertem Klinker, hölzerne Veranda, flachgeneigtes Walmdach. | 08958000 |
|                                         | Villa | Gymnasialstraße 14 (Karte)                | um 1895                                                | stattlicher Bau mit malerischen Schweizerstil-Elementen, von bauhistorischem sowie straßenbildprägendem Wert. über hohem, geböschtem Sockelgeschoss aus Granitpolygonalmauerwerk zweigeschossiger Putzbau mit schmalen Risaliten an den Schaufassaden, Gliederung durch Gurtbänder und historistische Fenstergewände aus Gussstein, hohe Risalitgiebel mit Ziergespärre und reich gesägte Zierbretter, Treppenhaus turmartig durch Zierfachwerk-Aufsatz unter Spitzhaube überhöht, Drempelbereich unter weitem Dachüberstand mit hölzernen Zierstützen, malerische Dachlandschaft mit stehenden Dachgauben. | 08958001 |
|                                         | Villa mit Einfriedung | Gymnasialstraße 15 (Karte)                | um 1910                                                | repräsentatives Gebäude zwischen Reformstil und Neobarock, Zeugnis großbürgerlichen Wohnens, baugeschichtlich von Bedeutung. eingeschossiger Putzbau auf verwinkeltem Grundriss, hoher bossierter Sandsteinsockel, Fassaden konvex vorschwingend mit glatt geputzter Lisenengliederung und hohen Fenstertüren, davor originale Balkongitter, verglaste Rotunde aus Säulen, malerische, abwechslungsreiche Dachlandschaft, Mansardwalmdach, Wandbrunnen halbkreisförmig vorspringend, darauf Putti und verschiedene Meerestiere, originale Eingangstür, darüber kassettierte Tonne, Zimmertüren mit Bleiverglasung, im Treppenhaus originale Eichenholztreppe mit verzierten Balken, ehemals durch Oberlicht belichtet, im ehemaligen Herrenzimmer Kassettendecke, im Salon Stuckdecke, kleiner Wandbrunnen mit originalen grün glasierten Fliesen. Einfriedung: bossierte Granitmauer mit Torpfeilern | 08958003 |
| Weitere Bilder                          | Einzeldenkmal in der Sachgesamtheit Stadtpark: Pavillon (heute Voliere) – (siehe auch Sachgesamtheit 09301580) | Hartensteiner Straße (Karte)              | 1. Hälfte 20. Jahrhundert (Pavillon)                   | stadtbildprägend und ortshistorisch von Bedeutung. Park mit altem Baumbestand, Pavillon auf queroblongem Grundriss als einstöckiger Putzbau, segmentbogige bzw. hochrechteckige Fenstergewände aus Porphyr, Fenster auf drei Seiten mit vorspringenden Maschendraht-Volieren verbaut, chinois geschwungene Kupfer-Dachhaube mit Zierknauf. | 08958013 |
| Weitere Bilder                          | Sachgesamtheit Stadtpark, mit folgendem Einzeldenkmal: Pavillon (heute Voliere) – (siehe auch Einzeldenkmal 08958013) sowie Parkanlage (Gartendenkmal) | Hartensteiner Straße (Karte)              | um 1900 (Park)                                         | landschaftlich gestalteter Parkbereich, mit gartenkünstlerischer, stadtbildprägender und ortshistorischer Bedeutung. Park mit altem Baumbestand | 09301580 |
|                                         | Wohnhaus in offener Bebauung | Hartensteiner Straße 8 (Karte)            | um 1905                                                | Putzbau mit Fachwerk-Elementen, Gebäude im malerischen Historismus, mit ortsbildprägender und bauhistorischer Bedeutung. im Hang stehender zweigeschossiger Putzbau mit Fenstergewänden aus Kunststein, korbbogige Ladenöffnungen mit bauzeitlichen, gesprossten Oberlichtern, vortretender Risalit mit Zierfachwerk, bauzeitliche Fenster mit Ziersprossung, verschiefertes Krüppelwalmdach mit Schleppgauben und Dacherker. | 08958007 |
|                                         | Ehemalige Turnhalle, später Kino | Hartensteiner Straße 11 (Karte)           | um 1900                                                | stattlicher Klinkerbau mit Formen des Späthistorismus, seit den späten 1920er Jahren Kino, baugeschichtlich und ortsgeschichtlich von Bedeutung. der Hauptbau zweigeschossig auf Granitpolygonsockel, Granitfreitreppe, flacher Mittelrisalit zu drei Achsen, über dem Eingang und über dem Mittelrisalit je ein Dreiecksgiebel, Deutsches Band zwischen Erdgeschoss und 1. Obergeschoss, Wechsel von orangem und rotem Klinker mit Formsteinen, Rundbogenfenster mit geputzten Schlusssteinen, Walmdach, Saal eingeschossig mit hohen Rundbogenfenstern, dazwischen Lisenengliederung, Kranzgesims. | 08958005 |
|                                         | Ehemalige Fabrik mit Wohnhaus | Hartensteiner Straße 17 (Karte)           | um 1890 (Fabrik)                                       | Klinkerbau, ehemalige Spitzenproduktionsfirma, ortshistorisch und baugeschichtlich von Bedeutung. dreiteiliger Baukörper mit zweigeschossigem Kopfbau auf Granitpolygonsockel, Wechsel von gelbem und rotem Klinker, zweiachsiger Mittelrisalit mit Drillingsrundbogenfenster im Drempel, Ecklisenen, Blendbögen aus rotem Klinker, der Fabrikteil mit großen Flachbogenfenstern, zweigeschossig, mit Lisenengliederung, ebenfalls Blendbögen, der abschließende schmale Quertrakt (Versand) zweigeschossig, in ähnlicher Gliederung, Naturdach. | 08958010 |
|                                         | Gasthaus | Hartensteiner Straße 37 (Karte)           | um 1905                                                | Zeugnis der spätkaiserzeitlichen Freizeitkultur, im Kontext mit dem Stadtpark stehend, ortshistorisch von Bedeutung. lang gezogener Bau im Reformstil auf bossiertem Granitsockel, kleine Freitreppe, hohes Souterraingeschoss, das Erdgeschoss verputzt, mit eingeschnittener Loggia, Zierfachwerk, farbige Bleiglasfenster mit Schützenmotiven und tanzenden Paaren, Mansarddach mit Laterne. | 08958132 |
|                                         | Wohnhaus | Höhenblick 3 (Karte)                      | 1. Hälfte 19. Jahrhundert                              | alte Ortslage Griesbach, Obergeschoss Fachwerk, Bestandteil der historischen Ortsstruktur, baugeschichtlich von Bedeutung. Erdgeschoss massiv, Kastenfenster mit Schlagläden, hölzerner Windfang, Obergeschoss Fachwerk verbrettert, Giebel verbrettert, Satteldach. | 08958061 |
|                                         | Wohnhaus eines Zweiseithofes | Höhenblick 6 (Karte)                      | 18. Jahrhundert oder älter                             | alte Ortslage Griesbach, Obergeschoss strebenreiches Fachwerk, Zeugnis der alten Ortsstruktur, mit bauhistorischer Relevanz. Erdgeschoss massiv, zum Teil Stampflehmwände bis Kämpferhöhe und Ziegel- und Bruchsteinstürze, verändert, Obergeschoss zweiriegeliges Fachwerk, Fenster leicht vergrößert, traufseitig verbrettert, Giebel verkleidet, im Innern Lehmdecken und Reste einer Schwarzen Küche unter Ziegelgewölbe. | 08958060 |
| Weitere Bilder                          | Ehemaliges Kulturhaus einer Wismut-Siedlung (später Kaserne) | Hundshübler Straße (Karte)                | 1950er Jahre                                           | alte Ortslage Neustädtel, Beispiel für neoklassizistisches Bauen der 1950er Jahre, baugeschichtlich von Bedeutung. lang gezogener Baukörper mit stattlichem fünfachsigem, zweigeschossigem Mittelrisalit, dieser mit profiliertem Dreiecksgiebel, Kolossalpilastergliederung, die eingeschossigen Seitenbauten ebenfalls mit Pilastergliederung, Satteldach. | 08958094 |
|                                         | Gasthof in offener Bebauung | Hundshübler Straße 2 (Karte)              | 1845                                                   | alte Ortslage Neustädtel, zeittypischer Putzbau, ortshistorische Bedeutung. traufständiger, zweigeschossiger Putzbau mit fünf Achsen, zentraler Eingang mit zweiflügeliger Tür mit Oberlicht, darüber profilierte Türbedachung, profiliertes Kranzgesims, Krüppelwalmdach, Schieferdeckung, im Innern: Granittürgewände, Schwarze Küche, im Entree originaler Granitfußboden, gewölbte Treppe. | 08958095 |
| Weitere Bilder                          | Ehemaliges Amtsgericht (Anschrift: Goethestraße 1) und sogenannter Hungerturm (Anschrift: Joseph-Haydn-Straße 1) | Joseph-Haydn-Straße 1 (Karte)             | bez. 1909–1910                                         | heute Fachhochschule für Angewandte Kunst, Reformstil-Architektur, Zeugnis der infrastrukturellen Stadterweiterung, ortsgeschichtlich und baugeschichtlich bedeutend. stattlicher dreigeschossiger Putzbau auf etwa V-förmigem Grundriss in neobarocken Formen, Fassade mit flachen Eckrisaliten, der Haupteingang nochmals als Risalit mit Dreiecksgiebel betont, Sockel mit Granitplatten verkleidet, das Erdgeschoss im Rauputz, Sandsteingewände, Portal rundbogig mit Agraffe, Voluten abgerundet, seitlich in erhaltenem Relief die Inschrift „Erbaut in den Jahren 1909/1910“, die beiden Obergeschoss glatt verputzt, mit Lisenengliederung, Sandsteingewände, im Giebel sächsisches Wappen, Walm- bzw. Krüppelwalmdach, bewegte Dachlandschaft, im Hof der sogenannte Hungerturm: rechteckiger Bau mit Eckquaderung, viergeschossig, mit Walmdach, der dreigeschossige Annexbau geputzt mit Fensterfaschen, Krüppelwalmdach. | 08958012 |
|                                         | Wohnhaus in offener Bebauung | Karl-Marx-Straße 1 (Karte)                | um 1920                                                | alte Ortslage Neustädtel, Holzhaus in Fertigteilbauweise, baugeschichtlich von Bedeutung. mit Wangenmauern und zwei Treppen in grob bossiertem Granitmauerwerk, Sockel Granitquader, sonst eingeschossig auf verwinkeltem Grundriss, Eingangsvorbau mit originaler Tür mit Zackenornamentik, Eckverkämmung, originaler großer Balkon an Giebelseite, Schubfensterläden, gesägte Zierwindbretter am Giebel, Hirschgeweih, bewegte Dachlandschaft, Krüppelwalmdach, Schieferdeckung. | 08958034 |
| Weitere Bilder                          | Einzeldenkmale der Sachgesamtheit: Kirche Zu Unserer Lieben Frauen mit Ausstattung, Kirchhofseinfriedung und Grufthaus der Familie Gerber sowie FIR-Gedenktafel und Gedenkstein für die Opfer des Faschismus, Friedhofseinfriedung mit Toranlage an der Marienstraße und Aufbahrungshalle | Karlsbader Straße                         | im Kern 15. Jahrhundert (Kirche)                       | alte Ortslage Neustädtel, gotische Saalkirche mit polygonalem Chor, Nordturm und der Familiengruft Gerber, wesentliche Bestandteile der Siedlungsstruktur Neustädtels, mit kunsthistorischer, baugeschichtlicher und ortshistorischer Bedeutung. Kirche, einfacher quadratischer Putzbau mit Zeltdach, segmentbogige Öffnung mit schlichtem Metallgitter, im Innern Gruftanlage mit Metalldeckel, Kirchhofseinfriedung als unverputzte Bruchsteinmauer, Einfriedung der Friedhofserweiterung von 1890: Ziegelmauer mit überhöhten Pfosten, Toranlage mit einschwingenden Klinkermauern über Granitsockel, Pfosten mit geputzten Bändern und Abdeckungen, Mittleres Metalltor und zwei seitliche Durchlässe erneuert, Parentationshalle: schlichter eingeschossiger Klinkerbau unter Walmdach, Fassadengliederung durch einzelne Sandsteintafeln mit Datierung. | 08958100 |
| Weitere Bilder                          | Sachgesamtheit Kirche Schneeberg-Neustädtel Zu unserer lieben Frauen und Friedhof, mit folgendem Einzeldenkmal: Kirche, Kirchhofseinfriedung und Grufthaus der Familie Gerber sowie FIR-Gedenktafel und Gedenkstein für die Opfer des Faschismus, Friedhofseinfriedung mit Toranlage an der Marienstraße und Aufbahrungshalle (siehe auch Einzeldenkmale 08958100) sowie der Kirchhof und die Friedhofserweiterung (Gartendenkmal) | Karlsbader Straße (Karte)                 | im Kern 15. Jahrhundert (Kirche)                       | alte Ortslage Neustädtel, gotische Saalkirche mit polygonalem Chor und Nordturm, wesentliche Bestandteile der Siedlungsstruktur Neustädtels, mit kunsthistorischer, baugeschichtlicher und ortshistorischer Bedeutung. Schlichter quadratischer Putzbau mit Zeltdach, segmentbogige Öffnung mit schlichtem Metallgitter, im Innern Gruftanlage mit Metalldeckel, Kirchhofseinfriedung als unverputzte Bruchsteinmauer, Einfriedung der Friedhofserweiterung von 1890: Ziegelmauer mit überhöhten Pfosten, Toranlage mit einschwingenden Klinkermauern über Granitsockel, Pfosten mit geputzten Bändern und Abdeckungen, Mittleres Metalltor und zwei seitliche Durchlässe erneuert, Parentationshalle: schlichter eingeschossiger Klinkerbau unter Walmdach, Fassadengliederung durch einzelne Sandsteintafeln mit Datierung. | 09306229 |
|                                         | Ehemaliger Gasthof in offener Bebauung (heute Wohnhaus), mit Anbau und seitlicher Stützmauer | Karlsbader Straße 9 (Karte)               | 18. Jahrhundert                                        | alte Ortslage Neustädtel, Obergeschoss Fachwerk verkleidet, Segmentbogenportal, weitgehend authentisch erhaltener Bestandteil der historischen Ortsbebauung in Bahnhofsnähe, baugeschichtlich und ortsgeschichtlich von Bedeutung. traufständig, bossierter Granitsockel, Erdgeschoss massiv, Granitgewände, Schlagläden, originale Tür, flachbogiges Türgewände mit Schlussstein, Obergeschoss Fachwerk, verschiefert und verkleidet, originale Fenstergrößen, hohes Krüppelwalmdach, am Anbau (Stallscheune) in Schiefer mit stehenden Dachgauben, Ende 19. Jahrhundert zur Neustädtler Straße im Schweizerstil erweitert, Putzfaschen, original durchgefärbter Putz, Dachüberstand, Heiste: Bruchsteinmauer mit Granitplatten als Abdeckung. | 08958024 |
| Weitere Bilder                          | Lokschuppen eines Bahnhofes | Karlsbader Straße 11 (neben) (Karte)      | um 1880                                                | alte Ortslage Neustädtel, ehemals in funktionalem Zusammenhang mit dem Bahnhof Schneeberg-Neustädtel (siehe Neustädtler Straße 29), mit verkehrsgeschichtlicher Bedeutung. eingeschossiger Putzbau mit großer rundbogiger Einfahrt und zweiflügeligem Holztor, flachgeneigtes Satteldach mit Überstand und gesägten Pfetten und Sparren. | 08958027 |
|                                         | Wohnhaus in offener Bebauung und in Ecklage | Karlsbader Straße 18 (Karte)              | 1. Hälfte 19. Jahrhundert                              | alte Ortslage Neustädtel, Obergeschoss Fachwerk verputzt, charakteristisches Gebäude in Fachwerkkonstruktion, mit straßenbildprägender und bauhistorischer Relevanz. Erdgeschoss massiv, Fenster verändert mit hölzernen Schlagläden, Obergeschoss Fachwerk, verputzt, Fenster in historischer Größe, Satteldach, Giebelseite verschiefert. | 08958025 |
|                                         | Wohnhaus in offener Bebauung und in Ecklage | Karlsbader Straße 21 (Karte)              | 2. Hälfte 18. Jahrhundert                              | alte Ortslage Neustädtel, Zeugnis von älterer Fachwerkbauweise im städtischen Kontext, mit bauhistorischer Bedeutung. Erdgeschoss massiv und verändert (ehemals Umgebinde), Ecke abgefast, Obergeschoss Fachwerk auf profilierter Schwelle, Fenster in historischer Größe, Giebel verschiefert, Krüppelwalmdach. | 08958079 |
|                                         | Wohnhaus, daran angebautes Seitengebäude und rückwärtige Hofmauer eines Bauernhofes | Karlsbader Straße 23 (Karte)              | Ende 18. Jahrhundert                                   | alte Ortslage Neustädtel, Wohnhaus mit Fachwerk-Obergeschoss und Segmentbogenportal, markante Reste der historischen Ortsbebauung, von baugeschichtlicher Bedeutung. Wohnhaus: Erdgeschoss massiv und verputzt, Fenster verändert, Granittürstock mit Ohren und Schlussstein, Kreuzgratgewölbe mit Gurtbögen, Obergeschoss Fachwerk, heute aufgebrettert, über profilierter Schwelle Krüppelwalmdach mit stehenden Dachgauben, Giebel verkleidet, Stall: zweigeschossiger Putzbau mit Gewölben im Erdgeschoss, Krüppelwalmdach, Scheune: einfaches Ziegelgebäude, verputzt, historische Holztore, Satteldach, Hofmauer aus unverputztem Bruchsteinmauerwerk. | 08958081 |
|                                         | Wohnhaus in halboffener Bebauung | Karlsbader Straße 27 (Karte)              | im Kern wohl 1848                                      | alte Ortslage Neustädtel, mit Laden, historisierender Putzbau, beachtlich durch aufwändige Fassadengliederung mit Kolossalpilastern, baugeschichtlich von Bedeutung. dreigeschossiger Putzbau mit Kolossalpilastern mit Kompositkapitellen, im Erdgeschoss profilierte flachbogige Fenstergewände aus Porphyrtuff, profilierte seitliche Pilaster, Gurtgesims, die Obergeschoss mit Rundbogenfenstern, in der Mitte des Baus zwei Nischen übereinander mit Skulpturen (Justitia und Hermes), flaches Satteldach. | 08958125 |
|                                         | Wohnhaus in offener Bebauung und in Ecklage | Karlsbader Straße 35 (Karte)              | Anfang 18. Jahrhundert                                 | alte Ortslage Neustädtel, Obergeschoss Fachwerk, wegen seines hohen Alters denkmalwert, baugeschichtlich und straßenbildprägend von Bedeutung. Erdgeschoss massiv, neuer Putz, noch ein Granitgewände, Obergeschoss rundum Fachwerk mit K-Streben und Wilder-Mann-Figur, Wärmedämmung, rückseitig ein Teil des Obergeschosses vorkragend (Aborterker?), verschiefert, Satteldach Schiefer. | 08958126 |
|                                         | Wohnhaus in offener Bebauung, ehemals Schmiede | Karlsbader Straße 38 (Karte)              | 18. Jahrhundert                                        | alte Ortslage Neustädtel, Obergeschoss Fachwerk verkleidet, stattliches Zeugnis des vorindustriellen Handwerks in Fachwerkbauweise, mit baugeschichtlicher und ortshistorischer Bedeutung. Erdgeschoss massiv und verputzt, Kreuzstockfenster mit einfachen Putzfaschen, Obergeschoss Fachwerk, verputzt, Fenster mit hölzerner Rahmung in Originalgröße, weites Satteldach, Giebel verkleidet. | 08958083 |
|                                         | Wohnhaus in halboffener Bebauung | Karlsbader Straße 39 (Karte)              | um 1875                                                | alte Ortslage Neustädtel, gut dekorierte Putzfassade, Beispiel gründerzeitlicher Marktbebauung in Neustädtel, mit bauhistorischer Qualität. zweigeschossiger Putzbau, Erdgeschoss mit Toreinfahrt und historischer Tür, Gurtgesims, ehemaliger Mitteleingang zugesetzt, Obergeschoss Gliederung durch kunststeinerne Fenstergewände, Brüstungsfelder mit Reliefs in Kunststein, Pilaster und Gesims, Zwerchhaus geglättet, Satteldach. | 08958108 |
|                                         | Wohnhaus in geschlossener Bebauung | Karlsbader Straße 41 (Karte)              | um 1800                                                | alte Ortslage Neustädtel, Obergeschoss Fachwerk verputzt, breitgelagertes Zeugnis kleinstädtischer Fachwerk-Architektur, mit bauhistorischer Relevanz. Erdgeschoss massiv, verputzt und verändert, Obergeschoss Fachwerk, verputzt, mit hölzernen Fensterumrandungen, zum Teil vierflügelige Kreuzstockfenster, profilierte Traufe, Mansardgiebeldach mit zwei Reihen stehender Dachgauben, historische Eingangstür. | 08958077 |
|                                         | Wohnhaus in halboffener Bebauung und in Ecklage | Karlsbader Straße 43 (Karte)              | 18. Jahrhundert                                        | alte Ortslage Neustädtel, Obergeschoss Fachwerk, baugeschichtlich von Bedeutung. zweigeschossiger Putzbau, Erdgeschoss Bruchsteine, Gurt- und Kranzgesims, Obergeschoss Fachwerk, zwei Doppelfenster, feine profilierte Fensterbedachung im Holzrahmen integriert, steiles Satteldach Schiefer, mit stehenden Dachgauben. | 08958127 |
|                                         | Wohnhaus in offener Bebauung | Karlsbader Straße 50 (Karte)              | um 1800                                                | alte Ortslage Neustädtel, Obergeschoss Fachwerk verputzt, Segmentbogenportal, Zeugnis der historischen Ortsstruktur, mit baugeschichtlicher Qualität. über Hakengrundriss Erdgeschoss massiv und verputzt, Granittürstock mit Ohrung und Keilstein, Ladeneinbau in rechter Haushälfte mit drei segmentbogigen Schaufenstern in scharrierten Gewänden, Erdgeschoss links der Tür mit Fenstern in historischer Größe, Obergeschoss Fachwerk, verputzt, mit Fenstern in historischer Größe, Giebelseite verkleidet, Krüppelwalmdach mit zwei Reihen stehender Dachgauben. | 08958084 |
|                                         | Wohnhaus in offener Bebauung | Karlsbader Straße 60 (Karte)              | Mitte 18. Jahrhundert                                  | alte Ortslage Neustädtel, charakteristisches Beispiel traditioneller Fachwerkbauweise, mit bauhistorischer Bedeutung, bildet mit Lindenauer Straße 2 städtebaulichen Abschluss des Neustädtler Marktes. Erdgeschoss massiv, durch Ladeneinbauten beeinträchtigt, stichbogiger Türstock aus Granit mit Profilierung und Keilstein, im Niveau tiefer liegend große rundbogige Einfahrt mit Granitgewände und hölzernen Torflügeln, Obergeschoss Fachwerk, nach Sanierung unter aufgenageltem Fachwerk verborgen, Fenster leicht vergrößert, Krüppelwalmdach mit Schleppgaube. | 08958105 |
|                                         | Wohnhaus in halboffener Bebauung | Karlsbader Straße 63 (Karte)              | um 1870                                                | alte Ortslage Neustädtel, reich dekorierte Putzfassade, zeittypisches Beispiel gründerzeitlicher Wohnarchitektur in kleinstädtischem Umfeld, baugeschichtlich von Bedeutung. zweistöckiger Putzbau mit flachem zweiachsigem Mittelrisalit unter Dachhaus, Gliederung im Obergeschoss durch reiche Brüstungsfelder mit Relief- und Fensterverdachungen aus Kunststein, Palmettenfries als Traufgesims, Dachhaus mit „laufendem Hund“, Satteldach mit gründerzeitlichen Standgauben, historische Haustür. | 08958111 |
|                                         | Wohnhaus in geschlossener Bebauung | Karlsbader Straße 64 (Karte)              | 1. Hälfte 19. Jahrhundert                              | alte Ortslage Neustädtel, charakteristisches Zeugnis kleinstädtischer Marktbebauung, von bauhistorischer Qualität. zweigeschossiger Putzbau von sieben Achsen, steinerne Fenstergewände im Erdgeschoss, Fassadengliederung durch feine Putznutung und Gurtgesimse, Mittelachse durch Wandvorlage und genutete Lisenen betont, Satteldach mit stehenden Dachgauben. | 08958074 |
|                                         | Gasthaus mit Saal sowie Fleischerladen mit Ladeneinrichtung | Karlsbader Straße 65 (Karte)              | um 1905                                                | alte Ortslage Neustädtel, Putzfassade stilistisch zwischen Späthistorismus und Reformstil, mächtiges Zeugnis spätgründerzeitlicher Gastronomiearchitektur, stadtbildprägend, Fleischerladen mit originalen Jugendstilfliesen und Glasdecke, weitgehend authentisch erhalten, mit ortsgeschichtlicher und bauhistorischer Qualität. über rohem Granitquadersockel zwei- bzw. dreistöckiger Putzbau, Gasträume mit Rundbogenfenstern, Eingang mit bauzeitlicher Tür, im Obergeschoss Saal mit Empore, zweiachsiger flacher Mittelrisalit, Rundbogenfenster, Dreiecksgiebel mit Lisenengliederung und Zierkugeln, mächtiges Krüppelwalmdach mit Lüftungslaterne. | 08958112 |
| Weitere Bilder                          | Postmeilensäule | Karlsbader Straße 67 (vor) (Karte)        | bez. 1725                                              | alte Ortslage Neustädtel, Kopie eines Viertelmeilensteins, verkehrsgeschichtlich von Bedeutung. Kopie eines Viertelmeilensteins aus Granit mit der Reihennummer 45 mit verschiedenen Inschriften und dem Posthornzeichen. Die Säule gehörte wahrscheinlich zur Poststraße nach Eibenstock, war nach 1800 vermauert und wurde nach 1980 erneuert und in einem bepflanzten Rondell wieder aufgestellt (stand ursprünglich auf der Höhe nach Zschorlau zu). Im Jahre 1722 begann im Kurfürstentum Sachsen die Aufstellung der Kursächsischen Postmeilensäulen. Kurfürst Friedrich August I. wollte hierdurch ein zeitgemäßes Verkehrs- und Transportleitsystem im Kurfürstentum aufbauen, um Handel und Wirtschaft zu fördern. Er beauftragte mit Generalvollmacht Magister Adam Friedrich Zürner (1679–1742) mit der Durchführung. Das System der Postmeilensäulen umfasste Distanzsäulen, Viertelmeilensteine, Halb- und Ganzmeilensäulen. Die Distanzsäulen sollten in den Städten vor den Stadttoren, später nur auf den Marktplätzen aerrichtet werden. Entlang der Poststraßen wurden Viertelmeilensteine, Halb- und Ganzmeilensäulen aufgestellt. Sie erhielten eine fortlaufende Nummerierung (Reihennummer), beginnend vom Anfang der Vermessung. Die Ganzmeilensäulen wurden außerhalb der Städte an den Poststraßen im Abstand von 1 Meile (= 9,062 km) aufgestellt. Die Distanzsäulen waren mit dem Monogramm „AR“ für „Augustus Rex“, dem kursächsisch und polnisch-litauischen Doppelwappen sowie der polnischen Königskrone gekennzeichnet. Die Ganzmeilen-, Halbmeilensäulen und Viertelmeilensteine waren alle ähnlich beschriftet, alle trugen kein Wappen, aber das Monogramm „AR“. Die Entfernungsangaben erfolgten in Wegestunden (1 Stunde= ½ Postmeile = 4,531 km). Dieses Meilensystem war das erste europäische Verkehrsleitsystem. Der hier dargestellten Säule kommt als Teil des überregional bedeutenden Postwegesystems eine hohe verkehrsgeschichtliche Bedeutung zu. Kopie eines Viertelmeilensteins aus Granit mit der Reihennummer 45m verschiedenen Inschriften und dem Posthornzeichen, ca. 140 cm hoch, nach 1980 erneuert und in einem bepflanzten Rondell wieder aufgestellt (Originalstück im Schneeberger Museum). | 08955671 |
| Weitere Bilder                          | Pfarrhaus mit angebautem Seitengebäude | Karlsbader Straße 69 (Karte)              | 18. Jahrhundert                                        | alte Ortslage Neustädtel, stattlicher Fachwerkbau, mit baugeschichtlicher und ortshistorischer Qualität. über Hakengrundriss Erdgeschoss massiv, verputzt, steinerne Fenstergewände, zum Teil mit historischer Vergitterung, gerader Granittürstock mit Ohrung, ohne Keilstein, Obergeschoss Fachwerk, verschiefert, historische Fenster leicht vergrößert, Giebel verkleidet, mächtiges Satteldach mit zwei Reihen stehender Dachgauben, angesetzter Wirtschaftsflügel mit Krüppelwalmdach. | 08958101 |
| Weitere Bilder                          | Schulgebäude | Karlsbader Straße 71 (Karte)              | 2. Hälfte 19. Jahrhundert                              | alte Ortslage Neustädtel, zeittypischer Putzbau, Bestandteil eines Schulensembles nahe der Kirche, Gebäude mit baugeschichtlicher und ortshistorischer Relevanz. dreigeschossiger Putzbau mit zwei Eingängen über Freitreppen an der Vorderseite, Erdgeschoss mit rundbogigen Porphyr-Fenstergewänden (gestrichen), umlaufendes geometrisches Zierfries zwischen Erdgeschoss und 1. Obergeschoss, seitlich zwei segmentbogige Toreinfahrten, die Obergeschoss mit rechteckigen Porphyr-Fenstergewänden (gestrichen), flachgeneigtes Walmdach In der DDR-Zeit war das Haus die Pestalozzi-Grundschule. | 08958055 |
| Weitere Bilder                          | Denkmal für Christian Friedrich Brendel (Brendelstein) | Karlsbader Straße 71 (bei) (Karte)        | 1937                                                   | alte Ortslage Neustädtel, einfacher Gedenkmonolith für den in Neustädtel geborenen Bergingenieur Christian Friedrich Brendel (1776–1861), einen der bedeutendsten sächsischen Bergbautechniker, von ortshistorischer Bedeutung. Granitmonolith mit Relief von Schlägel und Eisen und Inschrift „Christian Friedrich Brendel – geboren 26. Dezember 1776 im Huthaus zu Peter u. Paul – gestorben 20. November 1861 in Freiberg – Er arbeitete sich vom schlichten Bergknappen zum hervorragenden Kunstmeister des sächs. Bergbaues empor“. 1937 an der Schindlerhalde aufgestellt, 1949 im Zuge des Wismut-Bergbaus (drohte vom Abraum verschüttet zu werden) auf den Topfmarkt umgesetzt, 1956 vor der Pestalozzi-Schule in Neustädtel aufgestellt. | 08958099 |
|                                         | Wohnhaus eines ehemaligen Dreiseithofes | Karlsbader Straße 84 (Karte)              | 1. Hälfte 19. Jahrhundert                              | alte Ortslage Neustädtel, mit Fachwerk-Obergeschoss, Fachwerk zum Teil auch im Erdgeschoss, zeittypisches Beispiel ländlicher Bauformen in städtischem Kontext, baugeschichtlich von Bedeutung. über hohem Hangsockel aus Plänermauerwerk Erdgeschoss massiv und verputzt, Granitfenstergewände, an rechter Gebäudeecke Fachwerk-Blockstube, verputzt, im Obergeschoss zweiriegeliges Fachwerk, verputzt, mit Fenstern in historischer Größe, zur Hofseite vorkragend (Aborterker?) und verbrettert, Giebelseite verkleidet, Krüppelwalmdach. | 08958075 |
|                                         | Wohnhaus und Torbogen eines Bauernhofes | Karlsbader Straße 86 (Karte)              | um 1800                                                | alte Ortslage Neustädtel, Obergeschoss Fachwerk verkleidet, ortsbildprägendes Beispiel ländlicher Bauformen in städtischem Kontext, baugeschichtlich von Bedeutung. | 09306230 |
| Weitere Bilder                          | Kantorat in geschlossener Bebauung, mit Heiste | Karlsbader Straße 87 (Karte)              | 2. Hälfte 19. Jahrhundert                              | alte Ortslage Neustädtel, schlichtes Beispiel kleinstädtischer Bebauung, mit ortsgeschichtlicher und bauhistorischer Bedeutung. über Sockel und Zugangsheiste aus Granitquadern und -pflaster zweistöckiger Putzbau, Erdgeschoss mit segmentbogigem Tür- und Fenstergewänden aus Porphyr, im Obergeschoss geputzte Gewände mit Porphyr-Sohlbänken, gründerzeitliche Haustür mit Metall-Ziervergitterung, Satteldach mit stehenden Dachgauben, Kasten-Doppelfenster mit Sechsfachsprossung. | 08958103 |
|                                         | Wohnhaus in offener Bebauung und in Ecklage, mit Einfriedung | Karlsbader Straße 90 (Karte)              | bez. 1828                                              | alte Ortslage Neustädtel, Obergeschoss Fachwerk verkleidet, Segmentbogenportal, Bestandteil der ländlich geprägten Ortsstruktur, baugeschichtlich von Bedeutung. auf hohem Sockel im Hanggrundstück, Erdgeschoss teils Fachwerk, verputzt, teils massiv, Granittürgewände mit Schlussstein, Obergeschoss Fachwerk, verputzt, Giebel Schiefer, profiliertes Kranzgesims, Krüppelwalmdach Schiefer, stehende Dachgauben, Einfriedung: niedrige Granitbruchsteinmauer mit verputzten Zaunpfeilern und Holzzaun. | 08958128 |
|                                         | Wohnhaus in halboffener Bebauung und Nebengebäude einer Schmiede | Karlsbader Straße 94 (Karte)              | 18. Jahrhundert                                        | alte Ortslage Neustädtel, weitgehend original erhaltenes Fachwerkgebäude in zentraler Lage, baugeschichtlich von Bedeutung. Wohnhaus: Gneissockel, Erdgeschoss massiv, neu verputzt, Obergeschoss Fachwerk, verputzt, Schwelle vorkragend, zum Hof Obergeschoss vorkragend, Reste einer Blockstuben-Innenwand, hohes, steiles Satteldach, Nebengebäude: eingeschossiger Putzbau mit Granitgewänden, originale Fenster, Hofpflasterung. | 08958050 |
|                                         | Wohnhaus in geschlossener Bebauung | Karlsbader Straße 108 (Karte)             | Ende 19. Jahrhundert                                   | alte Ortslage Neustädtel, mit Laden (vermutlich Gaststätte), Klinkerfassade, Beispiel gründerzeitlicher Stadterneuerung, mit bauhistorischer Relevanz. über Granitsockel zweigeschossiger Klinkerbau, Gliederung durch große Erdgeschoss-Stichbogenfenster mit Keilsteinen und Putzbossierung, Deutsches Band, Kunststeinfenstergewände zum Teil unter Verdachungen, Gurtbänder und -gesimse, Konsol-Kranzgesims, vierachsiges Dachhaus unter kleinem Ziergiebel, stehende Dachgauben, Satteldach. | 08958104 |
|                                         | Wohnhaus in geschlossener Bebauung | Karlsbader Straße 110 (Karte)             | Ende 19. Jahrhundert                                   | alte Ortslage Neustädtel, Klinkerfassade, Bestandteil der gründerzeitlichen Bebauung Neustädtels, baugeschichtlich von Bedeutung. sechsachsiger, zweigeschossiger Klinkerbau auf Granitquadersockel, flacher zweiachsiger Mittelrisalit mit Dachausbau, Gliederung durch mehrfarbigen Klinker, profilierte Steingussgewände, im Erdgeschoss unter den Fenstern je fünf Baluster, Gurt- und Kranzgesims, Satteldach mit zwei kleinen Dachgauben. | 08958133 |
|                                         | Wohnhaus in offener Bebauung | Kasernengäßchen 2 (Karte)                 | um 1800                                                | eingeschossiger Putzbau, zum Teil verbrettert, wohl Bergarbeiterhaus, von sozialgeschichtlicher Bedeutung. kleiner eingeschossiger Bau, Fachwerk, verputzt, drei Granittreppenstufen vor der Haustür, Satteldach. | 08957940 |
|                                         | Einzeldenkmal der Sachgesamtheit Schneeberger Revier: Stolln einschließlich Mundloch (siehe auch Sachgesamtheit 09301518) | Katharinenweg 4 (ggü.) (Karte)            | 1842–1845 aufgewältigt                                 | alte Ortslage Neustädtel, von bergbaugeschichtlicher und ortshistorischer Bedeutung. Stolln: 1842–1845 aufgewältigt, um die Fundgrube Weißer Hirsch (vgl. Objekt 08958028, 08958029 und 08958032) mit Aufschlagwasser zu versorgen (Stolln begann am Kunstrad im Türkschacht, vgl. Objekt 08958581), nach Fertigstellung der Auffahrung 1845 erfolgte teils eine Ausmauerung in Bruchstein, teils eine Ausziegelung (rundbogig bzw. elliptisch). Mundloch: am Hang, elliptisches Bruchsteingewölbe mit großem Schlussstein, an dieses schloss sich ein Kunstgraben zum Wassergöpel der Fundgrube Weißer Hirsch an. | 08958014 |
|                                         | Holzbalkendecke im Erdgeschoss eines Wohnhauses | Kesselplatz 3 (Karte)                     | 2. Hälfte 17. Jahrhundert (Holzbalkendecke)            | baugeschichtlich von Bedeutung. mit Farbresten, Gebäude selbst kein Denkmal. | 09302217 |
|                                         | Wohnhaus in halboffener Bebauung und in Ecklage | Kesselplatz 5 (Karte)                     | Kern 1. Hälfte 18. Jahrhundert                         | weitgehend authentisch erhaltener Putzbau, ehemals Segmentbogenportal, Fassade zum Teil historisierend umgestaltet, mit baugeschichtlicher Bedeutung. zweigeschossiger Putzbau, im Erdgeschoss noch drei Granitgewände, das korbbogige Türportal mit Schlussstein zum Fenster, zugesetzt, der Giebel im Erdgeschoss mit Putznutung, im Obergeschoss Putzgliederung, profilierte Fensterbedachungen, florales Kranzgesims, Walmdach mit zwei Dacherkern, Schieferdeckung. | 08957953 |
| Weitere Bilder                          | Wohnhaus in Ecklage und offener Bebauung, langer Anbau zum Frauenmarkt, mit seitlicher Einfriedungsmauer und Toreinfahrt | Kirchgasse 2 (Karte)                      | um 1720                                                | Putzbau mit Segmentbogenportal, wesentlicher Bestandteil der barocken Stadterneuerung, mit bauhistorischer und ortsbildprägender Qualität. zweigeschossiger Putzbau über abgewinkeltem Grundriss, geohrter Türstock aus Granit mit Schlussstein, steinerne Fenstergewände mit Holzläden, im Innern kreuzgratüberwölbter Flur, Walmdach, Schieferdeckung, stehende Dachgauben, unverputzte Bruchsteinmauer mit granitenem Torgewände und Schlussstein. | 08957852 |
| Weitere Bilder                          | Wohnhaus in offener Bebauung mit rückwärtigem Anbau sowie seitliche Einfriedungsmauer | Kirchgasse 4 (Karte)                      | 1. Hälfte 18. Jahrhundert                              | Putzbau mit Segmentbogenportal, Zeugnis der barocken Stadterneuerung, Besitzer war eine Zeit lang Carl Schumann, der Bruder des Komponisten Robert Schumann, der zwischen 1826 und 1847 hier oft zu Gast war, baugeschichtlich und ortsgeschichtlich von Bedeutung. zweigeschossiger Bruchsteinmauerwerkbau mit granitenen Fenstergewänden und historischen Fenstern, stichbogiger Granittürstock mit Schlussstein, profiliertes Traufgesims, Mansardgiebeldach, Schieferdeckung, mit zwei stehenden Dachgauben, Anbau: über Sockelgeschoss im Erdgeschoss massiv, mit steinernen Fenstergewänden, Obergeschoss Fachwerk, verputzt, Satteldach verschiefert, Grundstücksgrenze als Trockenmauer aus Bruchstein, Granitpfeiler und Holzbalkenzaun. | 08957924 |
|                                         | Wohnhaus in geschlossener Bebauung | Kirchgasse 5 (Karte)                      | Kern 18. Jahrhundert                                   | schmaler Putzbau mit Segmentbogenportal, wesentlicher Bestandteil der barocken Stadterneuerung, mit bauhistorischer und ortsbildprägender Qualität. schmaler zweigeschossiger Massivbau, segmentbogig geohrter Türstock aus Granit, gestrichen, einfache steinerne Fenstergewände, Mittelfenster im 1. Obergeschoss wie Türstock geohrt und stichbogig mit Keilstein, einachsiges Dachhaus mit geohrtem Segmentbogenfenster und angelehmten Schleppgauben, Mansardgiebeldach. | 08957853 |
| Weitere Bilder                          | Ehemaliges Pfarrhaus in offener Bebauung und in Ecklage | Kirchgasse 7 (Karte)                      | bez. 1749                                              | ortshistorische Bedeutung, wichtiger Teil der Kirchplatzbebauung. zweigeschossiger Kubus mit Granitgewänden, verputzt, Eckquaderung, Sandsteintürportal (neu) mit Schlussstein, bezeichnet 1749 CMB, Walmdach Schiefer mit stehenden Dachgauben, ein Giebeldreieck verbrettert. | 08957920 |
|                                         | Wohnhaus in offener Bebauung und in Ecklage | Kirchplatz 2 (Karte)                      | Mitte 18. Jahrhundert                                  | Obergeschoss Fachwerk verkleidet, Teil der Kirchplatzbebauung, schlichtes zeittypisches barockes Gebäude, baugeschichtlich von Bedeutung. zweigeschossiger Putzbau, teils massiv, teils Fachwerk (auch im Erdgeschoss), Putzfaschen, Giebel verkleidet, Mansarddach mit Schopf, Schieferdeckung, Wand-Öffnung-Verhältnis original. | 08957926 |
|                                         | Wohnhaus in halboffener Bebauung | Kirchplatz 3 (Karte)                      | 1. Hälfte 19. Jahrhundert                              | Obergeschoss Fachwerk verkleidet, Teil des alten Siedlungsgebietes „Am Gehänge“, baugeschichtliche Relevanz. kleines Wohnhaus, Porphyrgewände mit Zahnschnitt, Erdgeschoss massiv, Obergeschoss Fachwerk, verkleidet, Satteldach. | 08957906 |
|                                         | Wohnhaus in offener Bebauung | Kirchplatz 5 (Karte)                      | um 1800                                                | Obergeschoss Fachwerk verkleidet, charakteristischer Bestandteil einer ehemaligen Webersiedlung zu Füßen der Stadtkirche, baugeschichtlich von Bedeutung. Erdgeschoss massiv, zum Teil hölzerne Fenstergewände, hölzerne Fensterläden, Obergeschoss Fachwerk, verbrettert, Giebelseite verschiefert, Walmdach mit Schieferdeckung, Schleppgauben. | 08957908 |
|                                         | Wohnhaus in offener Bebauung | Kirchplatz 6 (Karte)                      | 1. Hälfte 19. Jahrhundert                              | Obergeschoss Fachwerk verbrettert, Bestandteil der offenen Kirchplatzbebauung, von bauhistorischer Bedeutung. Erdgeschoss massiv, Fenster in originaler Größe, Obergeschoss Fachwerk, verbrettert, Giebeldreiecke und Satteldach verschiefert. | 08957909 |
| Weitere Bilder                          | Ehemalige Kaserne (heute Wohnhaus in offener Bebauung), mit Einfriedungsmauer | Kirchplatz 9 (Karte)                      | um 1720                                                | stattlicher Putzbau mit schönem barocken Portal, militärgeschichtliches Zeugnis der Stadt, ortsgeschichtliche Bedeutung. stattlicher zweigeschossiger Hauptbau mit elf Achsen, verputzt, Granitgewände, barockes Türportal mit Ohrungen und großem Schlussstein mit Monogramm, stark profiliertes Gesims, Mittelrisalit zu fünf Achsen mit profilierter Ädikula, dort Okulus, Mansarddach mit Gauben, die Anbauten ein- und zweigeschossig, verputzt, Granitgewände, Satteldach, Schieferdeckung, Kreuzgratgewölbe in der Eingangshalle, Hofpflasterung alt, Umfassungsmauer und Torpfeiler neu errichtet. | 08957918 |
| Weitere Bilder                          | Wohnhaus in Ecklage und in offener Bebauung | Kirchplatz 11 (Karte)                     | 1899                                                   | historisierende Putz-Klinker-Fassade, im Keller ehemals die Preißsche Mineralwasserfabrikation, im Stadtgebiet seltenes Beispiel repräsentativer Gründerzeitbebauung, mit bauhistorischer Qualität. über Granit-Hangsockel und zwei Kellergeschossen (in einem ehemals die Mineralwasserherstellung) zweigeschossiger Massivbau mit verbrochener Ecke und flachen, zweiachsigen Risaliten, Erdgeschoss verputzt, mit Ecknutung und segmentbogigen Fensterrücklagen, historische Eingangstür, profiliertes Gurtgesims, Obergeschoss klinkerverkleidet, geputzte Ecklisenen und Fenstergewände, spätklassizistische Fensterverdachungen und Brüstungsfeldfüllungen aus Kunststein, profiliertes Kranzgesims, Risalite durch Dacherker und Dachhelme mit kleiner Gaupe überhöht, Eckrisalit unter geschwungener Dachhaube mit erneuerter Wetterfahne, Mansarddach, Schieferdeckung, mit kleinen stehenden Dachgauben. | 08957922 |
|                                         | Pfarrhaus in offener Bebauung | Kirchplatz 12 (Karte)                     | 18. Jahrhundert und älter                              | Putzbau mit Segmentbogenportal und Mansarddach, Bestandteil der Kirchplatzbebauung, ortshistorische Bedeutung. schlichter zweigeschossiger Putzbau, neues Porphyrtürportal mit Schlussstein, profiliertes Kranzgesims, Mansarddach mit Dachhecht und Gauben, im Innern korbbogige Fensterlaibungen, Kellereingang mit Holztür. | 08957919 |
|                                         | Wohnhaus in halboffener Bebauung | Kirchplatz 13 (Karte)                     | 1. Hälfte 18. Jahrhundert                              | Putzfassade mit barockem Portal, Bestandteil der Kirchplatzbebauung, mit stadtbildprägender und bauhistorischer Qualität. zweigeschossiger Putzbau mit geputzten Fenstergewänden, korbbogiger Türstock aus Granit mit Keilstein und Verdachung, profiliertes Traufgesims, Dachhaus mit gekuppeltem Fenster und Okulus im Dreiecksgiebel, Mansardgiebeldach mit zwei Reihen stehender Dachgauben, im Erdgeschoss gebustes Sterngewölbe in der Eingangshalle und über ehemaliger Schwarzer Küche. | 08957923 |
| Weitere Bilder                          | Kirche (mit Ausstattung) | Kirchplatz 16 (Karte)                     | 1516-1540                                              | eine der wichtigen spätgotischen Hallenkirchen Sachsens, kunsthistorisch, landschaftsbildprägend und baugeschichtlich von Bedeutung. | 08957907 |
|                                         | Wohnhaus in offener Bebauung (ohne Anbau) | Kleine Badergasse 4 (Karte)               | 1. Hälfte 18. Jahrhundert                              | mit Ladeneinbau, Putzfassade mit Korbbogenportal, weitgehend original erhaltener Barockbau, baugeschichtlich von Bedeutung. zweigeschossiger Putzbau, Granitgewände, profiliertes Portal mit Schlussstein, Ladeneinbau des 19. Jahrhunderts, Mansardwalmdach mit zwei Reihen Dachgauben, im Innern Korbbogenfenstergewände, im Erdgeschoss in einem Raum barocke Stuckdecke. | 08957952 |
|                                         | Wohnhaus in offener Bebauung | Klingelsporn 3 (Karte)                    | Ende 19. Jahrhundert                                   | alte Ortslage Neustädtel, villenartiges Gebäude mit Klinkerfassade, gutes Beispiel gründerzeitlicher bürgerlicher Wohnbebauung, baugeschichtlich von Bedeutung. eingeschossiger Klinkerbau auf verputztem Sockel, Wechsel von orangem, gelbem und schwarzem Klinker, profilierte Steingussgewände, darunter Baluster, flacher Mittelrisalit mit profiliertem Dreiecksgiebel, im Risalit Doppelfenster mit profiliertem Dreiecksgiebel und Kugelaufsätzen, profiliertes Kranzgesims, Mansarddach, Schieferdeckung, mit Gauben. | 08958113 |
|                                         | Fabrik | Kobaltstraße 2 (Karte)                    | bez. 1905                                              | Klinkerbau, markantes Zeugnis zeittypischer Fabrikarchitektur, von ortsbildprägender und bauhistorischer Bedeutung. über Granitquadersockel langgestreckter dreigeschossiger Klinkerbau mit Gliederung durch Lisenen, Segment- bzw. Rundbogenfenster und paarigen Fensterachsen, mächtiger Haupteingang aus Granit, mit jugendstiligen Voluten eingefasst, drei Mittelachsen von Dachhaus mit Korb- bzw. Segmentbogenfenstern und bauzeitlichen Fenstern unter Schweifgiebel bekrönt, flachgeneigtes Satteldach, Kellerfenster bauzeitlich vergittert, seitlich je ein niedrigeres Bauteil, Schornstein über ehemaligem Kesselhaus aus gelbem Klinker. | 08958030 |
| Weitere Bilder                          | Einzeldenkmale der Sachgesamtheit Schneeberger Revier: Huthaus und Ausschlagstube auf kleiner Halde (siehe auch Sachgesamtheit 09301518) | Kobaltstraße 37 (Karte)                   | um 1770                                                | alte Ortslage Neustädtel, bilden zusammen mit ehem. Treibehaus (siehe Kobaltstraße 42) und ehem. Bergschmiede (siehe Kobaltstraße 39) der Fundgrube ein für die Bergbaugeschichte Schneebergs wichtiges und ortsbildprägendes Ensemble, von besonderer bergbaugeschichtlicher, ortshistorischer und baugeschichtlicher Relevanz. Auf dem Gelände der Bergsicherung Schneeberg steht das 1851 erbaute ehem. Wassergöpel- und spätere Dampfgöpel-Treibehaus (vgl. Objekt 08958032), auf der anderen Seite der Kobaltstraße befinden sich die zugehörige Bergschmiede von 1796 (vgl. 08958029) sowie das ehemalige Huthaus mit Ausschlagstube (vgl. Objekt 08958028) der Fundgrube Weißer Hirsch. Ursprünglich befand sich unterhalb des Treibehauses noch ein Pochwerk, dieses musste allerdings bereits 1859 dem Bahnhof Schneeberg-Neustädtel weichen Ensemble auf bzw. neben der großen Halde durchsetzt von Neubauten des seit 1957 hier ansässigen (VEB) Bergsicherung Schneeberg. Huthaus: (siehe Bild) erbaut um 1770 (?, vgl. Wagenbreth/Wächtler 1990, S. 219), 1857 erweitert, zweigeschossiger Putzbau auf Feldsteinsockel, Erdgeschoss massiv, profilierte Granitfenstergewände, teils Winterfenster, leicht zurückspringendes Fachwerk-Obergeschoss, Giebel verschiefert, Satteldach mit Schieferdeckung und stehende Gauben. Ausschlagstube: 1857 errichtet (Scheidebank, vgl. Wagenbreth/Wächtler 1990, S. 78), später in nordöstlicher Richtung erweitert, eingeschossiger Putzbau, teils Gneispläner, teils neu ersetzt, Holztraufe, teils Granitgewände, Krüppelwalmdach. Halde: kleine Schütthalde eines alten Tageschachtes, aufgrund der Anhebung des Straßenniveaus und der straßenseitigen Stützmauer aus Granit nur schwer zu erkennen. Ersterwähnung der Fundgrube Weißer Hirsch 1654 als Kobaltgrube, ursprünglich nur lokale Bedeutung, beginnend mit Ausbau des alten Kunstschachtes zum zentralen Kunst- und Treibeschacht Entwicklung zu einer der bedeutendsten Gruben des Schneeberger Reviers, im Laufe der Betriebszeit stete Vergrößerung des Grubenfeldes durch Konsolidierung mit benachbarten Gruben: 1716 Weißer Hirsch und Kobrich Fundgrube, 1750 Weißer Hirsch samt Catharina Neufang und Elisabeth Fundgrube, 1846 Weißer Hirsch und Himmelfahrt Christi, 1862 Weißer Hirsch samt Georg, Fürstenvertrag und Ledersack, 1862 mit Fürstenvertrag vereinigt, 1880 Zusammenschluss aller großen Schneeberger und Schneeberg-Neustädtler Kobaltgruben zum Schneeberger Kobaltfeld, 1764 Einbau eines Radkunstgezeugs im zentralen Schacht, 1831 Einbau eines weiteren Kunstgezeugs, bald benötigte die Fundgrube Weißer Hirsch mehr Aufschlagwasser für die Kunsträder für den Betrieb der Kunstgezeuge, daher 1847–1851 Aufwältigung des Hahnekräher-Stollns (vgl. Objekt 08958014) sowie 1842–1845 Anlegen eines Kunstgrabens von dessen Mundloch zum Kunst- und Treibeschacht der Fundgrube, 1847–1851 Freilegen einer weitgehend über Tage liegenden alten Kehrradstube, nach dem Vervollständigen des Mauerwerks der Radstube einschließlich der Anlage einer Abzugsrösche dann 1852/1853 Einbau eines neuen Kehrrads (Durchmesser 13,44 m) für die Erzförderung, Beaufschlagung des Kehrrads über eine 1851–1853 angelegte Aufschlagrösche (am Schacht auf 34 m mit Mauerung überwölbt und mit Haldenmassen überstürzt), zudem 1851 Erhöhung der Schachtaufsattelung um 4 m und Neubau des Treibehauses über dem Schacht, 1851/1852 Einbau einer Wassersäulenmaschine im Schacht über dem Marx-Semler-Stolln zum Betrieb eines der beiden Kunstgezeuge (Fallhöhe 67,9 m), dieses 1852 mit zwei Drucksätzen zur Hebung des Grubenwassers über 100 m auf das Niveau des Marx-Semler-Stolln ausgestattet (Drucksätze = Pumpen mit größerer Leistungsfähigkeit, als die herkömmlichen Saug- und Hubpumpen der bisherigen Kunstgezeuge, aufgrund des Drucks aus Eisen gefertigt), neben dem Kehrrad 1857 Einbau eines 14 m hohen Rohres als Aufsatz für das Einfallsrohr der Wassersäulenmaschine, um überschüssiges Wasser auf diese zu leiten, sobald das Kehrrad nicht beaufschlagt wurde, 1862 Einbau einer neuen Wassersäulenmaschine von Friedrich Wilhelm Schwamkrug (1808–1880, sächsischer Oberkunstmeister) zum Betrieb von einem zweiten Kunstgezeuge mit zwei Druck- und fünf Saugsätzen (Förderhöhe 240 m aus dem Tiefsten – also vom Schachtsumpf bis zum Marx-Semler-Stolln, war damit zu diesem Zeitpunkt die stärkste Wassersäulenmaschine des Reviers), 1884/1885 Einbau eines Turbinengöpels (Schwamkrug-Turbine mit Kehrradfunktion und nutzbarer Fallhöhevon 83 m) für die Mannschaftsförderung, erstmals im Erzgebirge in der Fundgrube Weißer Hirsch 1885 versuchsweise, später dann regulär Anwendung einer Bohrmaschine zur Herstellung von Sprenglöchern für das Schießen (= Sprengen mit Schießbaumwolle, später mit Dynamit), 1890/1891 Einrichtung einer Dampfförderanlage als Ersatz des Kehrrades (Förderhöhe inzwischen 406,8 m), 1912 dann Einbau der ersten elektrischen Fördermaschine des Reviers, nach 1945 Nutzung des Kunst- und Treibeschachts (nun als „Schacht 3“ bezeichnet) im Rahmen des Uranerzbergbaus, seit 1957 Standort der (VEB) Bergsicherung Schneeberg, Schacht heute touristisch erschlossen. | 08958028 |
| Weitere Bilder                          | Einzeldenkmale der Sachgesamtheit Schneeberger Revier: Bergschmiede auf kleiner Halde (siehe auch Sachgesamtheit 09301518) | Kobaltstraße 39 (Karte)                   | bez. 1796                                              | alte Ortslage Neustädtel, bilden zusammen mit ehem. Treibehaus (siehe Kobaltstraße 42) und ehem. Huthaus mitsamt Ausschlagstube (siehe Kobaltstraße 37) der Fundgrube ein für die Bergbaugeschichte Schneebergs wichtiges und ortsbildprägendes Ensemble, von besonderer bergbaugeschichtlicher, ortshistorischer und baugeschichtlicher Relevanz. Auf dem Gelände der Bergsicherung Schneeberg steht das 1851 erbaute ehem. Wassergöpel- und spätere Dampfgöpel-Treibehaus (vgl. Objekt 08958032), auf der anderen Seite der Kobaltstraße befinden sich die zugehörige Bergschmiede von 1796 (vgl. 08958029) sowie das ehemalige Huthaus mit Ausschlagstube (vgl. Objekt 08958028) der Fundgrube Weißer Hirsch. Ursprünglich befand sich unterhalb des Treibehauses noch ein Pochwerk, dieses musste allerdings bereits 1859 dem Bahnhof Schneeberg-Neustädtel weichen (vgl. Wagenbreth/Wächtler 1990, S. 230). Das Ensemble auf bzw. neben der großen Halde ist durchsetzt von Neubauten des seit 1957 hier ansässigen (VEB) Bergsicherung Schneeberg. Bergschmiede: bezeichnet 1796, im Kern vmtl. 17. Jahrhundert, zweigeschossig, Erdgeschoss Feldsteine, verputzt, Granittürgewände mit Schlussstein, bezeichnet „CGR 1796“ und mit eingemeißeltem Bergzeichen, Fenster ursprünglich mit Holzläden, Obergeschoss Fachwerk, verbrettert, Schwelle abgefast mit Stirnhölzern, dort Blattsassen der ehemaligen Blockstube sichtbar, nach hinten abgeschleppt, großer Backsteinschornstein mit Deutschem Band als Kronenabschluss, Satteldach, ursprüngliche Innenraumaufteilung: im rechten Gebäudeteil die Schmiedewerkstatt mit freistehendem Herd in der Mitte, linke Hälfte mit Schmiedewohnung, zudem Kammern im Obergeschoss, (evtl. noch Umgebinde vorhanden). Halde: kleine Schütthalde eines alten Tageschachtes. | 08958029 |
| Weitere Bilder                          | Einzeldenkmale der Sachgesamtheit Schneeberger Revier: Treibehaus mit Schacht einschließlich Kehrradstube und Halde einschließlich Haldenstützmauern (siehe auch Sachgesamtheit 09301518) | Kobaltstraße 42 (Karte)                   | 1851/52 (Treibehaus)                                   | alte Ortslage Neustädtel, bilden zusammen mit ehem. Huthaus mitsamt Ausschlagstube (siehe Kobaltstraße 37) und ehem. Bergschmiede (siehe Kobaltstraße 39) der Fundgrube ein für die Bergbaugeschichte Schneebergs wichtiges und ortsbildprägendes Ensemble, von besonderer bergbaugeschichtlicher, ortshistorischer und baugeschichtlicher Relevanz. Treibehaus mit Kesselhausanbau: 1851/1852 über der Schachtaufsattelung errichtet (vgl. Wagenbreth/Wächtler 1990, S. 230), ursprünglich Wassergöpeltreibehaus, 1890/1891 Umbau zum Dampfgöpel unter Wahrung der baulichen Substanz, aber mit Anbau eines Kesselhauses, erhielt um 1937 einen eisernen Seilscheibenstuhl, 1972 Ausbau von technischer Ausstattung und Seilscheibenstuhl, die ursprüngliche Form des Treibehauses mit Wächtertürmchen für die Kunstglocke blieb bis heute bewahrt, allerdings stark saniert – südöstlich Anbau der neuen Bergschmiede (Teil der Sachgesamtheit). zweigeschossiger hoher Bau, Erdgeschoss Bruchsteinmauerwerk, verputzt (ursprünglich in Fachwerk ausgeführt, Obergeschoss später untermauert), Obergeschoss unausgemauertes Fachwerk, verbrettert (gestoßene Bretter mit Leistenverdeckung der Stoßfugen, Traufbretter), Krüppelwalmdach Schiefer, Dachreiter mit rundbogigen Öffnungen (Walmdach), darin Wächterglocke, wetterseitiges Giebeldreieck Schiefer, Erdgeschoss ursprünglich mit Fensterläden, zwei korbbogige Türen, Kesselhausanbau: Putzbau, Schieferdach, hochliegende rundbogige Fenster, ursprünglich mit eisernen Schornsteinrohr, ursprüngliche Innenraumaufteilung: Treiberaum in einer Hälfte des Erdgeschosses, in der anderen Hälfte Treibemaschine, Seilscheiben im Spitzboden, zugehöriger stehender Kessel in Kesselhausanbau, Obergeschoss einräumig, einst mit Werkstatt. Schacht mit Kehrradstube: unter dem Treibehaus, mit gemauerter Kehrradstube im Haldenkörper. Halde: steiler Haldenkörper (Tafelhalde), mit hoher, bossierter Granitmauer (teils auch Schiefer) als Haldenbefestigung. | 08958032 |
|                                         | Wohnhaus (Umgebinde) in offener Bebauung | Kobaltstraße 47 (Karte)                   | 1. Hälfte 18. Jahrhundert                              | alte Ortslage Neustädtel, mit verkleidetem Fachwerk-Obergeschoss, für die Region seltenes Umgebindehaus, Bestandteil der ländlichen Bebauung im verstädterten Kontext, baugeschichtlich von Bedeutung. Erdgeschoss massiv, verputzt, im straßenabgewandten Teil noch profilierte Granitgewände, Obergeschoss vorkragend, Fachwerk verkleidet, originale Fenstergrößen, Satteldach Schiefer, am Giebel zwei Joche Umgebinde (bäuerlich verziert), darunter wohl noch Fachwerk, Fenster mit Holzgewände. | 08958033 |
|                                         | Westliches Wohnhaus, südliches Wohnhaus, nördliches ehemaliges Wirtschaftsgebäude und Keller einer ehemaligen Kurheimanlage | Köhlerweg 1 (Karte)                       | nach 1889                                              | alte Ortslage Neustädtel, zum Kurheim ausgebautes Landgut, bauliche Zeugnisse der von Geheimrat Carl Emil Schwabe, Gründer der Leipziger Allgemeinen Ortskrankenkasse, ins Leben gerufenen Kureinrichtungen, mit ortsbildprägender, sozialgeschichtlicher und ortshistorischer Bedeutung. Wohnhaus (Kernbau): zweigeschossiger Putzbau unter einfachen Schweizerstil-Einflüssen, Fassadengliederung durch profilierte Fenstergewände und umlaufendes Gurtgesims, zweiachsiger Mittelrisalit unter Dachhaus mit einfachem Ziergespärre, flachgeneigtes Satteldach mit Überstand und zentralem Dachreiter unter Zeltdach, Wirtschaftsgebäude: zweigeschossiger Massivbau, verputzt, traufseitig verschiefert, bauzeitliche Fenster und Türen, Fenster im Giebel zum Teil vergrößert, flachgeneigtes Satteldach unter Schweizerstil-Einflüssen mit Überstand, im Innern Gewölbe als Hängekuppeln zwischen Gurtbögen auf Granitpfeilern und Konsolsteinen, Keller: Kernbau und Wirtschaftsgebäude im steilen Hang über hohen Substruktionen aus unverputztem Bruchsteinmauerwerk mit segmentbogigen Toreinfahrten und kleinen Schlitzfenstern, im Innern große parallele Gewölbetonnen, verputzt (ursprünglich zur Aufnahme von Vorräten der ehemals auf wirtschaftliche Unabhängigkeit angelegten Pflegeeinrichtung). inzwischen Altenpflegeheim | 08958066 |
| Weitere Bilder                          | Aussichtsturm | Langenbacher Straße (Karte)               | bez. 1893                                              | Bauwerk auf dem Keilberg mit baugeschichtlicher und ortsgeschichtlicher sowie landschaftsbildprägender Qualität. über hohem Erdgeschoss aus unverputztem Bruchsteinmauerwerk mit über Eck stehenden Strebepfeilern oktogonaler Turmaufbau aus rotem Klinker, Aussichtsplattform hinter Zinnenbalustrade, sandsteinerne Fenstergewände, am 1. April 1899 Umbenennung des Keilbergturms in Bismarckturm und Anbringung eines Bismarck-Reliefs am Turm (Relief im 21. Jahrhundert nicht mehr vorhanden). | 08958044 |
|                                         | Wohnhaus in offener Bebauung | Langgasse 5 (Karte)                       | 1. Hälfte 18. Jahrhundert                              | Obergeschoss Fachwerk verschiefert, Segmentbogenportal, weitgehend authentisch erhalten, baugeschichtliche Bedeutung. Erdgeschoss massiv, Granitgewände, Korbbogen-Türportal mit Schlussstein, originale Tür zweiflügelig, Obergeschoss Fachwerk, Giebel und eine Längsseite verschiefert, teils originale Fenster, Wand-Öffnung-Verhältnis original, Krüppelwalmdach mit Gauben. | 08957928 |
| Weitere Bilder                          | Wohnhaus in offener Bebauung, mit Torpfeilern, terrassiertem Garten (Gartendenkmal) und Brunnen | Langgasse 6 (Karte)                       | 2. Hälfte 18. Jahrhundert                              | palastartiger Bau im klassizistischen Stil, Wohnsitz der Familie Schnorr von Carolsfeld, die im 17./18. Jahrhundert das Hammer- und Hüttenwesen im Erzgebirge prägten, aus der Familie gingen berühmte Maler und Gelehrte hervor; Haus besitzt ortsgeschichtliche, bauhistorische sowie stadtbildprägende Relevanz. zweigeschossiger Putzbau von elf Achsen mit zum Hof vortretendem Mittelbau und flachem dreiachsigem Mittelrisalit über talseitig hohem Bruchsteinmauerwerk-Sockel mit gewölbtem seitlichen Kellereingang und Gewölbekellern, Fenstergewände aus Granit, Eckquaderung, über dem Mittelrisalit Zwerchhäuser unter Dreiecksgiebeln mit Okulus, zum Tal im 1. Obergeschoss Balkon-Konsolsteine, bauzeitliche Eingangstür, Garten zum Tal in zwei Geländestufen mit altem Baumbestand und runder profilierter Brunnenbecken-Einfassung, zwei wuchtige Torpfeiler auf versetztem Grundriss aus verputztem Bruchsteinmauerwerk mit konvexen Granitabschlüssen über Schieferdeckplatten. | 08957961 |
|                                         | Wohnhaus in offener Bebauung | Laubegäßchen 2 (Karte)                    | 1. Hälfte 19. Jahrhundert                              | vermutlich Bergarbeiterhaus, charakteristisches Zeugnis ländlicher Fachwerkbauweise im städtischen Raum, mit bauhistorischer Bedeutung. Wohnhaus auf talseitiger Bruchsteinsubstruktion, Erdgeschoss massiv und verputzt, Fenster mit hölzernen Gewänden, Obergeschoss Fachwerk, verkleidet, Fenster in historischer Größe, Satteldach. | 08958022 |
| Weitere Bilder                          | Garten (Gartendenkmal) mit Pagode (Teehaus) und Toreinfahrt | Laubegäßchen 4 (Karte)                    | 1771–1773                                              | Seltenheitswert als Beispiel für die Chinamode der Barockzeit, gartenkünstlerisch, kunstgeschichtlich und ortsgeschichtlich von Bedeutung. Erhaltener Teil eines Gartens, den Handelsherr Chr. Heinr. Richter am Hang einer Bergwerkshalde errichten ließ, oberhalb des schmiedeeisernen Gartentors drei Bruchsteinterrassen mit schmaler Treppe, über der sich weithin sichtbar das Gartenhaus in Gestalt einer Pagode erhebt, dreibogiges gemauertes Sockelgeschoss mit schönem Holzgatter, beide Obergeschoss aus Holz, die ornamentale barocke Bemalung 1980/81 in Anlehnung an vorhandene Reste wiederhergestellt. | 08958023 |
|                                         | Wohnhaus in offener Bebauung | Lindenauer Straße 2 (Karte)               | 1. Hälfte 18. Jahrhundert                              | alte Ortslage Neustädtel, zeittypisches Beispiel ländlicher Fachwerkbauweise im kleinstädtischen Kontext, mit baugeschichtlicher Relevanz, mit Karlsbader Straße 60 städtebaulicher Abschluss des Neustädtler Marktes. Erdgeschoss massiv, Fenster und Tür verändert, Obergeschoss Fachwerk verputzt, Fenster entsprechend Erdgeschossveränderungen umgeformt, Giebel verkleidet, hohes, verzogenes Schiefer-Krüppelwalmdach mit zwei Reihen stehender Dachgauben. | 08958143 |
| Weitere Bilder                          | Einzeldenkmale der Sachgesamtheit Schneeberger Revier: Bergarbeiterwohnhaus der Fundgrube auf kleiner Halde (siehe auch Sachgesamtheit 09301518) | Lindenauer Straße 12 (Karte)              | 1. Hälfte 19. Jahrhundert (Bergarbeiterwohnhaus)       | alte Ortslage Neustädtel, schlichtes bergbaugeschichtliches Zeugnis in gutem Originalzustand. Schafstall Fundgrube: Ersterwähnung 1500, später mit anderen Gruben konsolidiert, reiche Silberfunde im 16. Jahrhundert, Abbau von Kobalterzen im 17. und 18. Jahrhundert. Wohnhaus: eingeschossiger Massivbau mit Putzgliederung, Graupelputz, Putzfaschen an Tür und Fenstern, Fensterläden, Krüppelwalmdach, Schieferdeckung, mit stehenden Gauben, Einfriedung: Holzstängelzaun, Standort des Hauses, auf der Halde der Schafstall Fundgrube stehend. | 08958119 |
| Weitere Bilder                          | Einzeldenkmale der Sachgesamtheit Schneeberger Revier: Pochwerksgebäude (mit Anbauten), zwei Nebengebäude (Kobaltkammern), Steigerhaus, Kunstgraben einschließlich Abschlag zum Knappschaftsteich und Aufschlagfluter zur Radstube sowie Knappschaftsteich einschließlich Teichdamm, Überlauf mit Schussstrecke und Grundablass mit Mundloch (siehe auch Sachgesamtheit 09301518) | Lindenauer Straße 22 (Karte)              | 1752-1753, später erweitert                            | alte Ortslage Neustädtel, heute Museum, ortsbildprägende Anlage, im Ensemble mit der St. Georgen Hütte (siehe Forststraße 40) sowie dem Unteren Lindenauer Teich zu sehen (siehe Dorfstraße), herausragendes historisches Zeugnis des Schneeberger Bergbaus in sehr gutem Originalzustand, von besonderer bergbaugeschichtlicher Bedeutung sowie von großem Anschauungs- und Erlebniswert. Der Pochwerkskunstgraben erstrecken sich über mehrere Ortsteile/Gemarkungen: OT Schneeberg/Gemarkung Griesbach bzw. Neustädtel (Flurstk. 416, 987/23, 987/7, 987/16, 987/8, 987/22, 986/1, 986/2) und OT/Gemarkung Lindenau (Flurstk. 1545). Das Schneeberger Revier war vom 16. bis 19. Jahrhundert weltgrößtes Fördergebiet für Kobalterze, aus denen man u. a. das berühmte Kobaltblau herstellte, hierzu wurden die von verschiedenen Grubenbetrieben geförderten Erze in Aufbereitungsanlagen (Pochwerke, Erzwäschen) weiterverarbeitet (Zerkleinerung der Erze mit Hilfe von Pochsätzen, danach Trennung von Erz und taubem Gestein durch das Waschen auf sog. Herden), wie bei dem hier vorliegenden, von der 1495 erstmals erwähnten Fundgrube Siebenschlehen betriebenen Pochwerk waren diese Aufbereitungsanlagen zumeist einzelnen Gruben angeschlossen, einige arbeiteten aber auch selbständig in Lohnarbeit, das in den Jahren 1752/1753 errichtete Siebenschlehener Pochwerk ersetzte ein Vorgängerpochwerk und diente zur Aufbereitung von Kobalt-, Silber- und Nickelerzen, bis 1755 wurde zudem eine Kobaltkammer zur Lagerung der Erze aus der Siebenschlehener Fundgrube errichtet, um 1770 kamen weitere Kobaltkammern für die Erze der Gruben Wolfgang Maßen, Sauschwart, Priester und Adam Heber hinzu, Ende des 18. Jahrhunderts erhielt das Pochwerk auch einen Langstoßherd (Pochwerk damit verfahrenstechnisch auch Erzwäsche), Das Kraftwasser zur Beaufschlagung der Wasserräder und das Wäschwasser zum Betrieb der Herde in der Erzwäsche erhielt die Anlage allerdings nicht aus dem unmittelbar oberhalb gelegenen Knappschaftsteich, sondern über den Pochwerkskunstgraben aus dem ca. 600 m talaufwärts gelegenen Unteren Lindenauer Teich/Lindenauer Pochwerksteich (vgl. zu Kunstgraben und Teich Objekt 09306236), in den Jahren 1814–1817 grundlegende Modernisierung, weitere Umbaumaßnahmen 1850–1852 1872 und 1893, 1929 Betriebseinstellung, nach Umbaumaßnahmen zwischen 1942 und 1944 allerdings nochmals Einsatz zur Aufbereitung von Wolframiterzen, 1995 Rekonstruktion als Schauanlage, 2003 Eröffnung als Technisches Museum, Pochwerksgebäude, Erzwäsche, Pochwerksanbau, Radstuben und Wäscheanbauten: erbaut 1752/1753, spätere Anbauten/Erweiterungen, breitgelagerter Bau, Erdgeschoss teils Bruchsteine, teils Fachwerk (Giebel erneuert, Obergeschoss Fachwerk, verbrettert, hohes Krüppelwalmdach, Schieferdeckung, stehende Dachgauben), Gebäudekomplex umfasste Pochwerk, Stoßherdwäsche, nach 1820 Kehrherdwäsche und in den Anbauten von 1872 und 1893 Querstoßherde als Ersatz der Langstoßherde, im Obergeschoss der Erzwäsche ursprünglich Zimmerboden (von Stegbrücke zugänglich) und Wohnung des Pochwerksteigers bis um 1830, das Gebäude dokumentiert heute mit seiner großen Grundfläche (und vor allem der großen Breite) den großen Flächenbedarf der einstigen technischen Ausstattung (Pochsätze und Herde), originale technische Ausstattung nicht erhalten, aber z. T. rekonstruiert, daran angebaut zwei Radstuben mit Wasserzuleitung aus dem Pochwerkskunstgraben: 1850–1852 erbaut, Bruchsteinbauten mit flachem Satteldach, Schieferdeckung, südliche Radstube mit hölzernem Aufschlagfluter zur Beaufschlagung des Wasserrades (Neubau) mit Wasser aus dem Pochwerkskunstgraben. Zwei Nebengebäude: - Kobaltkammer der der Gruben Priester und Adam Heber (jeweils ein Blockhaus): bis 1755 erbaut, aneinander anschließende Blockbauten mit Eckverkämmung, Satteldach, Schieferdeckung, Adam Hebersche Kobaltkammer um 1820 von einem anderen Standort hierher umgesetzt - Kobaltkammern der Gruben Wolfgang Maßen und Sauschwart (erstere 2/3 und letztere 1/3): um 1780 errichtet, langgestreckter Massivbau, verputzt, Krüppelwalmdach, Dachgauben bei Sanierung/Umbau in den 1990er-Jahren ergänzt (zuvor wies das Dach eine Gaube), Steigerhaus: erbaut um 1830, Wohnhaus des Pochwerksteigers/Wäschsteigers des Siebenschlehener Pochwerks, wohnte zuvor im Pochwerk, eingeschossiger Fachwerkbau, ausgebautes DG, mit erhaltener Hutstube, Krüppelwalmdach, Schieferdeckung, Pochwerkskunstgraben einschließlich Abschlag zum Knappschaftsteich und Aufschlagfluter zur Radstube: Speisung aus dem Unteren Lindenauer Teich (vgl. Objekt 09306236), dort Beginn am Grundablass, schmaler Graben mit seitlichem Trockenmauerwerk, teils verröscht, teils verrohrt (1943) im Umfeld des Pochwerks mit Holzabdeckung, endet heute an der Lindenauer Straße, diente zur Wasserversorgung des Siebenschlehener Pochwerks, ursprünglich aber auch des wenig oberhalb gelegenen und (außer Mauerresten und Pochwerksanbau) nicht erhaltenen Gesellschafter Pochwerks, Kunstgraben älter als der 1838 zur Verbesserung der Wasserversorgung angelegte Untere Lindenauer Teich, musste beim Teichbau nachgeröscht und neu ausgemauert werden. Knappschaftsteich (auch bezeichnet als Neuer Teich): unmittelbar nordwestlich des Pochwerk-Komplexes im Tal des Lindenauer Bachs, 1684 künstlich angelegter Stauteich, Teichdamm: Erddamm mit Lehmdichtung und wasserseitiger Tarrasmauer, seitlichem Überlauf mit Schussstrecke (teils Sohlbefestigung mit Steindeckwerk, Uferstützmauern, mündet in Lindenauer Bach/Knappschaftsbach) und Striegelhaus (Neubau aus den 2000er-Jahren) sowie Grundablass mit gemauertem Mundloch, Pochwerksteich, diente der Wasserversorgung eines unterhalb des Siebenschlehener Pochwerks gelegenen, heute nicht erhaltenen weiteren Pochwerks (Rotes Pochwerk der Grube Daniel), das Teichwasser gelangte über den Grundablass in den Lindenauer Bach und von dort aus an einem unmittelbar daneben errichteten Wehr (Pochwerkswehr) in den sog. Danieler Pochwerkskunstgraben. | 08958116 |
|                                         | Wegestein | Lindenauer Straße 22 (vor) (Karte)        | 19. Jahrhundert                                        | alte Ortslage Neustädtel, möglicherweise Maßenstein, Kleinzeugnis der bergbaulichen Vergangenheit, mit wegegeschichtlicher Relevanz. kleiner Granitstein, ca. 50 cm hoch, oben abgerundet, mit eingeschlagenem Schlägel und Eisen und der Nummerierung 10. | 08958040 |
|                                         | Wohnhaus in Ecklage und halboffener Bebauung | Lößnitzer Gasse 2 (Karte)                 | um 1915                                                | Putzbau mit Laden, Reformstil-Architektur, baugeschichtliche Bedeutung. zweigeschossiger Putzbau in barockisierenden Formen, im Erdgeschoss Rundbogenfenster, originaler Ladeneinbau, Hauseingang mit Halbsäulen und Zickzackfries, im Treppenhaus Farbglasfenster, Eckerker mit Zahnschnittgesims im 1. Obergeschoss, profiliertes Gurtgesims, weit heruntergezogenes Mansarddach mit Dacherkern, Schieferdeckung, weitgehend originale Fenster. | 08957896 |
| Weitere Bilder                          | Ehemalige Miederwarenfabrik | Magazinstraße 1 (Karte)                   | bez. 1926                                              | Fassade im steinsichtigen Gneismauerwerk, außergewöhnlich gestalteter Bau in expressionistischer Handschrift, auch Einfluss der Neuen Sachlichkeit, baugeschichtlich von Bedeutung. fünfeinhalbgeschossiger Bau in steinsichtigem Gneismauerwerk, die oberen anderthalb Geschosse zurückgesetzt, an den Schmalseiten zwei vortretende schmale Risalite, die Mauergliederung akzentuiert mittels hochkant gestellter Formate am Fenstersturz, die Gewände in Klinker, Eckquader Granit, horizontale Rhythmisierung der Fassade durch stehende, zu Fünfergruppen zusammengefasste Fenster, an der Traufe Zickzackfries und doppeltes Klinkerband vor dem zurückgesetzten Dachgeschoss, der Eingang mit geschwungener, niedriger Bruchsteinmauer eingefasst, das gotisierende spitzbogige Portal in Klinker, dreifach gestaffelt, seitlich zwei Frauengestalten mit Mieder (Muschelkalk), im Innern zwei Räume mit Kreuzgratgewölben und korbbogigen Fenstergewänden, die ein- bis zweigeschossigen rückwärtigen Anbauten in gleicher Gestaltung, Backstein, verputzt, mit originalen Fenstergittern im Zackenstil. | 08957975 |
|                                         | Wohnhaus in offener Bebauung | Magazinstraße 7 (Karte)                   | 1. Hälfte 19. Jahrhundert                              | eingeschossiger Putzbau mit verschiefertem Giebel, einfaches Arbeiterhaus mit sozialgeschichtlichem Wert. eingeschossiger Bau, im vorderen Bereich massiv und verputzt, Fenster mit hölzernen Läden, im hinteren Teil Fachwerk, verbrettert, Satteldach mit stehenden Dachgauben und verschiefertem Giebel. | 08957973 |
| Weitere Bilder                          | Wohnhaus (Umgebinde) in offener Bebauung | Magazinstraße 9 (Karte)                   | 1687 Dendro                                            | Fachwerkgebäude, frühes Beispiel der regionaltypischen Holzbauweise, seltenes Umgebindehaus mit Blockstube, besondere baugeschichtliche Bedeutung. Erdgeschoss überwiegend Fachwerk mit geschweiften Kopfbändern, verputzt, drei Fensterachsen massiv (19. Jahrhundert), Blockstube, Umgebinde, stark profilierte Schwelle mit Stirnhölzern, Obergeschoss Fachwerk mit K-Streben, Wilder Mann, ein originales Fenster, Giebeldreieck verschiefert, steiles Satteldach, im Innern Balkendecke mit Schiffskehlen im Blockstubenteil. | 08957970 |
| Weitere Bilder                          | Schule, ehemals mit Rathaus | Marienstraße 2a (Karte)                   | um 1895                                                | alte Ortslage Neustädtel, repräsentativer Bau in reicher Neorenaissance als Zeugnis kommunalen Selbstbewusstseins, Architekten: Ludwig & Hülssner, Leipzig, von baugeschichtlichem und ortshistorischem sowie baukünstlerischem Wert. langgestreckter Bau mit vorspringendem Mittelrisalit und Eckturm aus Klinker über Granitsockel, reiche Fassadengliederung durch Eckbossierung, Nutungen, Ecklisenen, Gurtgesimse und -bänder, aufwendige Metall-Zuganker, Fensterrahmungen mit Keilsteinen, offene Vorhalle mit Neustädtler Wappen, Treppengiebel über Mittelrisalit, Eckbekrönungen, bauzeitliche Türen, im Innern Halle mit Kreuzgratgewölbe und Gurtbögen, Granitsäule. | 08958110 |
|                                         | Wohnhaus in offener Bebauung | Marienstraße 10 (Karte)                   | Mitte 19. Jahrhundert                                  | alte Ortslage Neustädtel, Relikt der vorstädtischen ländlichen Bebauung Neustädtels, rückseitig verbretterte Oberlaube, baugeschichtlich von Bedeutung. ländliches Wohnhaus, Erdgeschoss massiv, verputzt, Granittür- und -fenstergewände, originale zweiflügelige kassettierte Haustür mit Oberlicht, Obergeschoss überwiegend Fachwerk, verputzt, originale Fenstergrößen, Krüppelwalmdach. | 08958036 |
| Weitere Bilder                          | Rathaus | Markt 1 (Karte)                           | 1851-1852                                              | platzbeherrschender Bau mit Turm, nach Vorbild italienischer Kommunalpaläste, baugeschichtlich und ortsgeschichtlich von Bedeutung. frei stehender Vierflügelbau, Lisenengliederung der Hauptfassade, der Turm unten quadratisch, oben oktogonal gegliedert, mit Stadtwappen von 1952, über dem Rundbogenportal Sandsteinrelief von 1911/12 (Darstellung der Sage vom ersten Silberfund), nahezu vollständig erhaltene Innengestaltung von 1911/12 mit ornamentaler Stuckdecke, Fliesen, Keramikbrunnen, Holzkassettendecke im Treppenhaus (nach Entwürfen von Josef Goller, Dresden), Farbglasfenster mit Stifterinschriften, Sinnsprüchen, Darstellung verschiedener Gewerke und Abbildung öffentlicher Gebäude, ebenso im Ratssaal, dort großes Wandgemälde mit Bergbaulandschaft von Carl Lange, 1937. erwähnenswert ist das am Turm angebrachte Meißner Glockenspiel. | 08957857 |
| Weitere Bilder                          | Wohnhaus in halboffener Bebauung und in Ecklage | Markt 2 (Karte)                           | 1. Hälfte 18. Jahrhundert                              | mit Segmentbogenportal, Bestandteil der barocken Marktbebauung, baugeschichtliche und städtebauliche Bedeutung. zweigeschossiger Putzbau, schönes Granit-Korbbogenportal mit Schlussstein und originaler zweiflügeliger Tür, Ladeneinbau, noch zwei profilierte Granitfenstergewände, im Obergeschoss Putzfaschen an Fenstern, profiliertes Kranzgesims, Walmdach, Schieferdeckung, Dachgauben. | 08957957 |
|                                         | Wohnhaus in geschlossener Bebauung | Markt 3 (Karte)                           | 16. Jahrhundert (Keller)                               | im Kern seltene Bausubstanz von vor dem Stadtbrand des 18. Jahrhunderts, Fassade historisierend überformt, baugeschichtliche und städtebauliche Bedeutung. zweigeschossiger Putzbau über gewölbten Kellern des Vorgängergebäudes, Fenster und Türen mit Putzgewänden und gründerzeitlichen Konsolen und Verdachungen, schlichter Barocktürstock mit Keilstein aus Granit, Mansardgiebeldach mit zwei Reihen stehender Dachgauben, Schieferdeckung, leicht gebuste Kreuzgratgewölbe im Erdgeschoss. | 08957960 |
| Weitere Bilder                          | Wohnhaus in geschlossener Bebauung | Markt 4 (Karte)                           | um 1720                                                | wertvoller barocker Bestandteil der Marktbebauung, Fassade im 19. Jahrhundert überformt, baugeschichtliche und städtebauliche Bedeutung. stattlicher zweigeschossiger Putzbau mit neun Achsen, zentrales Portal, Granitgewände, Putzfassung an Tür und Fenstern der 1860er Jahre, Mansardgiebeldach mit dreiachsigem Dachausbau, Dachgauben, Schieferdeckung. | 08957838 |
| Weitere Bilder                          | Wohnhaus in geschlossener Bebauung, mit Hofbebauung | Markt 5 (Karte)                           | 1. Hälfte 18. Jahrhundert                              | mit Ladeneinbau, wesentlicher Bestandteil der barocken Marktbebauung, Fassade klassizistisch überformt, von bauhistorischer und städtebaulicher Relevanz. zweigeschossiger Putzbau mit verschiefertem Mansardgiebeldach, mittlere ehemalige Einfahrt mit gebusten Kreuzgratgewölben, Fassadengliederung durch Gurtgesimse und spätklassizistische Fensterverdachungen, zweiachsiges Dachhaus mit Mansarddach, stehende Dachgauben. | 08957910 |
| Weitere Bilder                          | Wohnhaus in geschlossener Bebauung und in Ecklage, mit Hofbebauung | Markt 6 (Karte)                           | um 1720                                                | stattliche mittenbetonte Putzfassade, wesentlicher Bestandteil der barocken Marktbebauung, baugeschichtliche und städtebauliche Bedeutung. | 08957911 |
| Weitere Bilder                          | Wohnhaus in Ecklage und in geschlossener Bebauung | Markt 7 (Karte)                           | um 1915                                                | Reformstil-Architektur, Teil der Marktbebauung, baugeschichtliche und städtebauliche Relevanz. dreigeschossiger Putzbau in Ecklage zur Lößnitzer Gasse, verbrochene Ecke, Gliederung in barockisierenden Formen, vor allem der Treppenbereich teilweise mit originalen Farbglasfenstern, Mansarddach mit Gauben, Schieferdeckung, im rückwärtigen Bereich Dachterrasse. | 08957839 |
|                                         | Wohnhaus in geschlossener Bebauung und Hinterhaus | Markt 8 (Karte)                           | 1. Hälfte 18. Jahrhundert                              | einfacher Bestandteil der barocken Marktbebauung, mit bauhistorischer und städtebaulicher Qualität. dreigeschossiger Putzbau mit Kreuzgratgewölben über dem ehemaligen Hausflur, einfache Fassadengliederung durch Gurtband und Gesims, Putzfaschen, korbbogige Fensterlaibungen, verschiefertes Satteldach mit stehenden Dachgauben. | 08957912 |
|                                         | Wohnhaus in geschlossener Bebauung | Markt 9 (Karte)                           | vermutlich 1. Hälfte 18. Jahrhundert                   | mit Segmentbogenportal, einfacher Bestandteil der barocken Marktbebauung, baugeschichtlich und städtebaulich von Bedeutung. zweigeschossiger Putzbau, segmentbogiger Türstock mit Keilstein, Fenster in historischer Größe mit Holzladen im Erdgeschoss, korbbogige Fensterlaibungen und einfache Putzfaschen, profiliertes Traufgesims, Schiefer-Mansardgiebeldach mit zwei Reihen stehender Dachgauben. | 08957913 |
|                                         | Erdgeschoss und Wendelstein eines Wohnhauses in Ecklage | Markt 10 (Karte)                          | Kern 16. Jahrhundert                                   | denkmalrelevante Reste der vorbarocken Marktbebauung Schneebergs, mit hoher baugeschichtlicher Qualität. Erdgeschoss massiv, Fenster verändert, im Innern Tonnengewölbe, rückseitig Renaissance-Wendelstein in voller Gebäudehöhe, mit Zeltdach. | 08957840 |
|                                         | Ehemaliger Gasthof in Ecklage und halboffener Bebauung, heute Wohnhaus | Markt 11 (Karte)                          | nachträglich bez. 1543, Vorgängerbau                   | stattlicher Putzbau, Mittelrisalit mit Pilastern gegliedert und durch Hirschskulptur betont, wichtiger Teil der barocken Marktbebauung, bauhistorisch, kunstgeschichtlich und städtebaulich von Bedeutung. 1722–1726 für Johann Petzoldt errichtet, dreigeschossiger Putzbau mit Steingewänden, sechs Achsen, Mittelrisalit mit Pilastern gegliedert, stattliches Portal mit Segmentbogen und verkröpftem Gesims, darüber 3/4 plastische Skulptur eines Hirsches, Pilaster ionischer Ordnung, bauzeitliches Zwerchhaus mit Ädikula, darauf stehende Frauenfigur, Mansardgiebeldach, Schieferdeckung. | 08957841 |
|                                         | Wohnhaus in geschlossener Bebauung | Markt 12 (Karte)                          | 1. Hälfte 18. Jahrhundert                              | Bestandteil der barocken Marktbebauung, von bauhistorischer und städtebaulicher Relevanz. dreigeschossiger Putzbau mit flachem Mittelrisalit, einfache Fassadengliederung durch geputzte Faschen und Kolossalpilaster am Risalit, korbbogiges Portal mit anschließenden Kreuzgratgewölben, verschiefertes Mansardgiebeldach mit zwei Reihen stehender Dachgauben. | 08957914 |
|                                         | Wohnhaus in geschlossener Bebauung und in Ecklage, mit Hinterhaus | Markt 13 (Karte)                          | 1. Hälfte 18. Jahrhundert                              | Bestandteil der barocken Marktbebauung, von bauhistorischer Relevanz. zweigeschossiger Putzbau, einfache Fassadengliederung durch Putzfaschen und profiliertes Traufgesims, spätere Schaufenstereinbauten, verschiefertes Mansardgiebeldach mit zwei Reihen stehender Dachgauben, zweigeschossiges Hinterhaus mit Tordurchfahrt. | 08957915 |
|                                         | Wohnhaus in halboffener Bebauung und in Ecklage | Markt 14 (Karte)                          | 18. Jahrhundert                                        | stattlicher Putzbau, Bestandteil der historischen Marktbebauung, von bauhistorischer und städtebaulicher Qualität. dreigeschossiger Putzbau mit steinernen gefasten Fenstergewänden, segmentbogige Tür und Schaufenster, profiliertes Kranzgesims, mächtiges Walmdach, verschiefert, mit stehenden Dachgauben, moderne vierflügelige Fenster mit festem Kämpfer. | 08957916 |
|                                         | Wohnhaus in geschlossener Bebauung, mit Hofbebauung und Hintergebäude | Markt 15 (Karte)                          | um 1720                                                | Vorderhaus mit Segmentbogenportal, Stammsitz der Familie Schnorr von Carolsfeld, die im 17./18. Jahrhundert das Hammer- und Hüttenwesen im Erzgebirge prägten, aus der Familie gingen berühmte Maler und Gelehrte hervor, baugeschichtliche, ortshistorische und städtebauliche Bedeutung. zweigeschossiger Putzbau, profiliertes Türgewände mit Ohrungen, sieben Achsen, originale Würfelfenster, im Erdgeschoss ein Farbglasfenster des 19. Jahrhunderts, Satteldach mit stehenden Dachgauben mit Dreiecksgiebeln, im Innern in der Art eines Hallenhauses mit vom Entree abgehender Treppe, beachtlich der Innenhof mit dreiseitigem Laubengang, teilweise verglast, um 1720, weiterhin viele originale Türen, Treppengeländer, im 1. Obergeschoss Holzrahmen des Alkovens erhalten. | 08957842 |
|                                         | Wohnhaus in geschlossener Bebauung | Markt 16 (Karte)                          | um 1720, später aufgestockt                            | Bestandteil der Marktbebauung, von baugeschichtlicher und städtebaulicher Relevanz. dreigeschossiger Putzbau mit Steingewänden, drei Achsen, Mansardgiebeldach, Schieferdeckung, mit stehenden Gauben, im Innern ein Joch Kreuzgratgewölbe. | 08957843 |
|                                         | Wohnhaus in geschlossener Bebauung | Markt 17 (Karte)                          | um 1720, später aufgestockt                            | Bestandteil der barocken Marktbebauung, mit bauhistorischer und städtebaulicher Relevanz. dreigeschossiger Putzbau mit Kreuzgratgewölben im Erdgeschoss, Erdgeschoss durch Ladeneinbau verändert, einfache Fassadengliederung durch Putzfaschen und Gurtgesims, profiliertes Traufgesims, verschiefertes Mansardgiebeldach mit stehenden Dachgauben. | 08957917 |
|                                         | Wohnhaus in geschlossener Bebauung, mit Hinterhaus | Markt 21 (Karte)                          | um 1720                                                | Bestandteil der Marktbebauung, baugeschichtliche und städtebauliche Relevanz. dreigeschossiger Putzbau mit drei Achsen, im Erdgeschoss Korbbogen, das stark gebuste Kreuzgratgewölbe mit Gurtbögen ruht auf zwei gusseisernen Säulen, profiliertes Gurtgesims, Satteldach, Schieferdeckung, mit stehenden Dachgauben. | 08957844 |
|                                         | Wohnhaus in geschlossener Bebauung | Markt 22 (Karte)                          | 1. Hälfte 18. Jahrhundert                              | stattlicher Putzbau mit Segmentbogenportal, Bestandteil der barocken Marktplatzbebauung von bauhistorischer Qualität. dreigeschossiger Putzbau mit Fassadengliederung durch gemalte Fenstergewände und Gurtgesimse, im Erdgeschoss Eckquaderung aufgeputzt, segmentbogiger Türstock aus Granit mit Keilstein, im Innern des ehemaligen Hausflurs Kreuzgratgewölbe, korbbogige Fensterlaibungen, Mansardgiebeldach mit zwei Reihen stehender Dachgauben. | 08957849 |
|                                         | Wohnhaus in geschlossener Bebauung und in Ecklage, mit Hinterhaus | Markt 24 (Karte)                          | 19. Jahrhundert                                        | klassizistische Putzfassade, Bestandteil der historischen Marktbebauung, mit bauhistorischer und städtebaulicher Relevanz. zweigeschossiger Putzbau, Erdgeschoss verändert, Fassadengliederung durch geputzte Gewände und spätklassizistische Verdachungen, zweiachsiges Dachhaus mit Okulus, Satteldach, Schieferdeckung, mit stehenden Gauben. | 08957850 |
|                                         | Wohnhaus in geschlossener Bebauung | Markt 25 (Karte)                          | um 1720                                                | schmaler Putzbau, Teil der Marktbebauung, baugeschichtlich und städtebaulich von Bedeutung. schmaler dreigeschossiger Putzbau mit Faschen um die Fenster, Ladeneinbau aus Holz, mit originalem Schriftzug der 1920er Jahre, steiles Satteldach, Schieferdeckung, mit übergroßem Dachhäuschen. | 08957845 |
|                                         | Wohnhaus in geschlossener Bebauung | Markt 26 (Karte)                          | um 1720                                                | stattlicher Bau im unteren Marktbereich, baugeschichtliche und städtebauliche Bedeutung. zweigeschossiger Putzbau mit starken Eingriffen im rechten Erdgeschoss-Teil, Gurtgesims, profilierte Fensterbedachung im 1. Obergeschoss, profiliertes Kranzgesims, Zwerchhaus mit Walmdach, sonst Mansardgiebeldach, Schieferdeckung, im Innern Kreuzgratgewölbe, teils mit Gurtbogen. | 08957846 |
|                                         | Wohnhaus in Ecklage und geschlossener Bebauung, Apotheke mit alter Apothekeneinrichtung | Markt 27 (Karte)                          | im Kern 18. Jahrhundert                                | Bestandteil der historischen Marktbebauung mit bauhistorischer Qualität. dreigeschossiger Putzbau mit flachem Risalit und einfacher Gliederung durch geputzte Gewände und Gurtgesims, profiliertes Kranzgesims, mit Mansarddach, stehenden Dachgauben mit geschweiften Ohren, Risalit überhöht mit Dachhaube und vergoldetem Adler, im Innern Sterngewölbe und historische Apothekeneinrichtung, Türblatt im Neobarock. | 08957851 |
|                                         | Wohnhaus in Ecklage und in halboffener Bebauung | Markt 28 (Karte)                          | bez. 1726                                              | Putzfassade mit Eckerker, Bestandteil der barocken Stadtbebauung, mit städtebaulicher und bauhistorischer Relevanz. dreigeschossiger Putzbau mit einfachen Putzgewänden um Fenster und Türen, Erdgeschoss verändert, Gebäudeecke durch zweigeschossigen Kastenerker unter Dreiecksgiebel betont, Erker mit Stuckmedaillons der Datierung und Monogramm in Kartusche, Walmdach mit stehenden Dachgauben. | 08957950 |
| Weitere Bilder                          | Ehemaliger Gasthof in Ecklage und offener Bebauung, mit Nebengebäude und Goethe-Gedenktafel | Markt 29 (Karte)                          | 1. Hälfte 18. Jahrhundert                              | wesentlicher Bestandteil der barocken Marktbebauung, mit ortsbildprägender, ortsgeschichtlicher und bauhistorischer Bedeutung. zweigeschossiger Putzbau mit flachem Risalit zum Markt unter übergiebeltem Dachhaus, aufgeputzte Fenstergewände, profiliertes Kranzgesims, Mansarddach, Schieferdeckung, mit stehenden Dachgauben, Seitengebäude in entsprechenden Formen mit Walmdach, Gedenkplakette (Metallguss) zum Goethe-Aufenthalt, bezeichnet 1932, eine Zeit lang als Stadtbibliothek genutzt. | 08957861 |
| Weitere Bilder                          | Wohnhaus in Ecklage und in geschlossener Bebauung | Markt 30 (Karte)                          | 1. Hälfte 18. Jahrhundert, später überformt            | Putzbau mit Dachhäuschen, Bestandteil des kleinen Ensembles am Übergang zum Fürstenplatz, baugeschichtlich und städtebaulich von Bedeutung. zweigeschossiger Putzbau mit drei Achsen, Erdgeschoss durch Ladeneinbau stark verändert, Putzfaschen an Fenstern, Dachausbau gegiebelt, profiliertes Kranzgesims, Walmdach, Schieferdeckung, zum Drachenkopf Obergeschoss vorspringend und verschiefert, stark profiliertes Kranzgesims (verformt). | 08957866 |
| Weitere Bilder                          | Brunnen | Markt 30 (vor) (Karte)                    | 1935                                                   | Brunnenbecken, darin Pfeiler mit Plastik eines Bergmanns, künstlerische und ortshistorische Bedeutung. quadratisches, mit Granit umfasstes Brunnenbecken, darin Pfeiler mit Deckplatte, darauf in Galvanoplastik Bergmann mit Grubenlampe. | 08957865 |
|                                         | Mietshaus in offener Bebauung, mit seitlicher Gartenmauer und Pforte | Neustädtler Straße 10 (Karte)             | bez. 1884, später überformt                            | mit Laden, historisierende Putzfassade, charakteristisches Zeugnis gründerzeitlicher Wohn- und Geschäftshausbebauung, mit straßenbildprägender und baugeschichtlicher Qualität. dreigeschossiger Putzbau mit spätklassizistischer übereinander stehender Pilastergliederung, geglättete Straßenfassade, Fenstergewände aus profiliertem Kunststein, Konsolabschlussgesims, Mansarddach mit stehenden Dachgauben, Seitenfassade mit Sohlbänken auf Konsolen und geraden Verdachungen, im Erdgeschoss bauzeitlicher Ladeneinbau mit Metallpfosten, bezeichnet „FAM 1884“, Gartenmauer mit Sandsteinobeliskenaufsätzen auf Pfosten. | 08957971 |
|                                         | Mietshaus in offener Bebauung | Neustädtler Straße 11 (Karte)             | um 1900                                                | zeittypisches Beispiel historistischer Bebauung, mit straßenbildprägender und baugeschichtlicher Bedeutung. dreigeschossiger Putzbau, Erdgeschoss mit Putznutung, Fenster mit gotisierenden Gusssteingewänden, Spitzbogenfriese, mächtiges Mansarddach mit modernem Dachausbau. | 08957977 |
| Weitere Bilder                          | Empfangsgebäude und Bahnsteigpflasterung eines Bahnhofes | Neustädtler Straße 29 (Karte)             | um 1880 (Empfangsgebäude)                              | alte Ortslage Neustädtel, repräsentatives Gebäude mit ausgewogener Fassadengestaltung im Stil des Historismus, mit baugeschichtlicher, ortshistorischer und verkehrshistorischer Relevanz. zweigeschossiger Putzbau mit pavillonartig überhöhten Kopfbauten, auf der Stadtseite oktogonal vorspringender Anbau, umfangreiche Putzgliederung durch Eckquaderung, Putznutung, Gurtgesimse, Fenstergewände mit geraden Verdachungen auf Konsolen, flachgeneigte Satteldächer, im Innern reiche Metallgusssäulen in modernem Trockenbau verbaut, Pflasterung des ehemaligen Bahnsteigs durch großformatige Granitplatten, Güterschuppen als eingeschossiger Putz-Typenbau mit weitem Dachüberstand über der Laderampe, stichbogige Fenster bzw. Frachttore, flachgeneigtes Satteldach. | 08958026 |
|                                         | Wohnhaus in offener Bebauung | Obere Ringstraße 5 (Karte)                | 1. Hälfte 19. Jahrhundert                              | charakteristisches Beispiel eines Bergarbeiterhauses in Fachwerkbauweise, mit bauhistorischer und sozialgeschichtlicher Qualität. Erdgeschoss massiv, verputzt, hölzerne Fenstergewände, Obergeschoss Fachwerk, mit Sonnenmotiven dekorativ verschiefert, Fenster in historischer Größe, Giebelseiten verschiefert, Satteldach mit stehenden Dachgauben. | 08957989 |
| Weitere Bilder                          | Wohnhaus in offener Bebauung, mit Hofbebauung, heute Museum | Obere Zobelgasse 1 (Karte)                | 1724-1725                                              | palastartiger Vierflügelbau, prunkvolle Hauptfassade reich dekoriert und durch Kolossalpilaster gegliedert, vornehmstes Schneeberger Barockgebäude, mit hoher baukünstlerischer und kunstgeschichtlicher Bedeutung. | 08957931 |
| Weitere Bilder                          | Wohnhaus in offener Bebauung und in Ecklage, mit seitlichem Torbogen | Obere Zobelgasse 2 (Karte)                | 1. Hälfte 18. Jahrhundert, später überformt            | mit Segmentbogenportal, platzbildprägender Bau, 1805 erste deutsche Buntpapierfabrik, baugeschichtliche und ortsgeschichtliche Bedeutung. stattlicher zweigeschossiger Bau, im Erdgeschoss Granitgewände, Korbbogentürportal mit Schlussstein, im Innern Kreuzgratgewölbe, Fassadendekor des 19. Jahrhunderts an Portal und Obergeschoss-Fenstern, Giebel Fachwerk, verschiefert, zur Hofseite Oberlaube auf vorkragendem Obergeschoss, heute verbrettert, mit originalen Fenstern, Walmdach mit zwei Reihen Dachgauben, Torbogen: Rundbogen aus Granit mit Schlussstein. | 08957945 |
|                                         | Gasthaus in offener Bebauung, mit Anbauten | Obere Zobelgasse 3 (Karte)                | um 1930                                                | Putzbau mit Natursteinsockel und zwei Erkern, im traditionalistischen Stil der Zeit, ortshistorischer und baugeschichtlicher Wert. im hohen Gneissockel-Erdgeschoss spitzbogige Fenster, Gussgewände, 1. Obergeschoss verputzt, zweigeschossiger Erker mit Putzgliederung und Treppengiebel, Walmdach, Schieferdeckung, mit Hecht, originaler Schriftzug. | 08957847 |
|                                         | Wohnhaus in offener Bebauung | Obere Zobelgasse 10 (Karte)               | 1. Hälfte 18. Jahrhundert                              | trotz Veränderung wertvolles Zeugnis barocker Stadtbebauung, besonders im Innern, mit bauhistorischer Qualität. zweigeschossiger Putzbau mit Dachhaus, Fenster verändert, hohes Walmdach mit stehenden Dachgauben, im Innern kreuzgratgewölbter Flur, steinerne Treppe und barocke Stuckdecke, korbbogige Fensterlaibungen auf Konsolsteinen. | 08957933 |
| Weitere Bilder                          | Wohnhaus in offener Bebauung, mit Nebengebäuden | Obere Zobelgasse 12 (Karte)               | bez. 1681                                              | Putzbau mit prunkvollem Portal, wertvolles barockes Baudenkmal, Pendant zum gegenüberliegenden Borthenreutherhaus, eines der wenigen aus der Zeit vor dem Stadtbrand des 18. Jahrhunderts erhaltenen Häuser, baugeschichtlich und ortsgeschichtlich von Bedeutung. sehr stattlicher zweigeschossiger Putzbau mit kleiner Treppe, Portal mit gesprengtem Dreiecksgiebel auf Säulen, darin Monogramm und Jahreszahl, Granitgewände, hohes Schiefersatteldach mit zwei Reihen Dachgauben, die Nebengebäude zweigeschossig, auf verwinkeltem Grundriss, verputzt, Granitgewände, Schiefersatteldach, die Eingangshalle mit ehemals vier Portalen mit Dreiecksgiebeln und Pilastergliederung, Kreuzgratgewölbe, in den Seitenräumen Korbbogen-Fensternischen, Stuckspiegel, zwei eisenbeschlagene Türen, zwischen Haus und Rückgebäude kleine Halle mit Kreuzgratgewölbe und Gurtbögen. | 08957927 |
|                                         | Wohnhaus in offener Bebauung | Oberer Krankenhausweg 8 (Karte)           | 1898, lt. Auskunft                                     | weitgehend original erhaltener Putzbau der Jahrhundertwende um 1900, straßenbildprägende Lage, baugeschichtlich von Bedeutung. zweigeschossiger Kubus auf Granitsockel, die Fassade mit flachem, gegiebeltem Mittelrisalit, gekuppelte Fenster mit Mittelpfeiler, Putzquaderung an den Ecken, die Fenstergewände der Seiten mit Schlussstein, profiliertes Kranzgesims, Satteldach mit stehenden Gauben. | 08958017 |
|                                         | Straßenbrücke | Pochwerkstraße (Karte)                    | 19. Jahrhundert                                        | Bogenbrücke in der alten Ortslage Neustädtel, von verkehrsgeschichtlicher und baugeschichtlicher Bedeutung. Gemauerte Bogenbrücke (Bruchstein) mit halbhoher Brüstung, Bachbett mit Steindeckwerk. | 09306246 |
|                                         | Einzeldenkmal der Sachgesamtheit Schneeberger Revier: ehemalige Kobaltkammer (Blockhaus) – (siehe auch Sachgesamtheit 09301518) | Pochwerkstraße 6 (Karte)                  | 18. Jahrhundert (Kobaltkammer)                         | alte Ortslage Neustädtel, von bergbaugeschichtlicher und baugeschichtlicher Bedeutung. In Kobaltkammern lagerten die Kobaltgruben die in zentralen Pochwerken (hier das nicht erhaltene sog. Obere Schnorrische Pochwerk) weiterzuverarbeitenden Erze, in Schneeberg typische Bauweise für diese Funktionsbauten war die auch hier vorliegende Blockbauweise. Anstelle des Pochwerkes wurde um 1900 das Arbeiterwohnhaus errichtet. | 09306248 |
|                                         | Wohnhaus in Ecklage und in ehemals geschlossener Bebauung | Postplatz 1 (Karte)                       | Ende 18. Jahrhundert                                   | stattlicher breitgelagerter Baukörper, mit Art-Déco-Portal der 1920er Jahre, im Kern barockes Gebäude, Bestandteil der Bebauung des Fürstenplatzes, von bauhistorischer und städtebaulicher Relevanz. zweigeschossiger verputzter Baukörper, Erdgeschoss massiv, mit vergrößerten Fenstern, Obergeschoss traufseitig massiv, giebelseitig Fachwerk, zwei Dachhäuser unter Dreiecksgiebeln, mit Okulus bzw. Halbrundfenster, Walmdach mit stehenden Dachgauben, Portal zum Postplatz mit Hermes-Relief in expressionistischer Ädikularahmung, barockes Natursteinportal an der Langseite (anscheinend wieder freigelegt). | 08957883 |
| Weitere Bilder                          | Postgebäude in ehemals geschlossener Bebauung | Postplatz 5 (Karte)                       | um 1895                                                | stattlicher Klinkerbau im schlichten Neobarock, mit bauhistorischer, ortshistorischer und stadtbildprägender Qualität. über Granit-Polygonsockel zweigeschossiger Klinkerbau mit Fassadengliederung durch flachen Mittelrisalit, Sandsteinlisenen, barockisierende Fenstergewände und -verdachungen, Erdgeschoss-Fenster vergittert, sandsteinerne Dachgauben, Mansarddach. | 08957897 |
|                                         | Wohnhaus in halboffener Bebauung | Postplatz 11 (Karte)                      | 18. Jahrhundert                                        | Putzbau mit Segmentbogenportal, baugeschichtlicher Wert. zweigeschossiger Massivbau mit Granitgewänden, Stichbogenportal und Schlussstein, steiles Satteldach mit stehenden Dachgauben, Giebel Fachwerk. | 08957887 |
|                                         | Wohnhaus in halboffener Bebauung | Postplatz 12 (Karte)                      | im Kern 18. Jahrhundert                                | Obergeschoss Fachwerk verputzt, zusammen mit dem Nachbarhaus Nummer 11 wichtiger baugeschichtlicher Bestandteil der Postplatzbebauung. Erdgeschoss massiv, durch Ladeneinbau verändert, Obergeschoss Fachwerk, verputzt, im rückwärtigen Teil Fachwerk im Erdgeschoss, auf Gneissockel, originale Haustür des 19. Jahrhunderts. | 08957891 |
| Weitere Bilder                          | Einzeldenkmale der Sachgesamtheit Schneeberger Revier: Huthaus und Halde mitsamt Haldenstützmauer (siehe auch Sachgesamtheit 09301518) | Priesterstraße 5 (Karte)                  | 18. Jahrhundert (Huthaus)                              | alte Ortslage Neustädtel, von bergbaugeschichtlicher und ortsgeschichtlicher Relevanz. Um 1495 Ersterwähnung der Fundgrube Priester, zunächst Abbau von Silbererzen, nach 1720 auch von Wismut- und Kobalterzen, nach mehreren erfolglosen Abbauversuchen im 17. Jahrhundert in der 1. H. 18. Jahrhundert Wiederaufnahme der Grube, 1728 bis 1864 erfolgreichste Periode als wichtige Schneeberger Silber-, Kobalt- und Wismut-Grube, 1763 Installation eines Kunstgezeugs, 1794 Errichtung eines Pferdegöpels, nach 1800 allerdings Rückgang der Anbrüche, nach 1864 zunächst Konsolidation mit der Fundgrube Wolfgang Maßen, 1880 Vereinigung mehrerer Gruben, darunter Wolfgang Maßen samt Priester, zum sog. Schneeberger Kobaltfeld, Mitte 19. Jahrhundert Einstellung des Grubenbetriebs, 1903 Abbruch des Pferdegöpels, verplombter Schacht auf der Rückseite des erhalten gebliebenen Huthauses auf der großflächigen Halde (teilweise Befestigung des Haldenfußes mittels Trockenmauerwerk). Huthaus (ursprünglich mit Ausschlagstube – zum manuellen Scheiden von Erzen und taubem Gestein): eingeschossiger Putzbau, Fenster vergrößert, Giebel verkleidet, Satteldach mit stehenden Dachgauben. Scheune ggf. im Kern altes Zimmererhaus (im Jahr 2017 nicht als Baudenkmal eingestuft). | 08958087 |
|                                         | Wohnhaus in offener Bebauung, heute Kirchgemeindehaus | Ringstraße 1 (Karte)                      | um 1885                                                | gründerzeitlicher Klinkerbau, mit straßenbildprägender und bauhistorischer Bedeutung. im Hang dreigeschossiger Klinkerbau über Granitsockel, Gliederung durch Gurtbänder in glasiertem Klinker, paarig angeordnete Fenster mit zum Teil Sandsteinpfosten und gestäbten Segmentbogenstürzen, Schlusssteine als Medaillons, Maskarons oder Akanthusblätter aus Terracotta, Kranzgesims mit Deutschem Band, voluminöses Mansarddach mit Dachgauben aus Klinker. | 08957996 |
|                                         | Schulgebäude | Ringstraße 12 (Karte)                     | 1911–1912                                              | stattlicher Bau im Reformstil, mit baugeschichtlicher und ortshistorischer Relevanz. über hohem Granit-Souterrain zweigeschossiger Putzbau mit vortretendem sechsachsigem Risalit, Gliederung durch repräsentatives Hauptportal mit bauzeitlicher Tür und Freitreppe, Gurtgesims und kassettierten Fensterpfeilern im 1. Obergeschoss, Walmdächer mit Dachüberstand, Dachhaus unter Dreiecksgiebel mit Bogenfeld und Quetschstuck-Medaillon, seitlich vergitterter Okulus, Nebeneingang mit Freitreppe und Vordach auf Kragsteinen. | 08957995 |
|                                         | Verwaltungsgebäude in offener Bebauung | Ringstraße 14 (Karte)                     | um 1915 (Verwaltungsgebäude)                           | stattlicher Putzbau mit ausgereifter Gliederung im Sinne des Reformstils, baugeschichtlich von Bedeutung. klassizistischer Kubus von zweieinhalb Geschossen, starke Putzgliederung, im Erdgeschoss Putznutung mit Lisenen zwischen den 16-feldrig gesprossten Fenstern, das 1. Obergeschoss glatt geputzt, breites Gurtgesims, der Drempel mit quadratischen Putzspiegeln zwischen den Fenstern, Walmdach, der Annexbau zweigeschossig, Eingang mit kassettiertem Rundbogenportal, abgerundeter Eckerker mit fleischigem, floralem Fries, darauf Kegeldach, Zahnschnitt-Kranzgesims. | 08957991 |
|                                         | Wohnhaus in halboffener Bebauung | Ritterstraße 1 (Karte)                    | 1. Hälfte 18. Jahrhundert                              | charakteristischer Bestandteil der barocken Stadterneuerung, mit bauhistorischer Qualität. zweigeschossiger Putzbau mit einfacher Gliederung durch aufgeputzte Gewände und Gurtgesims, profiliertes Traufgesims, Mansardgiebeldach mit stehenden Dachgauben, im Innern korbbogige Fensterlaibungen und Kreuzgratgewölbe über der ehemaligen Einfahrt. | 08957898 |
|                                         | Wohnhaus in geschlossener Bebauung | Ritterstraße 4 (Karte)                    | 18. Jahrhundert                                        | mit Tordurchfahrt und Segmentbogenportal, Obergeschoss Fachwerk verputzt, weitgehend authentischer Bau des 18. Jahrhunderts, baugeschichtliche Bedeutung. breitgelagerter zweigeschossiger Putzbau, großes rundbogiges Tor, Granitgewände, Türportal flachbogig, mit Schlussstein, Obergeschoss Fachwerk, verputzt, Satteldach. | 08957892 |
|                                         | Wohnhaus in geschlossener Bebauung | Ritterstraße 6 (Karte)                    | im Kern 18. Jahrhundert                                | stattlicher Putzbau mit Tordurchfahrt, baugeschichtliche Bedeutung. zweigeschossiger, massiver Putzbau mit zentraler Durchfahrt, darin historistisches Türblatt, Fensteröffnungen etwas vergrößert und aus Kunststoff, profiliertes Traufgesims, gedrungenes Satteldach mit flach geneigten Aufschieblingen, Schieferdeckung, keine Dachausbauten. | 09306081 |
|                                         | Wohnhaus in Ecklage und halboffener Bebauung | Ritterstraße 16 (Karte)                   | bez. 1914–1916                                         | mit Gaststätte/Café, reich gegliederter Putzbau mit Erkern, im Reformstil, mit baukünstlerischer und ortsgeschichtlicher Qualität. zweigeschossiger Putzbau, Runderker mit figurativen Reliefs zwischen den Fenstern, gebauchter Kastenerker mit reformstiligen Stuckverzierungen, Dachschürze, Dachhaus über Eck mit zwei Giebeln, Eckbetonung durch 3/4-Relief Krieger und Kind, Türstock in reformstiliger Kassettierung, Rundbogenfenster im Erdgeschoss, Stadtcafé (ab 1937). | 08957899 |
|                                         | Wohnhaus in offener Bebauung und in Ecklage | Ritterstraße 18 (Karte)                   | um 1800                                                | Obergeschoss Fachwerk verputzt, Bestandteil der alten Stadtstruktur, baugeschichtliche Bedeutung. zweigeschossiger Putzbau, Erdgeschoss massiv, Granitgewände, Obergeschoss Fachwerk, Walmdach. | 08957894 |
|                                         | Wohnhaus in halboffener Bebauung | Rödergasse 4 (Karte)                      | 1. Hälfte 18. Jahrhundert                              | Obergeschoss Fachwerk verputzt, charakteristisches Beispiel barocker Stadtbebauung, mit bauhistorischem Wert. Erdgeschoss massiv, links vom Eingang barocke Substanz mit Granitgewänden und korbbogigen Fensterlaibungen, Haustür mit Granitvortreppe, rechte Haushälfte (Erweiterung aus dem 19. Jahrhundert) ohne Gewände und Stichbogen-Laibungen, Obergeschoss Fachwerk, verputzt, Giebel verkleidet, Satteldach über profilierter Traufe. | 08957988 |
| Weitere Bilder                          | Einzeldenkmale der Sachgesamtheit Schneeberger Revier: ehem. Huthaus (heute Wohnhaus), Schacht und Halde einschließlich Haldenstützmauern (siehe auch Sachgesamtheit 09301518) | Schachtstraße 8 (Karte)                   | um 1800, Errichtung als Bergschmiede                   | alte Ortslage Neustädtel, Fachwerkbau, bergbaugeschichtlich und baugeschichtlich von Bedeutung. Fundgrube Neujahr 1495 erstmals erwähnt, baute mit guten Anbrüchen auf Silbererze, Förderung mittels Pferdegöpel, 1808 Übernahme des Grubenfeldes durch die benachbarten Fundgrube Pankratius, ab 1833 Wiederaufwältigung des älteren, zwischenzeitlich verfüllten Neujahrschachtes, bis 1847 weiteres Abteufen bis auf eine Teufe von 223 m durch die Fundgrube Rosenkranz, ab 1875 Nutzung durch die Fundgrube Gesellschaft zwecks Förderung von Silber, Kobalt und Nickel, 1890 Erreichen einer Teufe von 345 m, nach 1945 nochmals als Schacht 11 der SAG Wismut in Betrieb. Wohnhaus (ehemaliges Huthaus, ursprünglich um 1800 als private Bergschmiede errichtet, 1875 durch die Fundgrube Gesellschaft erworben, als Huthaus mit Betstube und Steigerwohnung und Bergschmiede genutzt): Erdgeschoss massiv, Granittürgewände, Obergeschoss Sichtfachwerk, Giebel verkleidet, Satteldach Schiefer, im Giebel zwei liegende Fenster. Schacht: Schachtöffnung in neuerrichteter Kaue nördlich des ehem. Huthauses, Schacht bis zu einer Teufe von 20 m saiger (dieser Bereich inzwischen z. T. aufgewältigt und sichtbar), danach tonnenlägig (Schacht 2004 im Zuge von Verwahrungsarbeiten mit Betonplombe in 19 m Teufe verschlossen und die darüber befindliche Schachtröhre bis auf 11 m verfüllt), vorliegende Art der Schachtmauerung mit gekrümmten Schachtstößen ab 1790 im Erzgebirge ausgeführt. Halde: große Haldenschüttung mit Trockenmauer entlang der Auffahrt zum Huthaus und dem gebogenen Grundstücksverlauf an der Neujahrstraße folgend. | 08958091 |
| Weitere Bilder                          | Einzeldenkmale der Sachgesamtheit Schneeberger Revier: Huthaus mit Anbau (Ausschlaggebäude) sowie Halde (siehe auch Sachgesamtheit 09301518) | Schachtstraße 10                          | um 1750                                                | alte Ortslage Neustädtel, großes und ortsbildprägendes Huthaus der ehemaligen Fundgrube Rappold auf großer Halde, bergbaugeschichtlich von großer Bedeutung. Ehem. Huthaus: um 1750, zweigeschossiger Putzbau, überwiegend in Fachwerk, dieses in einigen Bereichen durch Mauerwerk ersetzt, teils verkleidet, vor 2015 originale Kreuzstockfenster, Winterfenster, Fensterläden (Stand 2015: derzeit Sanierung, Einsatz neuer Holzfenster), Satteldach Schiefer, nördlicher Anbau (ehem. Ausschlaggebäude): um 1750, verkleidet. Fundgrube Rappold: von 1480–1835 in Betrieb, war zwischen 1494 und 1520 wichtigste Silbergrube des Reviers, hier 1503/04 erster Nachweis von Grubenmauerung im Schneeberger Revier in einer Radstube und im alten Tageschacht, im 18. Jahrhundert reiche Kobaltanbrüche, 1880 zusammen mit anderen Kobaltgruben zum Schneeberger Kobaltfeld konsolidiert, zu Wismut-Zeiten als Schacht 201 in Betrieb, Erkundungsarbeiten auf Uranerz allerdings ohne Erfolg. | 08958090 |
|                                         | Einzeldenkmale der Sachgesamtheit Schneeberger Revier: Huthaus des Hauptstollns des Schneeberger Reviers, mit Pflasterung am Haus (siehe auch Sachgesamtheit 09301518) | Schachtstraße 14 (Karte)                  | 1809, lt. Auskunft                                     | alte Ortslage Neustädtel, Huthaus Obergeschoss Fachwerk, auch Marx-Semmler-Stolln, benannt nach dem Leipziger Kaufmann Marcus Semler, bergbaugeschichtlich von hohem Wert. Markus-Semmler-Stolln Oberes Revier: nach dem Leipziger Kaufmann Marcus Semler als Gründer der Gewerkschaft zum Stollnvortrieb zunächst als St.-Marcus-Stolln bezeichnet, später Namensabwandlungen: Markus-Semmler-Stolln, Marx-Semmler-Stolln, Marx-Semler-Stolln, als tiefster Schneeberger Stolln Hauptentwässerungsstolln der Oberschlemaer und Schneeberger Gruben, ab 1503 von der Zwickauer Mulde in Niederschlema aus vorgetrieben (Stollnmundloch befindet sich in Niederschlema – vgl. Objekt 09304152), im Unterschied zu anderen Entwässerungsstolln anfangs ohne landesherrliche Unterstützung vorgetrieben, Stolln mit mehreren Stollnflügeln (mit einer Gesamtlänge von über 220 km größtes Stollnsystem Deutschlands), 1554 Erreichen der Fundgrube Rappold, der sich ständig vergrößernde Stolln wurde 1720 in ein Oberes und Unteres Revier geteilt, Huthaus des Unteren Reviers: Zechenplatz 5 in Bad Schlema (vgl. Objekt 09299672), nahe dem 16. Lichtloch, Huthaus des Oberen Reviers: um 1780 erbaut, dort 1809 (Um-)Bau des heutigen Huthauses in der Schachtstraße 14, 1880 Konsolidierung der Grube Tiefer Marx-Semler-Stolln zusammen mit anderen Kobaltgruben zum Schneeberger Kobaltfeld, stetig in Nutzung und damit das am längsten ununterbrochen in Betrieb stehende Grubengebäude Deutschlands. Huthaus Oberes Revier: traufständiger zweigeschossiger Bau, Erdgeschoss massiv, Granitgewände, Obergeschoss und Giebel Fachwerk, Giebel verkleidet, Obergeschoss verputzt, weitgehend originale Fenstergrößen, hohes Krüppelwalmdach. Pflasterung am Gehweg vor Nummer 14: Granitsteine in Ziegelformat, Reihenmuster. | 08958135 |
| Weitere Bilder                          | Schule mit Einfriedung | Schillerstraße 22 (Karte)                 | 1913–1914, bez. 1913                                   | stattlicher Putzbau im Reformstil, mit baugeschichtlicher und ortshistorischer Relevanz. über Hakengrundriss und hohem, mit Granitmauerwerk verkleidetem Souterraingeschoss zur Schillerstraße dreigeschossiger, zur Haydnstraße viergeschossiger Putzbau mit Schieferverkleidung des obersten Stockwerks, schlichte Putzgliederung durch Spiegelfelder im Brüstungsbereich, zur Haydnstraße flacher Standerker mit kräftigen Voluten und Schweifgiebel, zur Schillerstraße flacher Risalit mit Haupteingang und verschiefertem Schweifgiebel, Hauptportal mit Vordach auf kannelierten Granitpfeilern mit kraftvollem Volutengiebel, bauzeitlicher Tür, Mansard- bzw. Walmdach, Einfriedung aus verputzten Mauerpfeilern mit aufgesetzten Pyramidenstümpfen aus Kunststein und dazwischen liegendem Holzbalkenzaun. | 08958015 |
|                                         | Einzeldenkmal der Sachgesamtheit Schneeberger Revier: ehem. Grubenverwaltung des Schneeberger Kobaltfeldes, heute Wohnhaus (siehe auch Sachgesamtheit 09301518) | Schlachthofplatz 4 (Karte)                | Anfang 18. Jahrhundert                                 | von bergbaugeschichtlicher Bedeutung. Zweigeschossiger Putzbau, Granitgewände, im Innern Korbbogen-Fensterlaibungen, sehr starke Mauern, dreiachsiger Dacherker Fachwerk, verputzt, gegiebelt, steiles Satteldach, Türgewände und Sockel neu verblendet, von 1880 bis um 1905 Verwaltung der Gewerkschaft „Schneeberger Kobaltfeld“ (entstanden mit dem Zusammenschluss mehrerer Schneeberger Kobaltgruben, nämlich Bergkappe, Daniel samt Siebenschlehn, Gesellschaft samt Sauschwart, Schwalbner Flügel, Weißer Hirsch, Georg und Fürstenvertrag, Wolfgang Maaßen samt Priester und Tiefer Marx-Semmler-Stolln, im Jahr 1880), nachfolgend als Wohnhaus genutzt und teilweise verändert. | 08957981 |
|                                         | Wohnhaus in offener Bebauung | Schlachthofplatz 6 (Karte)                | 18. Jahrhundert                                        | Obergeschoss Fachwerk verkleidet, zeittypisches Beispiel ländlicher Fachwerkbauformen im städtischen Kontext, vermutlich mit bergbauhistorischem Hintergrund, baugeschichtlich von Bedeutung. Erdgeschoss massiv und verändert, Obergeschoss Fachwerk, mit Fenstern in historischer Größe, Satteldach mit Schleppgaupe und verschieferten Giebeln. | 08957979 |
|                                         | Wohnhaus in offener Bebauung | Schlachthofplatz 7 (Karte)                | 1. Hälfte 19. Jahrhundert                              | Obergeschoss Fachwerk verschiefert, Bestandteil des Bergbauensembles auf dem Kobaltfeld, baugeschichtlich und ortsgeschichtlich von Bedeutung. Erdgeschoss massiv, sechs Granitgewände, sonst verputzt, mit Faschen an Fenstern, zwei originale Winterfenster, Obergeschoss Fachwerk, rundum verschiefert, Giebel Schiefer, Satteldach. | 08957982 |
| Weitere Bilder                          | Einzeldenkmal der Sachgesamtheit Schneeberger Revier: ehem. Huthaus (siehe auch Sachgesamtheit 09301518) | Schlachthofplatz 9 (Karte)                | um 1800                                                | eingeschossiger Putzbau, stark erneuert, von bergbaugeschichtlicher und ortshistorischer Bedeutung. Huthaus einer Silber- und im 19. Jahrhundert auch Kobaltgrube, diese ab 1533 auf Silber- und Kobalterzgängen bauend, Hauptbetriebszeit zwischen 1715 und 1862, dann vereinigt mit der Grube Weißer Hirsch, Huthaus als eingeschossiger Putzbau (Erdgeschoss 1910 massiv ausgemauert), Giebel mit heute aufgebrettertem Fachwerk, mächtiges Mansardgiebeldach, Schieferdeckung, mit zwei Reihen stehender Dachgauben, auf der Rückseite Inschrift in roter Farbe: „Nieder mit dem Kriegshetzer Truman – Es geht um Krieg/Frieden“ (Aufschrift vor 2015 beseitigt). | 08957978 |
|                                         | Wohnhaus in offener Bebauung | Schreibergasse 14 (Karte)                 | um 1800                                                | einfaches Beispiel für Fachwerkbauweise, ehemaliges Bergmannswohnhaus, von bauhistorischer und sozialgeschichtlicher Relevanz. über Bruchsteinsockel eingeschossiger Fachwerkbau (Fachwerk aufgebrettert) mit massiver Giebelwand aus unverputztem Bruchstein, Sprossenfenster, gründerzeitliche Haustür, Schiefersatteldach mit stehenden Dachgauben und Fachwerk-Giebelflächen. | 08958139 |
|                                         | Wohnhaus in offener Bebauung | Schreibergasse 24 (Karte)                 | um 1800 oder älter                                     | einfacher Putzbau in unmittelbarer Kasernennähe, baugeschichtlich interessant. zweigeschossiger Putzbau, kubisch, Putzgliederung, im massiven Teil Putzfaschen, eine Seite Fachwerk, verputzt, auf zwei Geschossen, eine Seite preußisches Fachwerk, originale Fenstergrößen, teils originale Fenster, Walmdach (Dachpappe). | 08957964 |
|                                         | Wohnhaus in Ecklage und in offener Bebauung | Schreibergasse 26 (Karte)                 | 19. Jahrhundert oder älter                             | schlichter Putzbau, Bestandteil der alten Stadtstruktur, mit bauhistorischem Wert. zweigeschossiger Putzbau mit verbrochener Ecke, Erdgeschoss verändert, Hausflur mit Kreuzgratgewölbe mit Gurtbogen, Obergeschoss mit Granitgewänden, korbbogige Fensterlaibungen, Walmdach, Schieferdeckung, mit weichgedeckten stehenden Dachgauben, zum Teil noch profiliertes Kranzgesims. | 08957962 |
|                                         | Wohnhaus (zwei Hausteile) in geschlossener Bebauung und in Ecklage, mit Hofbebauung | Schulgasse 1 (Karte)                      | 1. Hälfte 18. Jahrhundert                              | Hausteil zur Kirchgasse mit Ladeneinbau, Hausteil zur Schulgasse mit Tordurchfahrt, Hauptgebäude stattlicher Putzbau mit Kolossalpilastern, wesentlicher Bestandteil der barocken Stadtstruktur, baugeschichtlich und städtebaulich von Wert. Bauteil an der Kirchgasse: stattlicher breitgelagerter Putzbau mit Pilaster-Kolossalgliederung, sieben Achsen, Granitgewände, profiliertes Kranzgesims, Mansardwalmdach, Stichbogenportal mit Ohrungen und Schlussstein, im 1. Obergeschoss noch zehn genietete eiserne Fensterläden erhalten, die mit Bändern und Rosetten verziert sind, Bauteil an der Schulgasse: zweigeschossiger Putzbau, großer Granittorbogen mit Schlussstein, zwei beschlagene eiserne Fensterläden, Obergeschoss massiv und stark verändert, vermutlich Flach- oder Pultdach, Eingangstür 19. Jahrhundert, Seitengebäude: Erdgeschoss massiv, Obergeschoss Fachwerk. | 08957856 |
|                                         | Wohnhaus in offener Bebauung, mit rückwärtigem Anbau zum Kirchplatz | Schulgasse 2 (Karte)                      | um 1725                                                | Putzbau mit Rundbogenportal, Beispiel der barocken Stadterneuerung, mit bauhistorischem Wert. über Hangkeller zweigeschossiger Putzbau mit granitenen Fenstergewänden im Erdgeschoss, großes Rundbogenportal mit historischer Tür und vergittertem Oberlicht, Fenster zum Teil als Vierflügelfenster mit stehendem Kämpfer, Mansardwalmdach, Schieferdeckung, mit zwei Reihen stehender Dachgauben, Anbau unter steilem Schiefersatteldach im Erdgeschoss massiv, Obergeschoss Fachwerk, verputzt, mit geritzten Faschen. | 08957925 |
|                                         | Wohnhaus in geschlossener Bebauung | Schulgasse 3 (Karte)                      | um 1800                                                | Obergeschoss Fachwerk verputzt, einfaches Zeugnis von Fachwerkbauweise im städtischen Kontext, mit bauhistorischem Wert. Erdgeschoss massiv, steinerne Fenster- und Türgewände, Trittstein aus Granit, hölzerne Klappläden, Obergeschoss Fachwerk, verputzt, mit Fenstern in historischer Größe, Satteldach mit stehenden Dachgauben. | 08957859 |
|                                         | Wohnhaus in Ecklage und in halboffener Bebauung | Schulgasse 5 (Karte)                      | Anfang 19. Jahrhundert                                 | Obergeschoss Fachwerk verputzt, einfaches Zeugnis von Fachwerkbauweise im städtischen Kontext, mit bauhistorischem Wert. Erdgeschoss massiv, zum Teil verändert, steinerne Fenstergewände, Obergeschoss Fachwerk, verputzt, mit zweiachsigem Dachhaus, Walmdach mit stehenden Dachgauben. | 08957860 |
| Weitere Bilder                          | Vorderer Gebäudeteil der ehemaligen Münze, heute Stadtarchiv | Schulgasse 9 (Karte)                      | 16. Jahrhundert, später überformt                      | Putzbau mit Segmentbogenportal, Zeugnis mit ortsgeschichtlicher Bedeutung und hoher baugeschichtlicher Qualität. dreigeschossiger Putzbau, Erdgeschoss mit segmentbogigem Eingang und zwei Fenstern mit Granitgewänden, obere Stockwerke als spätere Aufstockung, profiliertes Kranzgesims, Walm- und Satteldach, Schieferdeckung, in der Eingangshalle Kreuzgratgewölbe mit Gurtbögen, kleines profiliertes Portal mit zwei eisenbeschlagenen Türen, dahinter Tonnengewölbe, dort ehemalige Münze. | 08957921 |
|                                         | Bankgebäude in halboffener Bebauung | Seminarstraße 2 (Karte)                   | um 1915                                                | Putzbau mit Erker, Reformstil-Architektur, prägender Bau im Straßenbild, ortshistorisch und baugeschichtlich bedeutsam. stattlicher, siebenachsiger Putzbau, zweigeschossig, mit hohem Dacherker, barockisierende Fassadengliederung, im Erdgeschoss Rundbogenfenster zwischen Lisenen, Zahnschnitt-Kranzgesims, zentraler Erker mit Putto-Relief zwischen einem Fruchtkorb, originale Inschrift „BANK“ (vergoldet), der Dacherker mit Lisenengliederung, Kartuschen, das Halbgeschoss mit originalen Fenstern, Mansardgiebeldach, Schieferdeckung. | 08957880 |
|                                         | Wohnhaus in geschlossener Bebauung | Seminarstraße 5 (Karte)                   | 1. Hälfte 18. Jahrhundert                              | mit Tordurchfahrt, Obergeschoss Fachwerk verputzt, Teil des besonderen Straßenbildes, von baugeschichtlicher Relevanz. Erdgeschoss massiv, Granitgewände, Korbbogenportal mit Schlussstein, Obergeschoss Fachwerk, verputzt, Mansardgiebeldach mit Dacherker. | 08957879 |
| Weitere Bilder                          | Hospitalkirche | Seminarstraße 6 (Karte)                   | im Kern 1567–1575                                      | barocke überformte Saalkirche mit neogotischer Turmfront; von ortshistorischem, baukünstlerischem und stadtbildprägendem Wert. | 08957871 |
|                                         | Wohnhaus in geschlossener Bebauung | Seminarstraße 7 (Karte)                   | 1. Hälfte 18. Jahrhundert                              | Obergeschoss Fachwerk verputzt, Teil des besonderen Straßenbildes, durch verziertes Portal hervorgehoben, baugeschichtliche Bedeutung. Erdgeschoss massiv, durch Ladeneinbau verändert, reich dekoriertes Granitportal mit Schlussstein, Obergeschoss Fachwerk, verputzt, Satteldach mit Dachhecht. | 08957878 |
| Weitere Bilder                          | Sachgesamtheit Trinitatisfriedhof, mit folgenden Einzeldenkmalen: Parentationshalle, Einfriedungsmauer, Grabstätten Zöffel, Haenel-Clauss und Andrä, Gruft Uhlmann, Gruft Hertel, Kantorengräber, Grabstätten Lehm und Wilisch, Kruzifix von 1683, Rokoko-Epitaph für J. Z. Döhnel, Gedenksäulen an die Opfer der Hungersnot von 1770/1771, Grufthaus Schnorr von Carolsfeld, Kriegerdenkmal für die im Ersten Weltkrieg gefallenen Sanitäter (siehe auch Einzeldenkmale 08957872), weiterhin gärtnerisch gestaltete Friedhofsanlage mit altem Baumbestand (Gartendenkmal) | Seminarstraße 8 (Karte)                   | ab 16. Jahrhundert                                     | Zeugnisse der Sepulkralkultur mit baukünstlerischer und ortsgeschichtlicher Qualität. Friedhof (ursprünglich für die Pest-Toten des nahen Hospitals ab 1529 angelegt, ursprünglich wahrscheinlich in Form eines gleichschenkeligen Dreiecks (Trinität), mehrere Erweiterungen von 1680–1848) mit axialem Wegenetz und altem Baumbestand (Ahornalleen), 1926 Plan des Dresdner Gartenarchitekten Wilhelm Röhnick. | 09301579 |
| Weitere Bilder                          | Einzeldenkmale der Sachgesamtheit Trinitatisfriedhof: Parentationshalle, Einfriedungsmauer, künstlerisch wertvolles Kruzifix von 1683, Gedenksäulen an die Opfer der Hungersnot 1770/71, Kriegerdenkmal für Sanitäter, Grufthaus Schnorr von Carolsfeld sowie eine große Anzahl von Epitaphien und Grabstätten (s.Textfeld) | Seminarstraße 8 (Karte)                   | ab 16. Jahrhundert (Friedhof)                          | Zeugnisse der Sepulkralkultur mit künstlerischer und ortsgeschichtlicher Qualität. (Sachgesamtheitsdokument Objekt-Nummer 09301579) Friedhof (ursprünglich für die Pest-Toten des nahen Hospitals ab 1529 angelegt, wahrscheinlich in Form eines gleichschenkeligen Dreiecks (Trinität), mehrere Erweiterungen von 1680–1848) mit axialem Wegenetz und altem Baumbestand (Ahornalleen), zuletzt 1926 nach Plänen des Dresdner Gartenarchitekten Wilhelm Röhnick 1. Kriegerdenkmal für die Gefallenen des Krieges 1870/1871 als schlichter, untersetzter Natursteinquader mit pyramidalem Abschluss und eingemeißelter Frakturbeschriftung, gleichzeitig wohl Grabmal Carl Eduard Andrä. 1. Epitaphien an der Ostmauer: Paul Lobwasser, gest. 1606: beschrifteter Grabstein mit anspruchsvollem Wappenrelief mit Lorbeer, Elia und Maria Elisabeth Conradi, um 1684: beschrifteter Grabstein mit Ährenkranz-Relief, spitz zulaufende (verbrochene) Grabplatte mit Volute und ovalem Textfeld, Grabplatte mit zwei Putti und Kreuz, Grabplatte mit zwei Putti, die eine Schrifttafel halten. 1. An der Nordostmauer Gruftruine der Familie Härtel (Seifensiedemeister, eine Linie der Familie Musikverlag Breitkopf & Härtel, Leipzig), ursprünglich in Form eines Antentempels mit zwei Grabobelisken an der Rückwand, Ionische Säulen aus Holz bis auf ein Exemplar und Dach nach Einsturz abgängig, Seiten- und Rückwände aus verputztem Ziegelmauerwerk mit innenliegender Gliederung in Blendbogennischen mit Jochteilung durch Ionische Halbsäulen. 1. Inschrift des linken Obelisken: „Ruhe einen Augenblick, unruhiger Wanderer. Du findest hier ein Beispiel der Ruhe und der Unruhe. Denn in dieser Gruft hat das Vergängliche der hochedle (n wohl) geborenen Frau Annen Katherinen geb. Schreiberin des herrn Lic: Imanuel Heinrich Barmans Königl. Däne, Leib Medic. und Margräflicher (…) Hofrats und hinterlassenen Witwe. Die Welt als Heim (stätte) wahrer Ruhe sah sie im Jahre (16)86 am 29. April. Ihr Leib war vieler Unruhe unterworfen. Aber ihre Seele f(and) Ruhe in Gott, diese Ruhe ver(bann)te alle Unruhe. Welche die Krank (heit)en und früher Tod Ihres er(sten) Ehegattens Herrn Ch(ri)stian Hebers Wohlbestalter Berg meister allhier, (…) Liebe und Hochachtung verursachten. Ihr anderer Ehe(sta)nd dauerte länger. Er hatte alle Zeitlic(he) Glückseligkeiten aber auch (vie)l Unruhe. Welche Gottes Wort ver(…)e und der Tod endigte. Er kam am (?) April 1739 und z(ur) Ruhe. Die ruhenden Gebein(e wü)nschen eine Bewegung, damit sie zu(r letzten) Ruhe kommen.“ Inschrift des rechten Obelisken: „Liebes Denkmal einer Hinterlaßenen treuen Schwester Fr. Annen Dorotheen verwit= Richterin. Stille!/ Steh Stille/ ein wenig./Nach der Stille zu Zion/ wallender Pilgrim./Diese Gruft ist eine/heilige Stille einer/zwar mühe= doch/Gottseh. Witwe/Fr. Annen Sophien/geb. Hausdörferin./Sie Zierde den mit/Hr. Enoch Schreiber/vornehmer Bürger/Kauf=u. Handelsmann/allhier./Vom Jahr 1716 bis/ ins 1747 Jahr./3mal(…) geführten/Ehestand./Dennoch mit einer stillen gelaß:/enheit./Sie erblickte die Welt im/Jahr 1695/den 19.May./Heufige/doch stille Thränen/vergoß sie/als eine frühzeitig/gewordene Witwe/als ein von Herzen/betrübtes Weib/als eine elende/trostlose Witwe,/als wie eine Taube sang/ach lang girrende Kranke/Wie ein brüllender Löwe/zerriß eine schmerzhafte/Gicht ihre Glieder./Auch unter geistl. Anfechtung/hielt sie fest an Gott/in der Stille./Dieser Exemplarischen Stillen/in der Stadt,/Ihr Ende war/am 6. April 1768/Hier liegen nun die Gebeine/eine Zeit/in der Stille,/Welche mit den reinen Geistern ohne/aufzuhören jauchzen, in himmlicher Stille/dem Herrn.“ (Friedhofsverwalter Steffen Schlesinger, Archivar Dieter Schulze) 1. An der Nordostmauer Grufthaus Schnorr von Carolsfeld, ab 1677. Dorisierende Säulen tragen Gebälk, darauf geschwungenes Dach, das Bauwerk nach drei Seiten offen (schmiedeeiserne Geländer), die Rückseite durch Wand geschlossen, darin Öffnung mit farbigem Glasfenster von Julius Schnorr von Carolsfeld, das Christi Himmelfahrt nach dem Motiv seiner Bilderbibel von 1860 zeigt. 1. Grabmal des Papierfabrikanten Haenel-Clauss, nach 1893: Steinsarkophag mit angewinkelter Grabplatte. 1. Grabmal Kind mit Urne 1. Über den Massengräbern der Toten der Hungersnot der 1770er Jahre zwei obeliskenartige, stark überwachsene Gedenksäulen über quadratischen Sockeln, sog. Hungersäulen 1. Grabmal Döhnel, um 1750: Epitaph mit rankenumschwungener Schrifttafel, baumartige Bekrönung mit zwei Kinderfiguren 1. Grabmal Familie des Arztes Heinrich Weiß (1920/23): stilisierte Tempelfront mit zwei kannelierten Säulen mit ionischen Kapitellen rahmt Schriftplatte mit Äskulap-Relief 1. Grabstelle Günther, um 1905: Einfriedung und Rückwand mit stark vom Wiener Jugendstil beeinflussten Formelementen 1. Grabstelle Hagert, um 1930: künstlerisch wertvolle, schön im zeichnerischen expressiven Stil der 1920er Jahre gestaltete Rückwand, mit Auge im Dreieck und teils gegenständlichem, teils ornamentalem Reigen, der die Schrifttafel umfasst 1. Grabstelle Wilisch, 1893/94, Julius Robert Wilisch (1819–1894) und Alexandrine Louise Wilisch geb. Rauch (1838–1893), Julius Robert W. war der zweite Sohn des Gottfried Heinrich Wilisch (1771–1837), der die hiesige Buntpapierindustrie begründete. JRW führte nach dem frühen Tod seines Vaters die Fabrikation fort. Von Halbsäulen gerahmte und neobarock geschweifter Haube gerahmte, rundbogige Schrifttafel mit Schlussstein, Einfriedung 1. Grabstelle Schmalfuß, um 1905: mit zeitgenössischer, vom Jugendstil beeinflusster Schrift und Ornament versehene Tafeln der Rückwand. 1. Grabstelle Lehm, um 1900: neobarocke Rückwand mit rahmenden Pilastern und geschweifter Haube, darin Christusrelief, rundbogige Schrifttafel, Sandstein und Gabbro. 1. Grabmal Johanna Ebertherin, gest. 1749. Epitaph mit Schrifttafel und schöner ornamentaler Bekrönung, darin Lamm Gottes. Inschrift: „Hier ruhet das Sterbliche einer treuen Ehefrau und liebreichen Mutter. Sie war Frau Johanna Christiana Ebertherin. Am 6.Juli 1711 vermehrte sie die Zahl der Lebendigen. Am 25. Aug. 1733 ward sie ehelich verbunden mit Herrn Joh. Gottfr. Lehm verordnetem Kirchner allhier zu Schneeberg, dem sie durch Liebe und Treue durch sieben Kinder erfreute, doch das Leben des letzten kostete ihr das Leben, denn sie starb als eine Wöchnerin d. 20. May 1749 im 38. Jahr ihres Alters und 16. ihres liebreich geführten Ehestandes. So ruhe müder Leib/ die Deinen gedenken Dein/ und werden sich mit Dir/ einst in d. Himmel freun.“ 1. Kruzifix von Andreas Petzoldt (1628–1703, s. auch Werke in Jöhstadt und Bernsbach, die Familie Petzold prägte seit Beginn des 17. Jahrhunderts die Schneeberger Bildhauerkunst mit). 1683, sechs Meter hohes Andachtskreuz, ursprünglich an anderer Stelle, mit Gekreuzigtem und davor kniend Maria Magdalena, Zeugnis barocker Skulptur von überörtlicher künstlerischer Bedeutung, mit späterem Fundament unter Verwendung der Grabplatte von Michael Hoffmann, Rektor der Lateinschule, gest. 1740? Vorderseite des Sockels Kreuz mit Schlange (Joh.3, 14 u. 15). Die Sockelinschrift: „Aus Liebe seines gekreuzigten Jesus hat Herr Georg Meyer, vornehmer Handelsmann allhier zum guten Andenken, weil ihn der liebe Gott in seiner Nahrung und geringen Herkommens und zwar ehelichen Standes gesegnet, gebürtig aus der Unterschlema, Gott zu Ehren und dieser Gemeinde Gottes Acker dieses Kruzifix für seine Kosten aufrichten und verfertigen lassen, den 30.Julius 1683. Verfertigt worden durch Hr. Andreas Betzold Bildhauer allhier.“ Georg Meyer (gest. 1702) hat dieses Kruzifix aber anscheinend als Sühne gestiftet, weil er 1675 an lokalpolitischen Unruhen beteiligt gewesen war. 1. Grabstätte Uhlmann (Familienbande zu Robert Schumann): recht anspruchsvolle antikische Frauenfigur vor abgebrochener Säule, gerahmt von zwei korinthischen Säulen, die ornamentalen Rundbogen tragen, vermutlich Ende 19. Jahrhundert 1. Grabmal für den Bildhauer Georg Zöffel, gest. 1910: Mädchenfigur vor Kreuz 1. Gedenkstein für im Ersten Weltkrieg gefallene Sanitäter als einfacher, horizontal lagernder Monolith. 1. Gedenkkreuz für Bergleute 1. Sandsteintrog mit Initialen, 18. d. frühes 19. Jahrhundert. | 08957872 |
|                                         | Wohnhaus in geschlossener Bebauung | Seminarstraße 9 (Karte)                   | bez. 1832                                              | mit Segmentbogenportal, einfaches Beispiel kleinstädtischer Wohnbebauung, mit bauhistorischer Relevanz. Erdgeschoss massiv, mit angeputzten Gewänden, segmentbogiger Türstock mit datiertem Keilstein und Bezeichnung „CAS“, Obergeschoss Fachwerk, verputzt, mit profiliertem Traufbrett, Satteldach, Schieferdeckung, mit zwei stehenden Dachgauben. | 08957881 |
|                                         | Wohnhaus in offener Bebauung | Seminarstraße 10 (Karte)                  | im Kern 16. Jahrhundert                                | breitgelagerter Putzbau, von baugeschichtlichem Wert, als ehemaliges Hospital von ortsgeschichtlicher Bedeutung. breitgelagerter massiver, zweigeschossiger Putzbau, im 1. Obergeschoss abgefaste Porphyrgewände, Giebeldreieck verkleidet, Putz aus DDR-Zeit, Satteldach mit stehenden Gauben. | 08957874 |
|                                         | Wohnhaus in halboffener Bebauung | Seminarstraße 15 (Karte)                  | 1. Hälfte 19. Jahrhundert                              | Teil der historischen Stadtstruktur, von baugeschichtlicher Relevanz. zweigeschossiger Putzbau mit profilierten Steingewänden, Granit-Türportal, vier Achsen, zweiachsiger Dacherker Fachwerk, verputzt, Satteldach, Schieferdeckung. | 08957877 |
|                                         | Wohnhaus in geschlossener Bebauung | Seminarstraße 19 (Karte)                  | um 1800                                                | mit Korbbogenportal, typisches Beispiel eines Schneeberger Wohnhauses aus der Zeit um 1800, baugeschichtlich von Bedeutung. zweigeschossiger Bruchsteinbau mit profilierten Granitgewänden, Korbbogentürportal mit Schlussstein, sieben Achsen, dreiachsiger Dacherker, das Giebeldreieck verkleidet, mit Segmentbogenfenster, Satteldach. | 08957873 |
|                                         | Wohnhaus in geschlossener Bebauung, mit Hofbebauung | Seminarstraße 31 (Karte)                  | 2. Hälfte 18. Jahrhundert                              | mit Segmentbogenportal, charakteristisches Beispiel der barocken Stadterneuerung, mit bauhistorischem Wert. zweigeschossiger Putzbau mit zweiachsigem flachem Mittelrisalit, segmentbogiger Türstock mit Schlussstein, Fenstergewände aus Naturstein, Risalit durch giebelgekröntes Dachhaus überhöht, verschiefertes Mansardgiebeldach mit zwei Reihen stehender Dachgauben, historisches Türblatt. | 08957869 |
|                                         | Villa | Seminarstraße 39 (Karte)                  | um 1895                                                | Gebäude mit spätklassizistischer Gliederung, Zeugnis bürgerlicher Wohnkultur, mit baugeschichtlicher Relevanz. über Granit-Polygonalmauerwerksockel zweigeschossiger Putzbau aus zwei unterschiedlich hohen Baukörpern mit feiner Putznutung (auf der Straßenseite entfernt), im Erdgeschoss aufgeputzte Fenstergewände, im Obergeschoss Fenster auf länglichen Konsolen von abgerundeten Ädikulä mit Keilstein gerahmt, einachsiger, überhöhter Eingangsrisalit an der Seite mit Rahmung des Hauseingangs durch kannelierte Säulen und Dreiecksgiebel, im Brüstungsbereich Diamantquader, profiliertes Kranzgesims und Mansarddach, das erhöhte Bauteil mit zusätzlichem Gurtgesims auf Kämpferhöhe der Obergeschoss-Fenster. | 08957870 |
|                                         | Wohnhaus in offener Bebauung und Stützmauer | St.-Georgen-Gasse 1 (Karte)               | Anfang 18. Jahrhundert                                 | eingeschossiger Putzbau mit Dachhäuschen, Teil der historischen Streusiedlung »Am Gehänge«, sozialgeschichtlich von Bedeutung. Trockenmauer aus Granit, Gneis und anderen Gesteinen, Wohnhaus: kleiner eingeschossiger Putzbau, veränderte Fenster, Giebel Fachwerk, überdimensionaler Dacherker, verschiefert, Satteldach, rückseitig abgeschleppt. | 08957938 |
|                                         | Wohnhaus in halboffener Bebauung | St.-Georgen-Gasse 2 (Karte)               | 1. Hälfte 19. Jahrhundert                              | mit Tordurchfahrt, Obergeschoss Fachwerk verputzt, als Teil der alten Ortsstruktur Zeugnis von Fachwerkbauweise im städtischen Kontext, mit bauhistorischer Qualität. Erdgeschoss massiv, historische Fenster mit Holzladen, Garage eingebrochen, Obergeschoss Fachwerk verputzt, historische Fenster in hölzernen Gewänden, einfaches Traufgesims, Satteldach mit verkleidetem Giebel. | 08957935 |
|                                         | Wohnhaus in offener Bebauung | St.-Georgen-Gasse 4 (Karte)               | Um 1800                                                | Obergeschoss verschiefert, zeit- und landschaftstypisches Gebäude, baugeschichtlich von Bedeutung. Erdgeschoss Bruchstein, teils Ziegel, verputzt, Obergeschoss Fachwerk, rundum verschiefert, Giebel Schiefer, Sattel- und Walmdach, Schieferdeckung, Dachausbau neu. | 08957929 |
|                                         | Wohnhaus in offener Bebauung | St.-Georgen-Platz 1 (Karte)               | 18. Jahrhundert                                        | Obergeschoss Fachwerk verkleidet, mächtiges Mansarddach, mit bauhistorischer und platzbildprägender Bedeutung. über quadratischem Grundriss Erdgeschoss massiv und verputzt, Fenster zum Teil vergrößert, Obergeschoss Fachwerk verputzt, zum St. Georgenplatz verkleidet, mit zum Teil historischen Fenstern, mächtiges Mansarddach mit reich profilierter Mansardtraufe und mit stehender Dachgaupe. | 08957937 |
|                                         | Wohnhaus in offener Bebauung und Stützmauer | St.-Georgen-Platz 3 (Karte)               | Anfang 18. Jahrhundert                                 | Obergeschoss Fachwerk verkleidet, Teil der historischen Streusiedlung »Am Gehäng«, weitgehend authentisch erhalten, baugeschichtlich von Bedeutung. kleines Wohnhaus, Erdgeschoss massiv, verputzt, vier Granitgewände, Obergeschoss Fachwerk, verkleidet, Giebel verkleidet, teils historische Fenster, Satteldach, rückseitig abgeschleppt über Anbau des 19. Jahrhunderts, Ziegel, verputzt, Dacherker, Stützmauer: Trockenmauer aus verschiedenen Gesteinen. | 08957939 |
|                                         | Wohnhaus in Ecklage und in offener Bebauung, mit Gedenktafel | St.-Georgen-Platz 4 (Karte)               | 1. Hälfte 18. Jahrhundert                              | mächtiger Baublock der barocken Stadterneuerung, Wohnhaus des Oberberghauptmanns August Herder, Sohn des Dichters Johann Gottfried Herder, mit baugeschichtlicher und ortshistorischer Qualität. Wohnhaus des Oberberghauptmanns Freiherr August von Herder, über Hakengrundriss zweigeschossiger Putzbau mit Granitgewänden im Erdgeschoss, geohrter Türstock mit Schlussstein, Metallplatte zum Gedenken an den Aufenthalt Johann Gottfried Herders bei seinem Sohn im Jahr 1803, rundbogige Toreinfahrt, Seitenfront mit vierachsigem Dachhaus unter Dreiecksgiebel, profiliertes Kranzgesims, Satteldach. | 08957936 |
|                                         | Einzeldenkmale der Sachgesamtheit Schneeberger Revier: Wohnhaus auf Halde mitsamt Haldenstützmauer (siehe auch Sachgesamtheit 09301518) | Stiftstraße 12 (Karte)                    | ab 1472                                                | alte Ortslage Neustädtel, kleine Halde Zeugnis des lokalen Erzbergbaus, zeittypischer Klinkerbau, baugeschichtlich und bergbaugeschichtlich von Bedeutung. Halde: kleine Haldenaufschüttung eines Förderschachtes der Münzerzeche (Münzer-Zeche, benannt nach ihrem Besitzer Hans Mün(t)zer), kleine Silber-, Kobaltgrube auf dem Mühlberg, bereits 1472 in Betrieb, Förderung mittels Pferdegöpel, aber unwesentliche Ausbeuten. Wohnhaus: eingeschossiger Klinkerbau mit Segmentbogenfenstern, Wechsel von gelbem Klinker und roten Formsteinen, Gurtgesims, die Schlusssteine an Fenstern in Steinguss, Ornamentbänder, Zahnschnitt-Kranzgesims, Satteldach mit stehenden Dachgauben, Schiefer. Stützmauer: Mischmauerwerk, darauf Stängelzaun. | 08958092 |
|                                         | Einzeldenkmal der Sachgesamtheit Schneeberger Revier: ehem. Bergstift, später Bergamt, heute Wohnhaus (siehe auch Sachgesamtheit 09301518) | Stiftstraße 14 (Karte)                    | 1826                                                   | alte Ortslage Neustädtel, markanter Putzbau, Mittelrisalit mit Palladio-Fenstermotiv, streng-klassizistisches Gebäude, von baugeschichtlicher, bergbaugeschichtlicher und ortsgeschichtlicher Bedeutung. Zweigeschossiger Putzbau, geputzte Fenster- und Türgewände, Eingangsachse mit bauzeitlicher Haustür durch breite Kolossallisenen und Serliana unter Tympanon mit Thermenfenster und Konsolgesims betont, profiliertes Traufgesims, Krüppelwalmdach mit stehenden Dachgauben, rechte verbrochene Ecke durch 2. Obergeschoss unter Dachhaube überhöht, Wappenstein (2. Hälfte 18. Jahrhundert) an verbrochener Ecke: Fürstenkrone über Schlägel und Eisen und SB, Gebäude 1826 als Bergstift/Berghospital für erkrankte und verunglückte Bergleute erbaut (Bleyl nennt als Baujahr 1843), später diente es als Verwaltungsgebäude für die Gewerkschaft „Schneeberger Kobaltfeld“ (möglicherweise ab 1905 – vgl. Grubenverwaltung des Schneeberger Kobaltfeldes, Objekt 08957981) und von 1923 bis 1946 als Bergamt für das Bergamtsrevier Schneeberg. | 08958137 |
|                                         | Wohnhaus (ohne Anbau) | Teichstraße 27 (Karte)                    | 18. Jahrhundert                                        | alte Ortslage Griesbach, Bestandteil der dörflichen Ortsstruktur, mit bauhistorischer Qualität. Erdgeschoss massiv, Fenster vergrößert, Obergeschoss einriegeliges Fachwerk, verputzt, mit Fenstern in Originalgröße, Giebel verschiefert, Satteldach. | 08958046 |
|                                         | Wohnstallhaus mit angebauter Scheune eines Bauernhofes | Teichstraße 48 (Karte)                    | 1. Hälfte 18. Jahrhundert                              | alte Ortslage Griesbach, Obergeschoss Fachwerk, verputzt, weitgehend authentisch erhaltener Bestandteil der bäuerlichen Siedlungsstruktur, mit bauhistorischer Bedeutung. Erdgeschoss massiv, traufseitige Eingangssituation verändert, Fenster in historischer Größe, Sohlbänke aus Bruchstein, giebelseitig einflügelige Holzschlagläden, zum Teil Winterfenster, im Obergeschoss einriegeliges Fachwerk, verputzt, Fenster in bauzeitlicher Größe, Satteldach, Scheunenanbau mit Abseite über Granitquadersockel, Fachwerk verbrettert. | 08957997 |
|                                         | Wohnstallhaus, zwei Seitengebäude (eines mit Oberlaube) und Scheune eines Vierseithofes | Teichstraße 54 (Karte)                    | 1726                                                   | alte Ortslage Griesbach, Wohnstallhaus Obergeschoss Fachwerk, stattliche Zeugnisse der alten Ortsstruktur, baugeschichtlich von Bedeutung. Wohnhaus: Erdgeschoss Bruchsteinmauerwerk, verputzt, Fenster und Haustür verändert, hohes Obergeschoss Fachwerk verputzt, Fenster leicht vergrößert, mit gesägten Umrandungen, Giebel und Außenseite neu verbrettert, mächtiges Satteldach mit Bergetür und Schieferdeckung, Nebengebäude: Erdgeschoss massiv, verputzt, Obergeschoss Fachwerk mit Oberlaube (vierjochig), Krüppelwalmdach, Scheune: massiv, mit historischer Tenneneinfahrt und Tor, Krüppelwalmdach. | 08958045 |
|                                         | Wohnhaus in halboffener Bebauung und in Ecklage | Topfmarkt 2 (Karte)                       | 1. Hälfte 18. Jahrhundert                              | platzbildprägender Putzbau, Teil der barocken Stadtbebauung, baugeschichtlich von Bedeutung. frei stehender Barockbau mit neun Achsen auf unregelmäßigem Grundriss, Putzfaschen Korbbogenportal in flachem dreiachsigen Mittelrisalit, profiliertes Kranzgesims, im Erdgeschoss Kreuzgratgewölbe mit Gurtbögen, Walmdach, Schieferdeckung, mit zwei Reihen Dachhäuschen, zum Innenhof Granitfenstergewände. | 08957954 |
|                                         | Gasthaus in geschlossener Bebauung | Topfmarkt 3 (Karte)                       | 2. Hälfte 18. Jahrhundert                              | Teil der städtischen Barockbebauung, mit bauhistorischer und platzbildprägender Relevanz. schmaler zweigeschossiger Putzbau, drei Achsen, Mittelachse als leichter Risalit vorgezogen und mit 2. Obergeschoss unter Dreiecksgiebel überhöht, hohes Mansardgiebeldach mit zwei Reihen stehender Dachgauben, Fenster mit aufgeputzten Gewänden, Türstock mit Oberlicht und Schlussstein. | 08957949 |
|                                         | Wohnhaus in Ecklage und in geschlossener Bebauung, mit Anbau zur Topfmarktgasse | Topfmarkt 4 (Karte)                       | bez. 1797, Kern vermutl. älter                         | Obergeschoss Fachwerk verputzt, Teil der städtischen Barockbebauung, mit bauhistorischer und platzbildprägender Bedeutung. Erdgeschoss massiv, mit Ladeneinbau, Obergeschoss-Öffnungen weitgehend originale Größe, gedrungenes Krüppelwalmdach mit drei kleinen stehenden Gauben, Schieferdeckung. | 09306110 |
|                                         | Wohnhaus in halboffener Bebauung | Topfmarktgasse 2 (Karte)                  | um 1800                                                | Obergeschoss Fachwerk verkleidet, Teil der alten Ortsstruktur, mit bauhistorischem Wert. Erdgeschoss massiv und verputzt, Granitfenstergewände, Haustür mit dreistufiger Granitvortreppe, Obergeschoss Fachwerk, traufseitig verputzt, Giebelseite verkleidet, historische Fenster, zum Teil mit Sechsfachsprossung, Krüppelwalmdach mit stehenden Dachgauben, historische Haustür mit Oberlicht, profiliertes Traufgesims. | 08957948 |
|                                         | Torbogen eines ehemaligen Bauernhofes | Waldesruh 10 (Karte)                      | 19. Jahrhundert                                        | alte Ortslage Griesbach, letzter Rest eines stattlichen Bauernhofes, heimatgeschichtliche Bedeutung. rundbogiger Torbogen aus Bruchsteinmauerwerk mit eisernen Torangeln und Schieferdeckung, an beiden Seiten ca. 50 cm Einfriedungsmauerreste. | 08958068 |
|                                         | Wohnhaus in offener Bebauung | Webergasse 15 (Karte)                     | 2. Hälfte 19. Jahrhundert                              | verputztes Fachwerk-Obergeschoss, charakteristisches Beispiel von Fachwerkbauweise im städtischen Kontext, baugeschichtlich von Bedeutung. langgestreckter Baukörper mit massivem Erdgeschoss, zum Teil steinerne Fenstergewände, zum Teil hölzerne Gewände, hohes Obergeschoss aus Fachwerk mit einfacher Putzgliederung durch Gurtbänder, Lisenen und Graupelputzflächen, verschiefertes Walmdach, zum Teil vierflügelige Fenster mit Sechsfachsprossung, historische Tür. | 08957904 |
|                                         | Wohnhaus in offener Bebauung | Webergasse 23 (Karte)                     | Ende 18. Jahrhundert                                   | Obergeschoss Fachwerk verkleidet, Beispiel für ländliche Bauform, sozialgeschichtliche Bedeutung. kleines ländliches Wohnhaus, Erdgeschoss massiv, ein liegendes Fenster an der Giebelseite, Obergeschoss drei Seiten Fachwerk, vermutlich einriegelig, verputzt, Fenster direkt unter der Traufe, steiles Satteldach Giebeldreieck verschiefert. | 08957966 |
|                                         | Wohnhaus (ohne Anbau) in offener Bebauung und in Ecklage | Webergasse 27 (Karte)                     | Mitte 19. Jahrhundert                                  | Obergeschoss Fachwerk verschiefert, Zeugnis ländlichen Wohnens im Stadtraum, sozialgeschichtlich von Bedeutung. Erdgeschoss massiv, neu verputzt, Obergeschoss Fachwerk, rundum verschiefert, Giebel und Satteldach Schiefer, stehende Dachgauben, originale Fenstergrößen. | 08957965 |
|                                         | Wohnstallhaus eines ehemaligen Zweiseithofes | Wiesenweg 8 (Karte)                       | 18. Jahrhundert                                        | alte Ortslage Griesbach, Obergeschoss Fachwerk verkleidet, Teil der alten Ortsstruktur, mit bauhistorischem Wert. Erdgeschoss massiv, Rundbogenfenster mit Fensterladen und Porphyrgewänden, Obergeschoss Fachwerk, verkleidet, Fenster leicht vergrößert, Satteldach, an hinterer Traufseite schmale Abseite angebaut, im Stallteil preußische Kappen. | 08958073 |
|                                         | Wohnhaus in halboffener Bebauung, heute kath. Pfarrhaus | Zobelplatz 4 (Karte)                      | 1. Hälfte 18. Jahrhundert                              | repräsentatives Barockgebäude, Putzbau mit schöner Fassadengliederung und Korbbogenportal, baugeschichtlich von Bedeutung. zweigeschossiger Putzbau mit sieben Achsen, Granitgewände, Korbbogenportal mit Schlussstein, gerade profilierte Fenster- und Türbedachungen, originale Tür, Fensterputzrahmungen mit zartem Dekor, profiliertes Gurt- und Kranzgesims, hohes Mansardgiebeldach mit Gaupen, Schieferdeckung, zum Hof vorkragendes Fachwerk-Obergeschoss auf Holzsäulen (ehemals Laubengang). | 08957946 |
| Weitere Bilder                          | Fabrikanten-Wohnhaus (mit Ausstattung) und Verwaltungsgebäude (Laboratorium) einer ehemaligen Chemiefabrik, mit Einfriedung | Zobelplatz 5; 6 (Karte)                   | bez. 1894 (Verwaltungstrakt)                           | weitgehend authentisch erhaltene Gebäudegruppe aus drei Entstehungsperioden, jüngere Gebäude mit repräsentativer Klinkerfassade und reicher Innenausstattung, mit baukünstlerischem, baugeschichtlichem und ortsgeschichtlichem sowie stadtbildprägendem Wert. Wohngebäude in Ecklage: schlichter zweigeschossiger Putzbau mit geputzten Fensterumrandungen und korbbogigen Fensterlaibungen, zum Teil flache Kreuzgratgewölbe mit Gurtbögen, zum Teil preußische Kappen, Walmdach, Schieferdeckung, originale Fenster und Türen, Erweiterung: über sandsteinverkleidetem Sockelgeschoss mit zentralem Zugang und bauzeitlicher Tür (ehem. Einfahrt) schmaler zweigeschossiger Klinkerbau mit reicher Sandsteingliederung in französischer Neorenaissance, 1. Obergeschoss mit zentraler Serliana und vorgelagertem Rundbalkon (Austritt heute vermauert), dreiachsiges 2. Obergeschoss mit Fächerrosetten über den Fenstern, steiles schiefergedecktes Walmdach, originale Fenster und Türen, Innenausstattung der Fabrikantenwohnung im Eckgebäude und in der Erweiterung: ehemalige Einfahrt mit Keramikfliesen und profilierten Wänden und Decken, Unteres Vestibül mit Keramikfliesen und Neorenaissance-Stuckdecke, repräsentatives Treppenhaus mit Stuckmarmorfeldern im Treppenschacht, Geländer als marmorne Balustrade, im 1. Obergeschoss Oberes Vestibül mit Tafelparkett, Farbverglasung im Fenster und reicher Stuckdecke, Festsaal mit schwerer Neorenaissancedecke mit zum Teil figürlichen Darstellungen, Tapetenreste, im 2. Obergeschoss Flur mit Serliana-Öffnung mit kurzer Niveautreppe zum dahinterliegenden Treppenhaus mit gewendelter Eisentreppe zum Dachgeschoss, Verwaltungsbau: im Hang über Sockelgeschoss mit schwerer Sandstein-Rustizierung zweigeschossiger Klinkerbau mit reicher Neorenaissance-Sandsteingliederung durch Fenstergewände und -verdachungen, Gurtbänder und -gesimse, zwei flache Seitenrisalite mit gekuppelten Fenstern und üppigem, zum Teil figürlichem Reliefschmuck der Fensterpfeiler und Blendbogenfelder über den Fenstern, Fassadenzentrierung durch oktogonalen Kastenerker über zwei Geschosse unter schiefergedeckter Spitzhaube, vor dem Gebäude Lichtschacht mit bauzeitlichem Eisengitter, originale Fenster und Türen, im Innern einfache Stuckdecken. | 08957944 |
|                                         | Erdgeschoss und Keller eines Wohnhauses in offener Bebauung, sowie Einfriedungsmauer des Grundstückes zum Kesselplatz | Zobelplatz 8 (Karte)                      | 18. Jahrhundert (Erdgeschoss Wohnhaus)                 | Putzbau mit Segmentbogenportal, im Innern Kreuzgratgewölbe, baugeschichtliche Bedeutung. Erdgeschoss Bruchsteinmauerwerk, Gewölbe weist auf 18. Jahrhundert hin, großes Keller-Tonnengewölbe mit zwei Türgewänden (Naturstein), historische Metall-Kellertür, Keller wahrscheinlich Relikt der Ortskernbebauung um 1500. | 08957943 |
|                                         | Wohnhaus in geschlossener Bebauung | Zwickauer Straße 2 (Karte)                | 1. Hälfte 18. Jahrhundert                              | ortsbildprägender barocker Putzbau mit feinem Stuckdekor, baugeschichtlich von Bedeutung. dreigeschossiger Putzbau mit sieben Achsen, der Mittelrisalit mit Dreiecksgiebel (Okulus), Putznutung und profilierte Fensterbedachungen, feine Rocailleformen (besonders in der Beletage), Putzfaschen an Fenstern, Satteldach mit zwei Dachgauben, Fenster achtfeldrig gesprosst. | 08957955 |
|                                         | Wohnhaus in halboffener Bebauung | Zwickauer Straße 30 (Karte)               | um 1800                                                | Obergeschoss Fachwerk verkleidet, Korbbogenportal, Teil der vorstädtischen Bebauung, baugeschichtlich von Bedeutung. hoher Sockel aus Bruchsteinen, im Erdgeschoss Granitgewände, Korbbogentürportal mit Schlussstein, Obergeschoss Fachwerk, verkleidet, Mansardgiebeldach, Schieferdeckung, mit Dachhäuschen. | 08957956 |
|                                         | Wohnhaus in halboffener Bebauung und rückwärtiger Anbau, sowie seitliche Einfriedung mit Toreinfahrt (vor Nr. 34a) | Zwickauer Straße 34 (Karte)               | 1. Hälfte 18. Jahrhundert                              | Putzbau mit Segmentbogenportal, Bestandteil der barocken Stadtbebauung, mit bauhistorischer Bedeutung. zweigeschossiger Putzbau mit Granitfenstergewänden, korbbogiger Türstock mit Keilstein, profiliertes Traufgesims, Satteldach mit stehenden Dachgauben und Schleppgaupe, Giebel verschiefert, vier Mauerpfosten mit Granitaufsatz in Kugelform und dazwischenliegendem geschweiften Lattenzaun. | 08957951 |

## Lindenau
| Bild                                    | Bezeichnung | Lage                               | Datierung                                    | Beschreibung | ID       |
| --------------------------------------- | --- | ---------------------------------- | -------------------------------------------- | --- | -------- |
| Weitere Bilder                          | Trigonometrischer Punkt mit Gittermastturm | (Karte)                            | 1. Hälfte 20. Jahrhundert (Vermessungspunkt) | Stahlfachwerkkonstruktion auf quadratischem Grundriss von ca. 10 m Höhe, Gerüst hat Seltenheitswert, vermessungsgeschichtlich von Bedeutung. Trigonometrischer Punkt: Gittermastturm als Stahlfachwerkkonstruktion auf quadratischem Grundriss von ca. 10 m Höhe (bei Waldschänke). Gittermaste wurden in den 1990er Jahren für die Überfliegung demontiert, daher ist dieses Gerüst von großer Seltenheit. | 08958058 |
| Weitere Bilder                          | Einzeldenkmale der Sachgesamtheit Schneeberger Revier: Kunstteich mit Teichdamm einschließlich Überlaufbauwerk und Striegelhaus (siehe auch Sachgesamtheitsliste – Obj. 09301518)    | Am Forstteich (Karte)              | 1745/46                                      | bergbauwasserwirtschaftliche Anlage von bergbaugeschichtlicher und landschaftsbildprägender Bedeutung. Teichdamm (Erddamm mit wasserseitiger Tarrasmauer) mit Striegelhaus (Gebäude aus Bruchsteinmauerwerk auf quadratischem Grundriss, darüber steiles Satteldach, vmtl. mit originalem Striegel) und Überlaufbauwerk (am südlichen Ende des Teichdamms), Kunstteich 1745/46 angelegt (heute als Forstteich bezeichnet), zu den „Wasserversorgungsanstalten in dem Lindenauer Grunde“ gehörig, vorletzter Teich einer ganzen Teichkaskade (vgl. Meilenblätter), entwässerte in den östlich gelegenen Stockteich (Mühlteich der Stockmühle) bzw. direkt in die Schlema in Richtung des talwärts gelegenen Siebenschlehener Pochwerks (vgl. Objekt 08958116), im 20. Jh. zum Badegewässer umgenutzt. | 09306235 |
| Direkt Bild zu diesem Denkmal hochladen | Nebengebäude einer Sportplatzanlage | Am Sportplatz 3 (bei) (Karte)      | 1. Hälfte 20. Jh. (Sportbau)                 | eingeschossiger Bau, holzverbrettert, Beispiel von Kleinarchitektur in traditioneller Bauart, mit sozialhistorischen Aspekten; ehemals Umkleidehaus des Sportplatzes und Unterbringungsmöglichkeit Nichtsesshafter, kleiner eingeschossiger Bau, holzverbrettert, originale Fenster und Tür mit Oberlicht, Giebel verbrettert, Satteldach, Schieferdeckung, im Anbau Toiletten mit originalen Fenstern, Pultdach. | 08958053 |
| Weitere Bilder                          | Wegestein | An der Waldschänke 1 (bei) (Karte) | Ende 19. Jh.                                 | Zeugnis der verkehrstechnischen Erschließung, verkehrsgeschichtlich von Bedeutung. schlanker Granitquader, ca. 1,50 m hoch, mit pyramidaler Spitze, eingeritzt: Lindenau, Lichtenau und Weißbach, jeweils mit Pfeilen in die entsprechende Richtung. | 08958057 |
|                                         | Wohnstallhaus eines Bauernhofes | Bachweg 1 (Karte)                  | 1. Hälfte 19. Jh.                            | Obergeschoss Fachwerk, weitgehend original erhaltener Teil der alten Ortsstruktur, baugeschichtlich von Bedeutung. hohes Erdgeschoss (vermutlich Bruchsteine), verputzt, teils liegende Fenster, talseitig fünf breite Strebepfeiler bis zum Ansatz des Obergeschosses (Gneispläner), Obergeschoss Fachwerk, verputzt, Giebel verbrettert, Satteldach, profilierte Traufbretter, Fenstergrößen erhalten. | 08958054 |
|                                         | Wohnstallhaus eines Bauernhofes | Danieler Weg 5 (Karte)             | bez. 1848                                    | Obergeschoss Fachwerk, Korbbogenportal zum Hof, weitgehend authentisch erhaltenes Zeugnis bäuerlicher Lebensweise, baugeschichtlich von Bedeutung. Erdgeschoss massiv, profilierte Granitgewände, rundbogiges Granittürgewände mit Schlussstein, Obergeschoss rundum Fachwerk, Hofseite Schiefer, sonst verputzt, Satteldach, Schieferdeckung, Fenstergrößen original, im Innern preußisches Kappengewölbe, Schlussstein bezeichnet „C.F. Otto 1848“. | 08958059 |
| Weitere Bilder                          | Einzeldenkmale der Sachgesamtheit Schneeberger Revier: Kunstteich mit Teichdamm einschließlich Grundablass mit Schützenhaus und Überlaufbauwerk (siehe auch Sachgesamtheit 09301518) | Dorfstraße (Karte)                 | 1838                                         | mitsamt abgehendem Pochwerkskunstgraben im Ensemble mit dem Siebenschlehener Pochwerk zu betrachten (siehe Lindenauer Straße 22), bergbauwasserwirtschaftliche Anlagen von bergbaugeschichtlicher und landschaftsbildprägender Bedeutung. Kunstteich erstreckt sich über mehrere Ortsteile/Gemarkungen: OT/Gemarkung Lindenau (Flurstk. 1203) und OT Schneeberg/Gemarkung Griesbach (Flurstk. 197), Teichdamm: Erddamm mit wasserseitigem Bruchsteinmauerwerk, südlich Grundablass in den abgehenden Pochwerkskunstgraben mit Schützenhaus und Holzschütz (Stützmauern des Teichdammes am Einlauf rund abschließend), weiter nördlich dreifeldriges Überlaufbauwerk mit Holzschützen (Stützmauern auch hier abgerundet an das seitliche Mauerwerk des Überlaufs anschließend, Bett des Überlaufs/des anschließenden Baches mit Steindeckwerk), nach 1990 erneuerter Grundablass an der tiefsten Stelle in der Mitte. Kunstteich 1838 angelegt (auch: Lindenauer Pochwerksteich, heute als Meier Teich bezeichnet), abgehender Kunstgraben älter, zu den „Wasserversorgungsanstalten in dem Lindenauer Grunde“ gehörig, liegt westlich und etwas über dem ehem. Bergmeisterteich (Knappschaftsteich, heute auch als Neuer Teich bezeichnet), speicherte hauptsächlich Wasser aus den oberhalb im Tal zu Tage ansetzenden Stolln und Lindenauer Bach (Michaelis-, St.-Catharina-, Hercules- und Fuchsloch-Stolln). Bergmeister oder alter St. Catharinaer Teich lag zw. Unterem Lindenauer und Knappschaftsteich – Dammreste erhalten. | 09306236 |
| Weitere Bilder                          | Schulgebäude | Schulstraße 6 (Karte)              | bez. 1853, später überformt                  | Putzbau mit Dachreiter, von bauhistorischer und ortsgeschichtlicher Bedeutung. zweigeschossiger, massiver Putzbau, saniert, Fenstergewände wahrscheinlich Sandstein, porphyrartig angestrichen, Farbigkeit insgesamt nicht denkmalgerecht. Vierer-Fenster in Mittelachse später als 1853, Dachreiter wahrscheinlich ebenfalls, Satteldach, Schieferdeckung, drei kleine stehende Dachgauben. | 08956859 |
|                                         | Wohnhaus | Waldstraße 3 (Karte)               | Ende 19. Jh.                                 | Klinkerbau in typischer Gestaltung der Jahrhundertwende um 1900, Anklänge an den Schweizerstil, baugeschichtlich von Bedeutung. eingeschossiger Klinkerbau mit Anklängen an den Schweizerstil, flacher Mittelrisalit mit Zwerchhaus, dort Doppelfenster mit profiliertem Mittelpfosten, Ableitungsbögen der Fenster im Wechsel aus gelbem, rotem und schwarzem Klinker, Satteldach, Schieferdeckung, mit gesägten Windbrettern, stehende Dachgauben mit Ziergespärre und Metall-Zierspitzen, Wetterhahn. | 08958052 |